# Liste des épisodes de Dragon Ball Z
Cet article devrait être scindé en plusieurs articles distincts (mars 2025).
La liste des épisodes de Dragon Ball Z, série télévisée d'animation japonaise, suite issue du manga et de la série d'animation Dragon Ball, comporte un total de 291 épisodes (dont 41 épisodes de remplissage).
Réalisée par Daisuke Nishio et scénarisée par Takao Koyama, elle est diffusée initialement entre le 26 avril 1989 et le 31 janvier 1996.

## Légende des tableaux
|  | Épisodes adaptés (sans couleur d'arrière plan) |

|  |  |  |  |  | Épisodes filler (hors manga) |

Légende : (épisodes surlignés en couleur : filler - épisodes hors manga exclusifs à l'animé).

## Génériques

### Début
| Numéro | Titre              | Artiste           | Épisodes | 1re date de diffusion |
| ------ | ------------------ | ----------------- | -------- | --------------------- |
| 1      | Cha-La-Head-Cha-La | Hironobu Kageyama | 1-199    | 26 avril 1989         |
| 2      | We Gotta Power     | Hironobu Kageyama | 200-291  | 10 novembre 1993      |

### Fin
| Numéro | Titre                          | Artiste           | Épisodes | 1re date de diffusion |
| ------ | ------------------------------ | ----------------- | -------- | --------------------- |
| 1      | Detekoi Tobikiri ZENKAI Power! | Ike Takeshi       | 1-199    | 26 avril 1989         |
| 2      | Bokutachi wa Tenshi Datta      | Hironobu Kageyama | 200-291  | 10 novembre 1993      |

## Répartition des arcs
| # | # | Début             | Fin               | Arcs                | Arcs                                    | Arcs                                   | # | # |
| - | - | ----------------- | ----------------- | ------------------- | --------------------------------------- | -------------------------------------- | - | - |
|   | 1 | 26 avril 1989     | 7 mars 1990       | Saga Saïyens        |                                         | Arc Raditz                             | 1 |   |
|   | 1 | 26 avril 1989     | 7 mars 1990       | Saga Saïyens        |                                         | Arc Raditz                             | 1 |   |
|   | 1 | 26 avril 1989     | 7 mars 1990       | Saga Saïyens        |                                         | Arc Raditz                             | 1 |   |
|   | 1 | 26 avril 1989     | 7 mars 1990       | Saga Saïyens        |                                         | Arc Raditz                             | 1 |   |
|   | 1 | 26 avril 1989     | 7 mars 1990       | Saga Saïyens        |                                         | Arc Raditz                             | 1 |   |
|   | 1 | 26 avril 1989     | 7 mars 1990       | Saga Saïyens        |                                         | Arc Raditz                             | 1 |   |
|   | 1 | 26 avril 1989     | 7 mars 1990       | Saga Saïyens        | Arc Entrainement                        |                                        | 1 |   |
|   | 1 | 26 avril 1989     | 7 mars 1990       | Saga Saïyens        |                                         |                                        | 1 |   |
|   | 1 | 26 avril 1989     | 7 mars 1990       | Saga Saïyens        |                                         |                                        | 1 |   |
|   | 1 | 26 avril 1989     | 7 mars 1990       | Saga Saïyens        |                                         |                                        | 1 |   |
|   | 1 | 26 avril 1989     | 7 mars 1990       | Saga Saïyens        |                                         |                                        | 1 |   |
|   | 1 | 26 avril 1989     | 7 mars 1990       | Saga Saïyens        |                                         |                                        | 1 |   |
|   | 1 | 26 avril 1989     | 7 mars 1990       | Saga Saïyens        |                                         |                                        | 1 |   |
|   | 1 | 26 avril 1989     | 7 mars 1990       | Saga Saïyens        |                                         |                                        | 1 |   |
|   | 1 | 26 avril 1989     | 7 mars 1990       | Saga Saïyens        |                                         |                                        | 1 |   |
|   | 1 | 26 avril 1989     | 7 mars 1990       | Saga Saïyens        |                                         |                                        | 1 |   |
|   | 1 | 26 avril 1989     | 7 mars 1990       | Saga Saïyens        |                                         |                                        | 1 |   |
|   | 1 | 26 avril 1989     | 7 mars 1990       | Saga Saïyens        |                                         |                                        | 1 |   |
|   | 1 | 26 avril 1989     | 7 mars 1990       | Saga Saïyens        |                                         |                                        | 1 |   |
|   | 1 | 26 avril 1989     | 7 mars 1990       | Saga Saïyens        |                                         |                                        | 1 |   |
|   | 1 | 26 avril 1989     | 7 mars 1990       | Saga Saïyens        | Arc Nappa et Vegeta                     |                                        | 1 |   |
|   | 1 | 26 avril 1989     | 7 mars 1990       | Saga Saïyens        |                                         |                                        | 1 |   |
|   | 1 | 26 avril 1989     | 7 mars 1990       | Saga Saïyens        |                                         |                                        | 1 |   |
|   | 1 | 26 avril 1989     | 7 mars 1990       | Saga Saïyens        |                                         |                                        | 1 |   |
|   | 1 | 26 avril 1989     | 7 mars 1990       | Saga Saïyens        |                                         |                                        | 1 |   |
|   | 1 | 26 avril 1989     | 7 mars 1990       | Saga Saïyens        |                                         |                                        | 1 |   |
|   | 1 | 26 avril 1989     | 7 mars 1990       | Saga Saïyens        |                                         |                                        | 1 |   |
|   | 1 | 26 avril 1989     | 7 mars 1990       | Saga Saïyens        |                                         |                                        | 1 |   |
|   | 1 | 26 avril 1989     | 7 mars 1990       | Saga Saïyens        |                                         |                                        | 1 |   |
|   | 1 | 26 avril 1989     | 7 mars 1990       | Saga Saïyens        |                                         |                                        | 1 |   |
|   | 1 | 26 avril 1989     | 7 mars 1990       | Saga Saïyens        |                                         |                                        | 1 |   |
|   | 1 | 26 avril 1989     | 7 mars 1990       | Saga Saïyens        |                                         |                                        | 1 |   |
|   | 1 | 26 avril 1989     | 7 mars 1990       | Saga Saïyens        |                                         |                                        | 1 |   |
|   | 1 | 26 avril 1989     | 7 mars 1990       | Saga Saïyens        |                                         |                                        | 1 |   |
|   | 1 | 26 avril 1989     | 7 mars 1990       | Saga Saïyens        |                                         |                                        | 1 |   |
|   | 1 | 26 avril 1989     | 7 mars 1990       | Saga Saïyens        | Arc Voyage pour Namek                   |                                        | 1 |   |
|   | 1 | 26 avril 1989     | 7 mars 1990       | Saga Saïyens        |                                         |                                        | 1 |   |
|   | 1 | 26 avril 1989     | 7 mars 1990       | Saga Saïyens        |                                         |                                        | 1 |   |
|   | 1 | 26 avril 1989     | 7 mars 1990       | Saga Saïyens        |                                         |                                        | 1 |   |
|   | 2 | 14 mars 1990      | 12 décembre 1990  | Saga Namek          |                                         | 2                                      |   |   |
|   | 2 | 14 mars 1990      | 12 décembre 1990  | Saga Namek          |                                         | 2                                      |   |   |
|   | 2 | 14 mars 1990      | 12 décembre 1990  | Saga Namek          |                                         | 2                                      |   |   |
|   | 2 | 14 mars 1990      | 12 décembre 1990  | Saga Namek          |                                         | 2                                      |   |   |
|   | 2 | 14 mars 1990      | 12 décembre 1990  | Saga Namek          |                                         | 2                                      |   |   |
|   | 2 | 14 mars 1990      | 12 décembre 1990  | Saga Namek          | Arc Recherche des Dragon Balls de Namek | 2                                      |   |   |
|   | 2 | 14 mars 1990      | 12 décembre 1990  | Saga Namek          |                                         | 2                                      |   |   |
|   | 2 | 14 mars 1990      | 12 décembre 1990  | Saga Namek          |                                         | 2                                      |   |   |
|   | 2 | 14 mars 1990      | 12 décembre 1990  | Saga Namek          |                                         | 2                                      |   |   |
|   | 2 | 14 mars 1990      | 12 décembre 1990  | Saga Namek          |                                         | 2                                      |   |   |
|   | 2 | 14 mars 1990      | 12 décembre 1990  | Saga Namek          |                                         | 2                                      |   |   |
|   | 2 | 14 mars 1990      | 12 décembre 1990  | Saga Namek          |                                         | 2                                      |   |   |
|   | 2 | 14 mars 1990      | 12 décembre 1990  | Saga Namek          |                                         | 2                                      |   |   |
|   | 2 | 14 mars 1990      | 12 décembre 1990  | Saga Namek          |                                         | 2                                      |   |   |
|   | 2 | 14 mars 1990      | 12 décembre 1990  | Saga Namek          |                                         | 2                                      |   |   |
|   | 2 | 14 mars 1990      | 12 décembre 1990  | Saga Namek          |                                         | 2                                      |   |   |
|   | 2 | 14 mars 1990      | 12 décembre 1990  | Saga Namek          |                                         | 2                                      |   |   |
|   | 2 | 14 mars 1990      | 12 décembre 1990  | Saga Namek          |                                         | 2                                      |   |   |
|   | 2 | 14 mars 1990      | 12 décembre 1990  | Saga Namek          |                                         | 2                                      |   |   |
|   | 2 | 14 mars 1990      | 12 décembre 1990  | Saga Namek          |                                         | 2                                      |   |   |
|   | 2 | 14 mars 1990      | 12 décembre 1990  | Saga Namek          |                                         | 2                                      |   |   |
|   | 2 | 14 mars 1990      | 12 décembre 1990  | Saga Namek          | Arc Commando Ginyu                      | 2                                      |   |   |
|   | 2 | 14 mars 1990      | 12 décembre 1990  | Saga Namek          |                                         | 2                                      |   |   |
|   | 2 | 14 mars 1990      | 12 décembre 1990  | Saga Namek          |                                         | 2                                      |   |   |
|   | 2 | 14 mars 1990      | 12 décembre 1990  | Saga Namek          |                                         | 2                                      |   |   |
|   | 2 | 14 mars 1990      | 12 décembre 1990  | Saga Namek          |                                         | 2                                      |   |   |
|   | 2 | 14 mars 1990      | 12 décembre 1990  | Saga Namek          |                                         | 2                                      |   |   |
|   | 2 | 14 mars 1990      | 12 décembre 1990  | Saga Namek          |                                         | 2                                      |   |   |
|   | 2 | 14 mars 1990      | 12 décembre 1990  | Saga Namek          |                                         | 2                                      |   |   |
|   | 2 | 14 mars 1990      | 12 décembre 1990  | Saga Namek          |                                         | 2                                      |   |   |
|   | 2 | 14 mars 1990      | 12 décembre 1990  | Saga Namek          |                                         | 2                                      |   |   |
|   | 2 | 14 mars 1990      | 12 décembre 1990  | Saga Namek          |                                         | 2                                      |   |   |
|   | 2 | 14 mars 1990      | 12 décembre 1990  | Saga Namek          |                                         | 2                                      |   |   |
|   | 2 | 14 mars 1990      | 12 décembre 1990  | Saga Namek          |                                         | 2                                      |   |   |
|   | 2 | 14 mars 1990      | 12 décembre 1990  | Saga Namek          |                                         | 2                                      |   |   |
|   | 3 | 16 janvier 1991   | 25 septembre 1991 | Saga Freezer        |                                         | Arc Freezer contre Son Goku            | 3 |   |
|   | 3 | 16 janvier 1991   | 25 septembre 1991 | Saga Freezer        |                                         | Arc Freezer contre Son Goku            | 3 |   |
|   | 3 | 16 janvier 1991   | 25 septembre 1991 | Saga Freezer        |                                         | Arc Freezer contre Son Goku            | 3 |   |
|   | 3 | 16 janvier 1991   | 25 septembre 1991 | Saga Freezer        |                                         | Arc Freezer contre Son Goku            | 3 |   |
|   | 3 | 16 janvier 1991   | 25 septembre 1991 | Saga Freezer        |                                         | Arc Freezer contre Son Goku            | 3 |   |
|   | 3 | 16 janvier 1991   | 25 septembre 1991 | Saga Freezer        |                                         | Arc Freezer contre Son Goku            | 3 |   |
|   | 3 | 16 janvier 1991   | 25 septembre 1991 | Saga Freezer        |                                         | Arc Freezer contre Son Goku            | 3 |   |
|   | 3 | 16 janvier 1991   | 25 septembre 1991 | Saga Freezer        |                                         | Arc Freezer contre Son Goku            | 3 |   |
|   | 3 | 16 janvier 1991   | 25 septembre 1991 | Saga Freezer        |                                         | Arc Freezer contre Son Goku            | 3 |   |
|   | 3 | 16 janvier 1991   | 25 septembre 1991 | Saga Freezer        |                                         | Arc Freezer contre Son Goku            | 3 |   |
|   | 3 | 16 janvier 1991   | 25 septembre 1991 | Saga Freezer        |                                         | Arc Freezer contre Son Goku            | 3 |   |
|   | 3 | 16 janvier 1991   | 25 septembre 1991 | Saga Freezer        |                                         | Arc Freezer contre Son Goku            | 3 |   |
|   | 3 | 16 janvier 1991   | 25 septembre 1991 | Saga Freezer        |                                         | Arc Freezer contre Son Goku            | 3 |   |
|   | 3 | 16 janvier 1991   | 25 septembre 1991 | Saga Freezer        |                                         | Arc Freezer contre Son Goku            | 3 |   |
|   | 3 | 16 janvier 1991   | 25 septembre 1991 | Saga Freezer        |                                         | Arc Freezer contre Son Goku            | 3 |   |
|   | 3 | 16 janvier 1991   | 25 septembre 1991 | Saga Freezer        |                                         | Arc Freezer contre Son Goku            | 3 |   |
|   | 3 | 16 janvier 1991   | 25 septembre 1991 | Saga Freezer        |                                         | Arc Freezer contre Son Goku            | 3 |   |
|   | 3 | 16 janvier 1991   | 25 septembre 1991 | Saga Freezer        |                                         | Arc Freezer contre Son Goku            | 3 |   |
|   | 3 | 16 janvier 1991   | 25 septembre 1991 | Saga Freezer        |                                         | Arc Freezer contre Son Goku            | 3 |   |
|   | 3 | 16 janvier 1991   | 25 septembre 1991 | Saga Freezer        |                                         | Arc Freezer contre Son Goku            | 3 |   |
|   | 3 | 16 janvier 1991   | 25 septembre 1991 | Saga Freezer        |                                         | Arc Freezer contre Son Goku            | 3 |   |
|   | 3 | 16 janvier 1991   | 25 septembre 1991 | Saga Freezer        |                                         | Arc Freezer contre Son Goku            | 3 |   |
|   | 3 | 16 janvier 1991   | 25 septembre 1991 | Saga Freezer        |                                         | Arc Freezer contre Son Goku            | 3 |   |
|   | 3 | 16 janvier 1991   | 25 septembre 1991 | Saga Freezer        |                                         | Arc Freezer contre Son Goku            | 3 |   |
|   | 3 | 16 janvier 1991   | 25 septembre 1991 | Saga Freezer        |                                         | Arc Freezer contre Son Goku            | 3 |   |
|   | 3 | 16 janvier 1991   | 25 septembre 1991 | Saga Freezer        |                                         | Arc Freezer contre Son Goku            | 3 |   |
|   | 3 | 16 janvier 1991   | 25 septembre 1991 | Saga Freezer        |                                         | Arc Freezer contre Son Goku            | 3 |   |
|   | 3 | 16 janvier 1991   | 25 septembre 1991 | Saga Freezer        |                                         | Arc Freezer contre Son Goku            | 3 |   |
|   | 3 | 16 janvier 1991   | 25 septembre 1991 | Saga Freezer        |                                         | Arc Freezer contre Son Goku            | 3 |   |
|   | 3 | 16 janvier 1991   | 25 septembre 1991 | Saga Freezer        |                                         | Arc Freezer contre Son Goku            | 3 |   |
|   | 3 | 16 janvier 1991   | 25 septembre 1991 | Saga Freezer        |                                         | Arc Freezer contre Son Goku            | 3 |   |
|   | 3 | 16 janvier 1991   | 25 septembre 1991 | Saga Freezer        |                                         | Arc Freezer contre Son Goku            | 3 |   |
|   | 3 | 16 janvier 1991   | 25 septembre 1991 | Saga Freezer        |                                         | Arc Freezer contre Son Goku            | 3 |   |
|   | 4 | 9 octobre 1991    | 10 juin 1992      | Saga Cyborgs        |                                         | Arc Garlic Junior                      | 4 |   |
|   | 4 | 9 octobre 1991    | 10 juin 1992      | Saga Cyborgs        |                                         | Arc Garlic Junior                      | 4 |   |
|   | 4 | 9 octobre 1991    | 10 juin 1992      | Saga Cyborgs        |                                         | Arc Garlic Junior                      | 4 |   |
|   | 4 | 9 octobre 1991    | 10 juin 1992      | Saga Cyborgs        |                                         | Arc Garlic Junior                      | 4 |   |
|   | 4 | 9 octobre 1991    | 10 juin 1992      | Saga Cyborgs        |                                         | Arc Garlic Junior                      | 4 |   |
|   | 4 | 9 octobre 1991    | 10 juin 1992      | Saga Cyborgs        |                                         | Arc Garlic Junior                      | 4 |   |
|   | 4 | 9 octobre 1991    | 10 juin 1992      | Saga Cyborgs        |                                         | Arc Garlic Junior                      | 4 |   |
|   | 4 | 9 octobre 1991    | 10 juin 1992      | Saga Cyborgs        |                                         | Arc Garlic Junior                      | 4 |   |
|   | 4 | 9 octobre 1991    | 10 juin 1992      | Saga Cyborgs        |                                         | Arc Garlic Junior                      | 4 |   |
|   | 4 | 9 octobre 1991    | 10 juin 1992      | Saga Cyborgs        |                                         | Arc Garlic Junior                      | 4 |   |
|   | 4 | 9 octobre 1991    | 10 juin 1992      | Saga Cyborgs        | Arc Freezer contre Trunks               |                                        | 4 |   |
|   | 4 | 9 octobre 1991    | 10 juin 1992      | Saga Cyborgs        |                                         |                                        | 4 |   |
|   | 4 | 9 octobre 1991    | 10 juin 1992      | Saga Cyborgs        |                                         |                                        | 4 |   |
|   | 4 | 9 octobre 1991    | 10 juin 1992      | Saga Cyborgs        |                                         |                                        | 4 |   |
|   | 4 | 9 octobre 1991    | 10 juin 1992      | Saga Cyborgs        |                                         |                                        | 4 |   |
|   | 4 | 9 octobre 1991    | 10 juin 1992      | Saga Cyborgs        |                                         |                                        | 4 |   |
|   | 4 | 9 octobre 1991    | 10 juin 1992      | Saga Cyborgs        |                                         |                                        | 4 |   |
|   | 4 | 9 octobre 1991    | 10 juin 1992      | Saga Cyborgs        |                                         |                                        | 4 |   |
|   | 4 | 9 octobre 1991    | 10 juin 1992      | Saga Cyborgs        | Arc C-19 et C-20                        |                                        | 4 |   |
|   | 4 | 9 octobre 1991    | 10 juin 1992      | Saga Cyborgs        |                                         |                                        | 4 |   |
|   | 4 | 9 octobre 1991    | 10 juin 1992      | Saga Cyborgs        |                                         |                                        | 4 |   |
|   | 4 | 9 octobre 1991    | 10 juin 1992      | Saga Cyborgs        |                                         |                                        | 4 |   |
|   | 4 | 9 octobre 1991    | 10 juin 1992      | Saga Cyborgs        |                                         |                                        | 4 |   |
|   | 4 | 9 octobre 1991    | 10 juin 1992      | Saga Cyborgs        |                                         |                                        | 4 |   |
|   | 4 | 9 octobre 1991    | 10 juin 1992      | Saga Cyborgs        |                                         |                                        | 4 |   |
|   | 4 | 9 octobre 1991    | 10 juin 1992      | Saga Cyborgs        | Arc C-16, C-17 et C-18                  |                                        | 4 |   |
|   | 4 | 9 octobre 1991    | 10 juin 1992      | Saga Cyborgs        |                                         |                                        | 4 |   |
|   | 4 | 9 octobre 1991    | 10 juin 1992      | Saga Cyborgs        |                                         |                                        | 4 |   |
|   | 4 | 9 octobre 1991    | 10 juin 1992      | Saga Cyborgs        |                                         |                                        | 4 |   |
|   | 4 | 9 octobre 1991    | 10 juin 1992      | Saga Cyborgs        |                                         |                                        | 4 |   |
|   | 4 | 9 octobre 1991    | 10 juin 1992      | Saga Cyborgs        |                                         |                                        | 4 |   |
|   | 5 | 17 juin 1992      | 27 janvier 1993   | Saga Cell           |                                         | Arc Cell 1re forme                     | 5 |   |
|   | 5 | 17 juin 1992      | 27 janvier 1993   | Saga Cell           |                                         | Arc Cell 1re forme                     | 5 |   |
|   | 5 | 17 juin 1992      | 27 janvier 1993   | Saga Cell           |                                         | Arc Cell 1re forme                     | 5 |   |
|   | 5 | 17 juin 1992      | 27 janvier 1993   | Saga Cell           |                                         | Arc Cell 1re forme                     | 5 |   |
|   | 5 | 17 juin 1992      | 27 janvier 1993   | Saga Cell           |                                         | Arc Cell 1re forme                     | 5 |   |
|   | 5 | 17 juin 1992      | 27 janvier 1993   | Saga Cell           |                                         | Arc Cell 1re forme                     | 5 |   |
|   | 5 | 17 juin 1992      | 27 janvier 1993   | Saga Cell           |                                         | Arc Cell 1re forme                     | 5 |   |
|   | 5 | 17 juin 1992      | 27 janvier 1993   | Saga Cell           |                                         | Arc Cell 1re forme                     | 5 |   |
|   | 5 | 17 juin 1992      | 27 janvier 1993   | Saga Cell           |                                         | Arc Cell 1re forme                     | 5 |   |
|   | 5 | 17 juin 1992      | 27 janvier 1993   | Saga Cell           |                                         | Arc Cell 1re forme                     | 5 |   |
|   | 5 | 17 juin 1992      | 27 janvier 1993   | Saga Cell           |                                         | Arc Cell 1re forme                     | 5 |   |
|   | 5 | 17 juin 1992      | 27 janvier 1993   | Saga Cell           |                                         | Arc Cell 1re forme                     | 5 |   |
|   | 5 | 17 juin 1992      | 27 janvier 1993   | Saga Cell           |                                         | Arc Cell 1re forme                     | 5 |   |
|   | 5 | 17 juin 1992      | 27 janvier 1993   | Saga Cell           | Arc Cell 2e forme                       |                                        | 5 |   |
|   | 5 | 17 juin 1992      | 27 janvier 1993   | Saga Cell           |                                         |                                        | 5 |   |
|   | 5 | 17 juin 1992      | 27 janvier 1993   | Saga Cell           |                                         |                                        | 5 |   |
|   | 5 | 17 juin 1992      | 27 janvier 1993   | Saga Cell           |                                         |                                        | 5 |   |
|   | 5 | 17 juin 1992      | 27 janvier 1993   | Saga Cell           |                                         |                                        | 5 |   |
|   | 5 | 17 juin 1992      | 27 janvier 1993   | Saga Cell           |                                         |                                        | 5 |   |
|   | 5 | 17 juin 1992      | 27 janvier 1993   | Saga Cell           |                                         |                                        | 5 |   |
|   | 5 | 17 juin 1992      | 27 janvier 1993   | Saga Cell           |                                         |                                        | 5 |   |
|   | 5 | 17 juin 1992      | 27 janvier 1993   | Saga Cell           | Arc Cell forme parfaite                 |                                        | 5 |   |
|   | 5 | 17 juin 1992      | 27 janvier 1993   | Saga Cell           |                                         |                                        | 5 |   |
|   | 5 | 17 juin 1992      | 27 janvier 1993   | Saga Cell           |                                         |                                        | 5 |   |
|   | 5 | 17 juin 1992      | 27 janvier 1993   | Saga Cell           |                                         |                                        | 5 |   |
|   | 5 | 17 juin 1992      | 27 janvier 1993   | Saga Cell           |                                         |                                        | 5 |   |
|   | 5 | 17 juin 1992      | 27 janvier 1993   | Saga Cell           |                                         |                                        | 5 |   |
|   | 6 | 3 février 1993    | 22 septembre 1993 | Saga Cell Game      |                                         | 6                                      |   |   |
|   | 6 | 3 février 1993    | 22 septembre 1993 | Saga Cell Game      |                                         | 6                                      |   |   |
|   | 6 | 3 février 1993    | 22 septembre 1993 | Saga Cell Game      | Arc Repos avant le Cell Game            | 6                                      |   |   |
|   | 6 | 3 février 1993    | 22 septembre 1993 | Saga Cell Game      |                                         | 6                                      |   |   |
|   | 6 | 3 février 1993    | 22 septembre 1993 | Saga Cell Game      |                                         | 6                                      |   |   |
|   | 6 | 3 février 1993    | 22 septembre 1993 | Saga Cell Game      |                                         | 6                                      |   |   |
|   | 6 | 3 février 1993    | 22 septembre 1993 | Saga Cell Game      |                                         | 6                                      |   |   |
|   | 6 | 3 février 1993    | 22 septembre 1993 | Saga Cell Game      |                                         | 6                                      |   |   |
|   | 6 | 3 février 1993    | 22 septembre 1993 | Saga Cell Game      |                                         | 6                                      |   |   |
|   | 6 | 3 février 1993    | 22 septembre 1993 | Saga Cell Game      |                                         | 6                                      |   |   |
|   | 6 | 3 février 1993    | 22 septembre 1993 | Saga Cell Game      | Arc Cell Game                           | 6                                      |   |   |
|   | 6 | 3 février 1993    | 22 septembre 1993 | Saga Cell Game      |                                         | 6                                      |   |   |
|   | 6 | 3 février 1993    | 22 septembre 1993 | Saga Cell Game      |                                         | 6                                      |   |   |
|   | 6 | 3 février 1993    | 22 septembre 1993 | Saga Cell Game      |                                         | 6                                      |   |   |
|   | 6 | 3 février 1993    | 22 septembre 1993 | Saga Cell Game      |                                         | 6                                      |   |   |
|   | 6 | 3 février 1993    | 22 septembre 1993 | Saga Cell Game      |                                         | 6                                      |   |   |
|   | 6 | 3 février 1993    | 22 septembre 1993 | Saga Cell Game      |                                         | 6                                      |   |   |
|   | 6 | 3 février 1993    | 22 septembre 1993 | Saga Cell Game      |                                         | 6                                      |   |   |
|   | 6 | 3 février 1993    | 22 septembre 1993 | Saga Cell Game      |                                         | 6                                      |   |   |
|   | 6 | 3 février 1993    | 22 septembre 1993 | Saga Cell Game      |                                         | 6                                      |   |   |
|   | 6 | 3 février 1993    | 22 septembre 1993 | Saga Cell Game      |                                         | 6                                      |   |   |
|   | 6 | 3 février 1993    | 22 septembre 1993 | Saga Cell Game      |                                         | 6                                      |   |   |
|   | 6 | 3 février 1993    | 22 septembre 1993 | Saga Cell Game      |                                         | 6                                      |   |   |
|   | 6 | 3 février 1993    | 22 septembre 1993 | Saga Cell Game      |                                         | 6                                      |   |   |
|   | 6 | 3 février 1993    | 22 septembre 1993 | Saga Cell Game      |                                         | 6                                      |   |   |
|   | 6 | 3 février 1993    | 22 septembre 1993 | Saga Cell Game      |                                         | 6                                      |   |   |
|   | 6 | 3 février 1993    | 22 septembre 1993 | Saga Cell Game      |                                         | 6                                      |   |   |
|   | 6 | 3 février 1993    | 22 septembre 1993 | Saga Cell Game      |                                         | 6                                      |   |   |
|   | 6 | 3 février 1993    | 22 septembre 1993 | Saga Cell Game      |                                         | 6                                      |   |   |
|   | 7 | 29 septembre 1993 | 4 mai 1994        | Saga Great Saiyaman |                                         | Arc Tenkaichi Budokai de l’autre-monde | 7 |   |
|   | 7 | 29 septembre 1993 | 4 mai 1994        | Saga Great Saiyaman |                                         | Arc Tenkaichi Budokai de l’autre-monde | 7 |   |
|   | 7 | 29 septembre 1993 | 4 mai 1994        | Saga Great Saiyaman |                                         | Arc Tenkaichi Budokai de l’autre-monde | 7 |   |
|   | 7 | 29 septembre 1993 | 4 mai 1994        | Saga Great Saiyaman |                                         | Arc Tenkaichi Budokai de l’autre-monde | 7 |   |
|   | 7 | 29 septembre 1993 | 4 mai 1994        | Saga Great Saiyaman |                                         | Arc Tenkaichi Budokai de l’autre-monde | 7 |   |
|   | 7 | 29 septembre 1993 | 4 mai 1994        | Saga Great Saiyaman | Arc Great Saiyaman                      |                                        | 7 |   |
|   | 7 | 29 septembre 1993 | 4 mai 1994        | Saga Great Saiyaman |                                         |                                        | 7 |   |
|   | 7 | 29 septembre 1993 | 4 mai 1994        | Saga Great Saiyaman |                                         |                                        | 7 |   |
|   | 7 | 29 septembre 1993 | 4 mai 1994        | Saga Great Saiyaman |                                         |                                        | 7 |   |
|   | 7 | 29 septembre 1993 | 4 mai 1994        | Saga Great Saiyaman |                                         |                                        | 7 |   |
|   | 7 | 29 septembre 1993 | 4 mai 1994        | Saga Great Saiyaman |                                         |                                        | 7 |   |
|   | 7 | 29 septembre 1993 | 4 mai 1994        | Saga Great Saiyaman | Arc 25e Tenkaichi Budokai               |                                        | 7 |   |
|   | 7 | 29 septembre 1993 | 4 mai 1994        | Saga Great Saiyaman |                                         |                                        | 7 |   |
|   | 7 | 29 septembre 1993 | 4 mai 1994        | Saga Great Saiyaman |                                         |                                        | 7 |   |
|   | 7 | 29 septembre 1993 | 4 mai 1994        | Saga Great Saiyaman |                                         |                                        | 7 |   |
|   | 7 | 29 septembre 1993 | 4 mai 1994        | Saga Great Saiyaman |                                         |                                        | 7 |   |
|   | 7 | 29 septembre 1993 | 4 mai 1994        | Saga Great Saiyaman |                                         |                                        | 7 |   |
|   | 7 | 29 septembre 1993 | 4 mai 1994        | Saga Great Saiyaman |                                         |                                        | 7 |   |
|   | 7 | 29 septembre 1993 | 4 mai 1994        | Saga Great Saiyaman |                                         |                                        | 7 |   |
|   | 7 | 29 septembre 1993 | 4 mai 1994        | Saga Great Saiyaman |                                         |                                        | 7 |   |
|   | 7 | 29 septembre 1993 | 4 mai 1994        | Saga Great Saiyaman |                                         |                                        | 7 |   |
|   | 7 | 29 septembre 1993 | 4 mai 1994        | Saga Great Saiyaman |                                         |                                        | 7 |   |
|   | 7 | 29 septembre 1993 | 4 mai 1994        | Saga Great Saiyaman |                                         |                                        | 7 |   |
|   | 7 | 29 septembre 1993 | 4 mai 1994        | Saga Great Saiyaman |                                         |                                        | 7 |   |
|   | 7 | 29 septembre 1993 | 4 mai 1994        | Saga Great Saiyaman |                                         |                                        | 7 |   |
|   | 8 | 11 mai 1994       | 22 février 1995   | Saga Babidi et Boo  |                                         | Arc Babidi                             | 8 |   |
|   | 8 | 11 mai 1994       | 22 février 1995   | Saga Babidi et Boo  |                                         | Arc Babidi                             | 8 |   |
|   | 8 | 11 mai 1994       | 22 février 1995   | Saga Babidi et Boo  |                                         | Arc Babidi                             | 8 |   |
|   | 8 | 11 mai 1994       | 22 février 1995   | Saga Babidi et Boo  |                                         | Arc Babidi                             | 8 |   |
|   | 8 | 11 mai 1994       | 22 février 1995   | Saga Babidi et Boo  |                                         | Arc Babidi                             | 8 |   |
|   | 8 | 11 mai 1994       | 22 février 1995   | Saga Babidi et Boo  |                                         | Arc Babidi                             | 8 |   |
|   | 8 | 11 mai 1994       | 22 février 1995   | Saga Babidi et Boo  |                                         | Arc Babidi                             | 8 |   |
|   | 8 | 11 mai 1994       | 22 février 1995   | Saga Babidi et Boo  |                                         | Arc Babidi                             | 8 |   |
|   | 8 | 11 mai 1994       | 22 février 1995   | Saga Babidi et Boo  |                                         | Arc Babidi                             | 8 |   |
|   | 8 | 11 mai 1994       | 22 février 1995   | Saga Babidi et Boo  |                                         | Arc Babidi                             | 8 |   |
|   | 8 | 11 mai 1994       | 22 février 1995   | Saga Babidi et Boo  |                                         | Arc Babidi                             | 8 |   |
|   | 8 | 11 mai 1994       | 22 février 1995   | Saga Babidi et Boo  |                                         | Arc Babidi                             | 8 |   |
|   | 8 | 11 mai 1994       | 22 février 1995   | Saga Babidi et Boo  | Arc Gros Boo                            |                                        | 8 |   |
|   | 8 | 11 mai 1994       | 22 février 1995   | Saga Babidi et Boo  |                                         |                                        | 8 |   |
|   | 8 | 11 mai 1994       | 22 février 1995   | Saga Babidi et Boo  |                                         |                                        | 8 |   |
|   | 8 | 11 mai 1994       | 22 février 1995   | Saga Babidi et Boo  |                                         |                                        | 8 |   |
|   | 8 | 11 mai 1994       | 22 février 1995   | Saga Babidi et Boo  |                                         |                                        | 8 |   |
|   | 8 | 11 mai 1994       | 22 février 1995   | Saga Babidi et Boo  |                                         |                                        | 8 |   |
|   | 8 | 11 mai 1994       | 22 février 1995   | Saga Babidi et Boo  |                                         |                                        | 8 |   |
|   | 8 | 11 mai 1994       | 22 février 1995   | Saga Babidi et Boo  |                                         |                                        | 8 |   |
|   | 8 | 11 mai 1994       | 22 février 1995   | Saga Babidi et Boo  |                                         |                                        | 8 |   |
|   | 8 | 11 mai 1994       | 22 février 1995   | Saga Babidi et Boo  |                                         |                                        | 8 |   |
|   | 8 | 11 mai 1994       | 22 février 1995   | Saga Babidi et Boo  |                                         |                                        | 8 |   |
|   | 8 | 11 mai 1994       | 22 février 1995   | Saga Babidi et Boo  |                                         |                                        | 8 |   |
|   | 8 | 11 mai 1994       | 22 février 1995   | Saga Babidi et Boo  |                                         |                                        | 8 |   |
|   | 8 | 11 mai 1994       | 22 février 1995   | Saga Babidi et Boo  |                                         |                                        | 8 |   |
|   | 8 | 11 mai 1994       | 22 février 1995   | Saga Babidi et Boo  |                                         |                                        | 8 |   |
|   | 8 | 11 mai 1994       | 22 février 1995   | Saga Babidi et Boo  |                                         |                                        | 8 |   |
|   | 8 | 11 mai 1994       | 22 février 1995   | Saga Babidi et Boo  |                                         |                                        | 8 |   |
|   | 8 | 11 mai 1994       | 22 février 1995   | Saga Babidi et Boo  |                                         |                                        | 8 |   |
|   | 8 | 11 mai 1994       | 22 février 1995   | Saga Babidi et Boo  |                                         |                                        | 8 |   |
|   | 8 | 11 mai 1994       | 22 février 1995   | Saga Babidi et Boo  |                                         |                                        | 8 |   |
|   | 8 | 11 mai 1994       | 22 février 1995   | Saga Babidi et Boo  |                                         |                                        | 8 |   |
|   | 8 | 11 mai 1994       | 22 février 1995   | Saga Babidi et Boo  |                                         |                                        | 8 |   |
|   | 9 | 8 mars 1995       | 31 janvier 1996   | Saga Boo            |                                         | 9                                      |   |   |
|   | 9 | 8 mars 1995       | 31 janvier 1996   | Saga Boo            | Arc Boo 2e forme                        | 9                                      |   |   |
|   | 9 | 8 mars 1995       | 31 janvier 1996   | Saga Boo            |                                         | 9                                      |   |   |
|   | 9 | 8 mars 1995       | 31 janvier 1996   | Saga Boo            |                                         | 9                                      |   |   |
|   | 9 | 8 mars 1995       | 31 janvier 1996   | Saga Boo            |                                         | 9                                      |   |   |
|   | 9 | 8 mars 1995       | 31 janvier 1996   | Saga Boo            |                                         | 9                                      |   |   |
|   | 9 | 8 mars 1995       | 31 janvier 1996   | Saga Boo            |                                         | 9                                      |   |   |
|   | 9 | 8 mars 1995       | 31 janvier 1996   | Saga Boo            |                                         | 9                                      |   |   |
|   | 9 | 8 mars 1995       | 31 janvier 1996   | Saga Boo            |                                         | 9                                      |   |   |
|   | 9 | 8 mars 1995       | 31 janvier 1996   | Saga Boo            |                                         | 9                                      |   |   |
|   | 9 | 8 mars 1995       | 31 janvier 1996   | Saga Boo            |                                         | 9                                      |   |   |
|   | 9 | 8 mars 1995       | 31 janvier 1996   | Saga Boo            |                                         | 9                                      |   |   |
|   | 9 | 8 mars 1995       | 31 janvier 1996   | Saga Boo            |                                         | 9                                      |   |   |
|   | 9 | 8 mars 1995       | 31 janvier 1996   | Saga Boo            |                                         | 9                                      |   |   |
|   | 9 | 8 mars 1995       | 31 janvier 1996   | Saga Boo            |                                         | 9                                      |   |   |
|   | 9 | 8 mars 1995       | 31 janvier 1996   | Saga Boo            |                                         | 9                                      |   |   |
|   | 9 | 8 mars 1995       | 31 janvier 1996   | Saga Boo            |                                         | 9                                      |   |   |
|   | 9 | 8 mars 1995       | 31 janvier 1996   | Saga Boo            |                                         | 9                                      |   |   |
|   | 9 | 8 mars 1995       | 31 janvier 1996   | Saga Boo            |                                         | 9                                      |   |   |
|   | 9 | 8 mars 1995       | 31 janvier 1996   | Saga Boo            |                                         | 9                                      |   |   |
|   | 9 | 8 mars 1995       | 31 janvier 1996   | Saga Boo            |                                         | 9                                      |   |   |
|   | 9 | 8 mars 1995       | 31 janvier 1996   | Saga Boo            |                                         | 9                                      |   |   |
|   | 9 | 8 mars 1995       | 31 janvier 1996   | Saga Boo            |                                         | 9                                      |   |   |
|   | 9 | 8 mars 1995       | 31 janvier 1996   | Saga Boo            | Arc Boo original                        | 9                                      |   |   |
|   | 9 | 8 mars 1995       | 31 janvier 1996   | Saga Boo            |                                         | 9                                      |   |   |
|   | 9 | 8 mars 1995       | 31 janvier 1996   | Saga Boo            |                                         | 9                                      |   |   |
|   | 9 | 8 mars 1995       | 31 janvier 1996   | Saga Boo            |                                         | 9                                      |   |   |
|   | 9 | 8 mars 1995       | 31 janvier 1996   | Saga Boo            |                                         | 9                                      |   |   |
|   | 9 | 8 mars 1995       | 31 janvier 1996   | Saga Boo            |                                         | 9                                      |   |   |
|   | 9 | 8 mars 1995       | 31 janvier 1996   | Saga Boo            |                                         | 9                                      |   |   |
|   | 9 | 8 mars 1995       | 31 janvier 1996   | Saga Boo            |                                         | 9                                      |   |   |
|   | 9 | 8 mars 1995       | 31 janvier 1996   | Saga Boo            |                                         | 9                                      |   |   |
|   | 9 | 8 mars 1995       | 31 janvier 1996   | Saga Boo            |                                         | 9                                      |   |   |
|   | 9 | 8 mars 1995       | 31 janvier 1996   | Saga Boo            |                                         | 9                                      |   |   |
|   | 9 | 8 mars 1995       | 31 janvier 1996   | Saga Boo            |                                         | 9                                      |   |   |
|   | 9 | 8 mars 1995       | 31 janvier 1996   | Saga Boo            | Arc Oob                                 | 9                                      |   |   |
|   | 9 | 8 mars 1995       | 31 janvier 1996   | Saga Boo            |                                         | 9                                      |   |   |
|   | 9 | 8 mars 1995       | 31 janvier 1996   | Saga Boo            |                                         | 9                                      |   |   |
| # | # | Début             | Fin               | Arcs                | Arcs                                    | Arcs                                   | # | # |

## Saga Saiyans
La première saison, composée des épisodes 1 à 39, a été diffusée entre le 26 avril 1989 et le 7 mars 1990.
Elle est réalisée par Daisuke Nishio et scénarisée par Takao Koyama.
Elle contient les arcs suivants : l'arc Raditz, l'arc Nappa et Végéta, ainsi qu'une partie de l'arc Voyage pour Namek.
| No | Titre français                       | Titre japonais                           | Titre japonais | Date de 1re diffusion |
| No | Titre français                       | Kanji                                    | Rōmaji | Date de 1re diffusion |
| --- | ------------------------------------ | ---------------------------------------- | --- | --------------------- |
| 1 | Un mystérieux guerrier               | ミニ悟空はおぼっちゃま！ ボク悟飯です。  | Mini Gokū wa obocchama! Boku Gohan desu. (On dirait un mini-Goku ! Je suis Gohan.)                                                    | 26 avril 1989         |
| [Chapitre 195] - 5 années ont passé depuis la victoire de Son Goku sur Piccolo. Un étrange personnage arrive sur la Terre en capsule spatiale pour rechercher son frère. Il détecte un fort pouvoir et part à sa poursuite. Pendant ce temps, Son Goku doit se mettre à la recherche de son fils qui batifole et s’intéresse à tous les animaux qu’il rencontre. Il manque d’ailleurs de mourir en tombant du haut d’une chute d’eau mais en réchappe grâce à un pouvoir surnaturel. L’extraterrestre continue sa quête et s’étonne que la Terre n’ait pas été détruite. Il rencontre Piccolo mais celui-ci lui parait trop faible et il évite ses coups avant de repartir en quête d'un être d'une puissance supérieure. |                                      |                                          | |                       |
| 2 | Le Passé de Son Goku                 | 史上最強の戦士は悟空の兄だった！         | Shijō saikyō no senshi wa Gokū no ani datta! (En réalité, ce puissant guerrier est le frère de Goku !)                                | 3 mai 1989            |
| [Chapitre 196 et 197] - Alors que San Goku présente son fils à Kamé Sennin, Bulma et Krilin sur l'île de Kamé House, un mystérieux guerrier de l’espace nommé Raditz trouve Son Goku qu'il recherchait. Il lui explique qu’il est son frère, qu’il appartient aux Guerriers de l'espace (les Saiyans) de la planète Végéta et que Son Goku, de son vrai nom Kakarot, fut envoyé sur Terre quand il était encore bébé pour la détruire. Mais San Goku recueilli par San Gohan est devenu inoffensif à la suite d'une chute d'une falaise. Raditz est venu le chercher pour qu’il l’aide à détruire une autre planète, il neutralise facilement Krilin puis San Goku et prend son fils en otage pour le persuader. |                                      |                                          | |                       |
| 3 | Une équipe de choc                   | やった！これが地上最強のコンビだ！       | Yatta! Kore ga chijō saikyō no konbi da! (Victoire ! Voilà l’union la plus puissante sur Terre !)                                     | 10 mai 1989           |
| [Chapitre 198 et 199] - Raditz, le frère de Son Goku, laisse 24 heures à ce dernier pour prouver qu’il combattra les terriens à ses côtés. Il prend son fils en otage et l'enferme dans sa capsule spatiale. Mais un allié inattendu va se joindre à Son Goku en la personne de Piccolo. Celui-ci veut se débarrasser de Raditz pour régner sur la Terre. Le combat débute entre les trois hommes, mais le guerrier de l’espace semble beaucoup trop fort. |                                      |                                          | |                       |
| 4 | Quand les ennemis s'allient          | ピッコロの切り札！悟飯は泣きむしクン     | Pikkoro no kirifuda! Gohan wa nakimushikun (Piccolo joue son va-tout ! Gohan le pleurnicheur)                                         | 17 mai 1989           |
| [Chapitre 200, 201 et 202] - Malgré tout leur pouvoir, Son Goku et Piccolo n’arrivent pas à ébranler Raditz. Piccolo a un bras gauche arraché par une puissante rafale de Raditz. Tout à coup, Raditz s'aperçoit que les niveaux de combat de ses deux adversaires montent en fleche et atteignent le sien. Son Goku saisit la queue du guerrier de l’espace, lui faisant perdre tous ses pouvoirs. Celui-ci implore Son Goku de le lâcher lui jurant qu’il se repentait et serait désormais de son côté. La ruse prend et Goku libère Raditz qui reconnait avoir menti est sur le point de tuer son frère quand San Gohan se libère de la capsule. |                                      |                                          | |                       |
| 5 | Son Goku sacrifie sa vie             | 悟空死す！ラストチャンスは一度だけ       | Gokū shisu! Rasuto chansu wa ichido dake (Goku meurt ! Cette fois, c’est la dernière chance)                                          | 24 mai 1989           |
| [Chapitre 202, 203 et 204] - Grâce à l’intervention de Son Gohan enervé dont la puissance dépasse alors celle de son père, Raditz est enfin diminué. Piccolo peut lancer son attaque la plus puissante alors que Son Goku maintient son ennemi et doit alors se sacrifier. Raditz est enfin éliminé mais il annonce que 2 de ses confrères Guerriers de l'espace doivent arriver sur Terre pour finir la mission. Son Goku meurt à la même occasion. Piccolo énonce que c'est une action du Tout-Puissant quand le corps de son allié d’un jour disparait devant Kamé Sennin, Bulma et Krilin qui viennent d'arriver. Sur une planete lointaine deux super-guerriers Sayians analysent le combat perdu par Raditz. Se méfiant du métis San Gohan, ils veulent supprimer les terriens. |                                      |                                          | |                       |
| 6 | Pour une victoire définitive         | エンマ様もびっくり あの世でファイト      | Enmasama mo bikkuri — Ano yo de faito (Même Enma-sama est surpris — Combat dans l’autre monde)                                        | 7 juin 1989           |
| [Chapitre 204 et 205] - Piccolo part avec Son Gohan inconscient afin de l’entraîner. Krilin est désigné pour annoncer les mauvaises nouvelles à Chichi. Et enfin, Son Goku mort se retrouve dans l'autre monde devant le grand juge des morts, le roi Enma. Son Goku est accompagné du Tout-Puissant qui parvient à convaincre le roi Enma de laisser à Son Goku son apparence pour qu'il puisse s'entraîner auprès de Maitre Kaio afin de s’entraîner, mais tout d’abord, il doit parcourir le chemin du serpent. |                                      |                                          | |                       |
| 7 | L'Entraînement de Son Gohan          | 恐竜サバイバル！悟飯のツライ修業         | Kyōryū to sabaibaru! Gohan no tsurai shugyō (La survie parmi les dinosaures ! Le terrible entraînement de Gohan)                      | 14 juin 1989          |
| [Chapitre 206] - Piccolo prend avec lui Son Gohan pour l’entraîner dans un désert, afin de le préparer à la bataille qui aura lieu dans un an avec les guerriers de l’espace. |                                      |                                          | |                       |
| 8 | La Métamorphose de Son Gohan         | 月の輝く夜に大変身！ 悟飯パワーの秘密    | Tsuki no kagayaku yoru ni daihenshin! Gohan pawā no himitsu (Transformation un soir de pleine lune ! Le secret des pouvoirs de Gohan) | 21 juin 1989          |
| [Chapitre 207 et 208] - Piccolo laisse Son Gohan seul dans le désert pendant six mois. Krilin va rendre visite à la femme de Son Goku. De son côté, Son Gohan mange deux pommes qu’il trouve, puis épuisé, il s’endort, ignorant que son destin est en train de changer. Une nuit de pleine lune, il se métamorphose en gorille géant. Piccolo détruit la lune ce qui remet San Gohan dans son état initial puis il lui arrache la queue. |                                      |                                          | |                       |
| 9 | Le Robot                             | ゴメンねロボットさん 砂漠に消えた涙      | Gomen ne robottosan — Sabaku ni kieta namida (Pardonnez-moi, monsieur le robot — Mes larmes ont disparu dans le désert)               | 28 juin 1989          |
| [Filler] - Pour sa formation, Son Gohan est confronté à de multiples animaux sauvages et affamés. Il tombe dans un trou duquel il ne peut sortir qu’au détriment de sa vie. Il y rencontre un robot en mauvais état abandonné dans une caverne. Il le répare et celui-ci l'aide à sortir même s'il est détruit dans le processus. Pendant ce temps, Son Goku avance sur le serpent géant, en quête du grand Maitre Kaio. |                                      |                                          | |                       |
| 10 | Un compagnon pour Son Gohan          | 泣くな悟飯！ はじめての闘い。            | Naku na Gohan! Hajimete no tatakai. (Ne pleure pas Gohan ! Son premier combat.)                                                       | 5 juillet 1989        |
| [Filler] - Il reste onze mois avant l'arrivée des 2 guerriers de l'espace. Son Gohan continue sa formation dans le désert en apprenant que les lois de la nature sont parfois cruelles... Pendant ce temps, Krilin retrouve Yamcha et ils partent ensemble pour s'entraîner avec le Tout Puissant. |                                      |                                          | |                       |
| 11 | Une courte escale                    | 宇宙一の強戦士 サイヤ人めざめる！        | Uchūichi no kyōsenshi — Saiyajin mezameru! (Les puissants guerriers de l’univers — Les Saiya-jin se réveillent !)                     | 12 juillet 1989       |
| [Chapitre 209 + Filler] - Tandis que Son Gohan commence à bien se débrouiller seul, tout de même surveillé de loin par Piccolo, les guerriers de l'espace décident de faire une courte escale sur une planète. Après l'avoir explorée, ils la détruisent sans difficulté. Krilin, Yamcha et Bulma sont à la recherche de Ten Shin Han pour qu'il s'entraîne lui aussi. De son côté, Son Goku ne voit toujours pas le bout du chemin du serpent! |                                      |                                          | |                       |
| 12 | Un chemin sans fin                   | 蛇の道でいねむり 悟空が落っこちる        | Hebi no michi de inemuri — Gokū ga okkochiru (Un Goku somnolent qui tombe de la route du serpent !)                                   | 19 juillet 1989       |
| [Filler] - Il ne reste plus que 9 mois avant l'arrivée des Saiyans. Nos amis continuent à s'entraîner, Son Gohan dans le désert sous la surveillance discrète de Piccolo. Son Goku apprend par un employé chargé de nettoyer la route du serpent qu'il n'a parcouru que le quart du chemin! L'employé lui propose de l'avancer en montant sur le camion de nettoyage. Bulma et Krilin retrouvent Ten Shin Han et Chaozu et les emmènent s'entraîner. Sur la route du serpent Son Goku s'est endormi sur le camion de nettoyage...Une bosse secoue le camion et fait tomber Son Goku du chemin du serpent...Il se retrouve alors dans un lieu étrange... |                                      |                                          | |                       |
| 13 | Le Passage secret                    | 手を出すな！エンマ様の秘密の果物         | Te o dasu na! Enmasama no himitsu no kudamono. (Ne t’y aventures pas ! Le fruit mystérieux d’Enma-sama)                               | 26 juillet 1989       |
| [Filler] - Son Goku est arrivé en enfer! Il rencontre 2 employés de l'enfer et leur demande comment faire pour regagner le chemin du serpent. Les 2 employés décident de jouer avec Son Goku. Son Goku doit pousser le premier hors d'une surface marquée et jouer à chat avec le deuxième et l'attraper. Son Goku réussit les deux défis sans difficulté et les deux hommes doivent tenir leur promesse et montrer un passage secret à Son Goku! Ils le lui montrent mais Son Goku se retrouve chez Yama au point de départ du chemin du serpent! Il est contraint de recommencer tout le chemin mais il s'aperçoit qu'il va plus vite grâce au fruit doré qu'il a dérobé dans le jardin des enfers et qui lui redonne de l'énergie! |                                      |                                          | |                       |
| 14 | Hospitalité princière                | あまーい誘惑！蛇姫さまのおもてなし       | Ama〜i yūwaku! Hebihimesama no omotenashi (Une douce séduction ! Le visage d’Hebihime-sama)                                           | 2 août 1989           |
| [Filler] - Grâce au fruit qu'il a dérobé Son Goku court beaucoup plus vite et arrive devant un palais. Il croit qu'il est enfin arrivé chez Kaïo-sama. Il est aspiré dans le palais et rencontre la princesse d'Hebihime-sama. La princesse et ses suivantes utilisent de multiples stratagèmes pour retenir Son Goku: la séduction, un bon repas avec somnifère (inefficace), un bain et enfin un puissant somnifère dans une boisson. Son Goku s'endort enfin au grand plaisir d'Hebihime-sama mais rêve de son fils menacé par les guerriers de l'espace et se réveille en sursaut. Il décide de partir mais la princesse et ses suivantes montrent leur vrai visage, Son Goku réussit tout de même à sortir mais est poursuivi par le serpent d'Hebihime-sama. Il réussit à entortiller le serpent et rejoint la route menant chez Kaïo-sama. Pendant ce temps sur terre, Krilin, Yamcha, Ten-chin-han et Chaoz sont arrivés au palais du tout-Puissant...                                                         |                                      |                                          | |                       |
| 15 | La Tempête                           | ピッコロからの脱出！嵐を呼ぶ悟飯         | Pikkoro kara no dasshutsu! Arashi o yobu Gohan (Fuir Piccolo ! Gohan appelle la tempête)                                              | 9 août 1989           |
| [Filler] - Son Goku a déjà parcouru la moitié de la route du serpent. Piccolo continue son entraînement en se créant un double. Pendant ce temps Son Gohan fait preuve de beaucoup d'inventivité dans sa survie. En échappant à un aigle il échoue sur une île déserte et décide de construire un bateau. Il prend la mer sur son bateau mais une tempête éclate, Son Gohan est en danger...Piccolo a senti que son jeune élève était en danger. Arrivera-t-il à temps pour aider Son Gohan? |                                      |                                          | |                       |
| 16 | Le Village abandonné                 | 走れ悟飯！チチの待つなつかしのパオズ山   | Hashire Gohan! Chichi no matsu natsukashi no Paozu yama (Cours Gohan ! Chichi t’attend au mont Paozu)                                 | 16 août 1989          |
| [Filler] - Après la tempête, Son Gohan échoue dans un village abandonné où seuls survivent des enfants orphelins. Les enfants accueillent Son Gohan. Chaque jour, des employés d'un orphelinat tentent de les emmener mais les enfants résistent grâce à un grand garçon. Un jour cependant les employés de l'orphelinat arrivent avec des policiers, les enfants résistent du mieux qu'ils le peuvent mais le grand garçon décide de les laisser et de s'enfuir avec Gohan. Il estime qu'il est préférable pour les petits d'avoir un toit et d'être nourris. Il accompagne Son Gohan près de chez lui. Gohan arrive devant sa maison et aperçoit sa maman mais il se retourne et voit Piccolo, Gohan a compris la nécessité de s'entraîner pour pouvoir affronter les guerriers de l'espace. |                                      |                                          | |                       |
| 17 | La Cité des guerriers                | 明日なき街！勝利への遠い道のり           | Asu naki machi! Shōri e no tōi michinori (Un quartier sans lendemain ! La lointaine route de la victoire)                             | 30 août 1989          |
| [Chapitre 210 + Filler] - Il reste 6 mois avant l'arrivée des guerriers de l'espace. Piccolo prend en main l'entraînement de Gohan qui manque d'expérience et de rapidité. De leur côté Krilin, Yamcha, Tenchinhan et Chaoz sont chez le Tout Puissant qui ne les a toujours pas entraînés. Il leur propose d'entrer dans la salle du temps où ils font l'expérience de voyager sur la planète des guerriers de l'espace. Nos amis rencontrent deux guerriers de l'espace face à qui ils ne font pas le poids. De retour dans la salle du temps le Tout Puissant leur dit que les 2 guerriers qu'ils ont affronté sont beaucoup moins forts que les 2 qui s'approchent de la Terre. Krilin et les autres décident alors de s'entrainer encore plus durement pour affronter l'ennemi. |                                      |                                          | |                       |
| 18 | La Fin du voyage                     | 終点～ん蛇の道！おめえ界王様か？         | Shūte〜n Hebi no Michi! Omē Kaiōsama ka? (Enfin le bout de la route ! Vous êtes bien Kaïoh-sama ?)                                    | 6 septembre 1989      |
| [Chapitre 210] - Son Gohan continue son entraînement avec Piccolo. Une nuit, il se réveille hypnotisé par la lune, c'est en fait la capsule spatiale qui a transporté son père de nombreuses années auparavant qui projette l'image de la lune et qui ne cesse de répéter "Réveille-toi pour accomplir ta mission". Sous l'impulsion de ce message Gohan se transforme en singe et détruit tout sur son passage. Après un rude combat Piccolo détruit la capsule spatiale et arrache la queue de Gohan redevenu un petit garçon. Son Goku arrive enfin au bout du chemin du serpent, il voit une planète au-dessus de lui. Il saute jusqu'à elle et est soudain propulsé contre cette planète. Il peut à peine se lever tellement l'apesanteur est fort. L'homme qu'il voit est-il Kaïosama? |                                      |                                          | |                       |
| 19 | La Loi de l'apesanteur               | 重力との戦い！バブルス君をつかまえろ     | Jūryoku to no Tatakai! Baburusukun o Tsukamaero (Lutte contre l'apesanteur ! La course après Bubbles)                                 | 13 septembre 1989     |
| [Chapitre 210 et 211] - Son Goku fait la connaissance de Kaïoh qui est un joyeux luron toujours prêt à faire des jeux de mots ou des blagues (pas toujours drôles mais qui le font pourtant bien rire!). Il accepte d'entraîner Son Goku si celui-ci réussit à le faire rire. Son Goku fait pouffer de rire Kaïoh qui accepte immédiatement de l'entraîner. Il lui explique tout d'abord que la pesanteur de sa planète est 10 fois supérieure à celle de la Terre. Il lui dit aussi que la force des guerriers de l'espace est très grande. La première épreuve de Son Goku avant de passer à l'entraînement avec Kaïoh est de vaincre la gravité. Pour cela Son Goku doit réussir à attraper le chimpanzé de Kaïoh. Au bout de 3 semaines d'efforts Son Goku réussit à attraper le chimpanzé de Kaïoh ce qui impressionne grandement ce dernier qui décide de lui apprendre ses techniques de combat. |                                      |                                          | |                       |
| 20 | La Légende des Guerriers de l'espace | よみがえるサイヤ人伝説！悟空のルーツ     | Yomigaeru Saiyajin Densetsu! Gokū no Rūtsu (Renaissance de la légende Saïyan ! Les origines de Goku)                                  | 20 septembre 1989     |
| [Chapitre 211] - Son Goku fait la connaissance de la sauterelle de Kaïoh. Sa deuxième épreuve consiste à assommer la sauterelle avec un marteau pour acquérir une plus grande rapidité. Son Gohan et les amis de Son Goku continuent aussi leur entrainement de leur côté. Kaïoh raconte à Son Goku l'histoire de son peuple venant de la planète Végéta et la cruauté des guerriers de l'espace . Cette histoire renforce la détermination de Son Goku qui réussit à assommer la sauterelle en deux semaines seulement ce qui impressionne encore une fois Kaïoh! |                                      |                                          | |                       |
| 21 | L'Arrivée de l'ennemi                | いでよ神龍！サイヤ人ついに地球到着       | Ide yo Shenron! Saiyajin Tsui ni Chikyū Tōchaku (Shenron ! Les Saiya-jin arrivent finalement sur Terre)                               | 27 septembre 1989     |
| [Chapitre 212 et 213] - Il reste 2 jours avant l'arrivée des Saiyans et Son Goku révise tous les exercices qu'il a vu avec Kaïoh dont la concentration de la force vitale. Kaïoh le met en garde sur l'utilisation de cette technique qui peut s'avérer très destructrice sur Terre à cause de l'immense concentration d'énergie vitale sur Terre et le Soleil. Son Goku prend contact avec Tortue Géniale pour qu'il appelle Shenron pour le ressusciter. Le dragon répond au souhait de Tortue Géniale et ressuscite donc Son Goku qui peut repartir en courant sur le chemin du serpent. Le lendemain, les guerriers de l'espace arrivent sur Terre... |                                      |                                          | |                       |
| 22 | Des graines très étranges            | んなバカな！土から生まれたサイバイマン   | Nna Baka na! Tsuchi kara Umareta Saibaiman (C’est quoi ça ! Les Saibaiman qui sortent du sol)                                         | 11 octobre 1989       |
| [Chapitre 213 et 214] - Les Saiyans Nappa et Végéta arrivent dans une ville qu'ils détruisent puis se dirigent vers Son Gohan et Piccolo. Krilin rejoint nos deux amis au moment où les guerriers de l'espace les retrouvent. Le plus petit des deux (Végéta) reconnait à sa voix Piccolo et lui apprend qu'il est un Namek, il comprend alors pourquoi il a été capable d'éliminer Raditz. Les guerriers plantent 6 graines qui donnent naissance à 6 affreux petits monstres qui attaquent Krilin, Piccolo et Son Gohan. Son Goku se hâte pour rejoindre au plus vite la Terre. |                                      |                                          | |                       |
| 23 | Une tactique monstrueuse             | ヤムチャ死す！おそるべしサイバイマン     | Yamucha Shisu! Osoru Beshi Saibaiman (La mort de Yamcha ! Les redoutables Saibaiman)                                                  | 18 octobre 1989       |
| [Chapitre 214 et 215] - Tenshinhan, Chaoz et Yamcha rejoignent Krilin, Piccolo et Son Gohan. Les guerriers de l'espace proposent alors un combat singulier de leurs petits monstres contre chacun de leurs six ennemis. Krilin et Tenshihan acceptent pour permettre à Son Goku d'arriver à temps. Tenshihan combat le premier monstre et le bat, ce dernier est abattu par le plus petit des guerriers de l'espace pour le punir d'avoir perdu. Le deuxième monstre affronte Yamcha. Voyant qu'il n'a pas le dessus il enroule ses bras et jambes autour du corps de Yamcha et se fait exploser tuant par la même occasion Yamcha! Krilin se met alors en colère... |                                      |                                          | |                       |
| 24 | Un acte de courage                   | さよなら天さん！餃子の捨て身の戦法       | Sayonara Tensan! Chaozu no Sutemi no Senpō (Adieu, Ten-san ! Le combat au péril de sa vie de Chaozu)                                  | 25 octobre 1989       |
| [Chapitre 216 et 217] - Krilin, ivre de colère après la mort de Yamcha, déclenche une redoutable attaque qui détruit trois des quatre monstres restants. Picollo se charge d'éliminer le dernier mais l'attaque de Krilin a été inefficace face aux Saiyans. Le plus grand des guerriers de l'espace passe à l'attaque et déploie une force phénoménale. Il s'en prend à Tenshinhan et lui brise le bras. Chaoz se colle au dos du guerrier de l'espace et décide de se faire exploser pour sauver son ami. Malheureusement le sacrifice de Chaoz est vain car Nappa est toujours vivant. |                                      |                                          | |                       |
| 25 | La Force du désespoir                | 天津飯絶叫！！これが最後の気功砲だ       | Tenshinhan Zekkyō!! Kore ga Saigo no Kikōhō Da (Le cri de Tenshinhan !! Et voilà le dernier Kikoho)                                   | 1er novembre 1989     |
| [Chapitre 218 et 219] - Son Goku fait son maximum pour revenir au plus vite. Sur terre, Tenshinhan se bat avec l'énergie du désespoir et il est aidé par Krilin et Piccolo. Tenshinhan se sacrifie en souvenir de Chaoz pour affaiblir le guerrier de l'espace. Celui s'apprête à tuer Krilin et Piccolo quand Végéta l'arrête. Il donne un délai de trois heures aux trois survivants en attendant le retour de Son Goku. Piccolo s'interroge sur la force du plus petit des guerriers de l'espace qui semble donner des ordres à son compagnon et ce détail l'intrigue… |                                      |                                          | |                       |
| 26 | La Trêve                             | ひたすら待って３時間！弾丸飛行の筋斗雲   | Hitasura Matte Sanjikan! Dangan Hikō no Kintoun (Attendre 3 heures ! Le missile-express Kinto-un)                                     | 8 novembre 1989       |
| [Chapitre 219 et 220] - Krilin, Son Gohan et Piccolo s'impatientent en attendant l'arrivée de Son Goku. Piccolo traite Son Gohan de lâche car il a eu peur des guerriers de l'espace au moment où il fallait attaquer. Nappa, le plus grand des guerriers, qui s'ennuie décide, pendant la trêve, de détruire une ville et les bateaux militaires qui veulent attaquer. Son Goku arrive enfin au bout de la route du serpent et est ramené sur Terre par le Tout Puissant. Le délai a expiré et Nappa s'apprête à se battre… Son Goku arrivera-t-il à temps? |                                      |                                          | |                       |
| 27 | Un retour très attendu               | ぼくにまかせて！悟飯、怒りの大爆発       | Boku ni Makasete! Gohan - Ikari no Daibakuhatsu (Je te le confie ! Gohan, la grande explosion de colère)                              | 22 novembre 1989      |
| [Chapitre 220, 221 et 222] - Son Goku se hâte au maximum pour rejoindre ses amis qui essaient d'arracher la queue de Nappa mais Végéta leur apprend qu'ils n'ont plus ce point faible. Krilin et Piccolo offrent une résistance inattendue face au Saïyen… Soudain Piccolo ressent l'énergie prodigieuse de Son Goku qui se rapproche. San Gohan réussit alors d'un simple coup de pied à envoyer Nappa au tapis. Celui se relève furieux et s'apprête à lancer une attaque meurtrière contre San Gohan! Piccolo s'interpose alors... |                                      |                                          | |                       |
| 28 | Une double perte                     | サイヤ人の猛威！神様もピッコロも死んだ   | Saiyajin no Mōi! Kamisama mo Pikkoro mo Shinda (Le pouvoir des Saiya-jin ! La mort de Dieu et de Piccolo)                             | 29 novembre 1989      |
| [Chapitre 223, 224 et 225] - Piccolo se sacrifie pour sauver Son Gohan, au palais du Très Haut ce dernier sent qu'il va bientôt disparaître. Piccolo et le Très Haut meurent et sous le coup de la colère Son Gohan déclenche une attaque blessant le guerrier de l'espace à l'épaule. Celui-ci très en colère veut en finir avec Son Gohan quand Son Goku arrive! Goku s'aperçoit de la mort de Yamcha, Tenshinhan, Chaoz et Piccolo. Il donne un haricot magique à Krilin et Son Gohan et se tourne vers Nappa. Le Saïyen l'attaque mais Son Goku est trop rapide. Nappa n'arrive pas à toucher Son Goku en revanche dès le premier coup de poing de Son Goku Nappa se retrouve un genou à terre... |                                      |                                          | |                       |
| 29 | L'insurpassable technique de Kaio    | 父さんすげえや！究極の必殺技・界王拳     | Tōsan Sugē ya! Kyūkyoku no Hissatsuwaza - Kaiōken (Papa est incroyable ! La technique ultime, Kaiôken)                                | 6 décembre 1989       |
| [Chapitre 225, 226 et 227] - San Goku porte de nombreux coups qui mettent à terre son adversaire. Celui-ci s'énerve et lance une attaque meurtrière que Son Goku repousse sans problème. Le deuxième guerrier de l'espace estime que Nappa n'est pas à la hauteur et lui demande d'abandonner le combat et de le laisser affronter San Goku. Avant d'abandonner, Nappa fonce droit sur San Gohan et Krilin pour les tuer mais San Goku fait appel à la technique de Kaïoh et le bat sans problème. Nappa demande de l'aide au deuxième guerrier de l'espace qui le tue alors froidement...Son Goku demande alors à San Gohan et Krilin de partir et de se mettre en sécurité pendant son combat contre le dernier guerrier de l'espace. |                                      |                                          | |                       |
| 30 | La Troisième Attaque                 | 限界を超えた熱い戦い！悟空対ベジータ     | Genkai o Koeta Atsui Tatakai! Gokū Tai Bejīta (Un brûlant combat qui franchit les limites ! Goku contre Végéta)                       | 13 décembre 1989      |
| [Chapitre 227, 228, 229 et 230] - Son Goku emmène Végéta dans un endroit désert pour combattre. Végéta explique qu'il est combattant d'élite et que Son Goku qui est un combattant de seconde classe ne le battra jamais... Le combat s'engage et chacun des deux adversaires montre de quoi il est capable. |                                      |                                          | |                       |
| 31 | La Métamorphose du dernier guerrier  | いまだ悟空！すべてを賭けた最後の大技     | Ima Da Gokū! Subete o Kaketa Saigo no Ōwaza (Encore Goku ! L’ultime technique où tu mises tout)                                       | 20 décembre 1989      |
| [Chapitre 230, 231 et 232] - Le combat entre Son Goku et Végéta se poursuit. Pour enfin venir à bout de son adversaire, Son Goku doit faire appel une troisième fois à la force vitale. Il parvient ainsi à porter un coup décisif à son adversaire, mais cette attaque l’affaiblit terriblement. Pour venger son honneur bafoué et mis à mal, le dernier guerrier va devoir faire appel au mystérieux pouvoir des Saiyans. |                                      |                                          | |                       |
| 32 | Au-delà de la dernière chance        | 戦闘力１０倍！！ベジータ大変身           | Sentōryoku Jūbai!! Bejīta Daihenshin (Multiplie ta force de combat par 10 !! La métamorphose de Végéta)                               | 17 janvier 1990       |
| [Chapitre 233 et 234] - Après avoir fait apparaître une masse d’énergie équivalente à la pleine lune, Végéta se transforme en un monstrueux gorille à la force impressionnante. Son Goku ne peut rien contre la nouvelle forme de son adversaire et tente désespérément une ultime attaque, dont il sait qu’elle lui coûtera ses dernières forces. La puissance de Végéta est cependant bien trop puissante et tout espoir semble désormais perdu. |                                      |                                          | |                       |
| 33 | Le Don de la force                   | 死なないで父さん！！これが悟飯の底力     | Shinanaide Tōsan!! Kore ga Gohan no Sokojikara (Ne meurt pas Papa !! C’est ça le pouvoir de Gohan)                                    | 24 janvier 1990       |
| [Chapitre 235, 236 et 237] - Alors que Son Goku est au bout de ses forces et que le Saïyen a pris un avantage considérable dans sa forme monstrueuse, Son Gohan et Krilin décident de faire demi-tour pour lui porter assistance. Ils parviennent à couper la queue du monstre grâce à l’intervention inattendue de Yajirobé, l’homme des bois, ce qui permet à Son Goku de survivre quelques instants de plus. Afin de permettre à ses amis de triompher de leur adversaire, ce dernier décide de transmettre sa force vitale à Krilin. |                                      |                                          | |                       |
| 34 | Une lourde responsabilité            | 撃てクリリン！願いをこめた元気玉         | Ute Kuririn! Negai o Kometa Genkidama (Krilin passe à l’attaque ! Le Genki Dama empli de souhait)                                     | 31 janvier 1990       |
| [Chapitre 237, 238 et 239] - Grâce à la puissance confiée par Son Goku, Krilin et Son Gohan parviennent à porter un coup d’une puissance formidable à leur adversaire. Pendant ce temps, Bulma, Chichi et Kamé-Sennin qui veulent en savoir plus sur le combat, décident d’aller sur place accompagnés par le maître de la Tour Sacrée, persuadés que le combat est terminé. Le coup porté à Végéta n’était pas encore assez puissant et il se relève encore une fois. Tout semble perdu lorsque la queue de Son Gohan réapparaît mystérieusement. |                                      |                                          | |                       |
| 35 | Une étonnante transformation         | 奇跡を起こせ！スーパーサイヤ人孫悟空     | Kiseki o Okose! Sūpā Saiyajin Son Gohan (Réveille un miracle ! Son Gohan, le super Saiya-jin)                                         | 7 février 1990        |
| [Chapitre 239, 240 et 241] - En voyant la réapparition de la queue de Son Gohan, le guerrier de l’espace redoute que celui-ci se transforme et ne devienne trop fort pour lui. Il tente alors de lui arracher la queue avant que la transformation ne commence. Grâce à l’intervention de Yajirobé, Son Gohan dispose d’un sursis temporaire, et sur les conseils de son père, il regarde fixement la fausse lune créée par son adversaire. Il se change ainsi en un énorme gorille contre lequel le guerrier de l’espace ne parvient pas à lutter. Dans un dernier élan de force, ce dernier coupe la queue de Son Gohan, mettant ainsi fin au combat. N’ayant plus la force de poursuivre, il appelle sa capsule spatiale pour s’enfuir, mais Krilin récupère le sabre de Yajirobé et s’apprête à lui porter le coup fatal. L’ennemi ne devra sa survie qu’à l’intervention de Son Gokû, qui demande à Krilin de le laisser partir.                                                                                  |                                      |                                          | |                       |
| 36 | Une nouvelle destination             | 飛び出せ宇宙へ！希望の星はピッコロの故郷 | Tobidase Uchū e! Kibō no Hoshi wa Pikkoro no Furusato (Envolez-vous vers l’univers ! La planète de l’espoir, berceau de Piccolo)      | 14 février 1990       |
| [Chapitre 241, 242 et 243] - Le combat contre le guerrier de l’espace est enfin terminé et celui-ci a pu s’enfuir de la Terre à bord de sa capsule spatiale, en promettant de revenir pour tout détruire. Kamé-Sennin, Bulma, Chichi et le maître de la Tour Sacrée arrivent bientôt sur les lieux pour retrouver leurs amis blessés et agonisants. Pleurant leurs amis morts au combat, ils font route vers l’hôpital, réalisant qu’avec la mort de Piccolo et de Kami-sama, ils ne pourraient plus faire appel au Dragon Sacré pour ressusciter les victimes du combat. C’est alors que Krilin leur révèle ce qu’il a appris de la bouche des guerriers de l’espace : Piccolo et Kami-sama viennent de la planète Namek, et s’ils ont pu créer les boules de cristal, c’est qu’il doit exister un équivalent de ces boules sur la planète Namek. Le groupe décide donc de trouver un moyen pour rejoindre Namek, mais cette planète est très loin de la Terre et la technologie humaine ne permet pas de s’y rendre. |                                      |                                          | |                       |
| 37 | Voyage au bout du monde              | 謎のユンザビット！神様の宇宙船を探せ     | Nazo no Yunzabitto! Kamisama no Uchūsen o Sagase (Mystérieux Yunzabit ! Cherchez le vaisseau spatial de Dieu)                         | 21 février 1990       |
| [Chapitre 243 et 244] - Pour rejoindre la planète Namek, nos amis décident d’utiliser une des capsules spatiales laissées par les guerriers de l’espace. Lorsque Bulma tente de l’appeler, la capsule explose. Mr. Popo arrive alors à l’hôpital où il annonce au groupe qu’il sait où trouver un vaisseau spatial, mais il ne sait pas de quoi est capable celui-ci. Bulma l’accompagne pour juger des qualités du vaisseau, et ils trouvent ensemble l’engin à bord duquel le Tout Puissant est autrefois arrivé sur la Terre et cherchent comment le faire fonctionner. |                                      |                                          | |                       |
| 38 | Départ pour la planète Namek         | ナメック星行き発進！悟飯たちを待つ恐怖   | Namekkusei Iki Hasshin! Gohantachi o Matsu Kyōfu (Décollage pour la planète Namek ! La peur attend Gohan et ses amis)                 | 28 février 1990       |
| [Chapitre 245] - Pendant que les blessés finissent de récupérer leurs forces à l’hôpital, Bulma et son père remettent en état le vaisseau spatial du Tout Puissant. Son Gohan récupère rapidement des forces et se porte volontaire pour accompagner Bulma vers la planète Namek. Krilin les accompagnera également, et après que Bulma a appris la langue de Namek auprès de Mr. Popo, ils partent tous les trois vers leur destination, emportant les espoirs de leurs compagnons avec eux. |                                      |                                          | |                       |
| 39 | Prisonniers dans l'espace            | 敵か味方か？謎の巨大宇宙船の子供たち     | Teki ka Mikata ka? Nazo no Kyodai Uchūsen no Kodomotachi (Amis ou ennemis ? Les enfants du grand vaisseau mystérieux)                 | 7 mars 1990           |
| [Chapitre 246 + Filler] - Son Gohan, Bulma et Krilin sont partis dans l’espace à la recherche de la planète Namek. Son Gohan et Krilin profitent du voyage pour continuer à s’entraîner. Après plusieurs jours, ils rencontrent des vaisseaux de combat qui les attaquent, puis se retrouvent prisonniers à bord d’un immense vaisseau empli de pièges de toutes sortes. Ils finissent par découvrir que ce vaisseau est occupé par un groupe d’enfants lourdement armés. |                                      |                                          | |                       |

## SagaNamek
La deuxième saison, composée des épisodes 40 à 74 (35 épisodes), a été diffusée entre le 14 mars 1990 et le 12 décembre 1990.
Elle est réalisée par Daisuke Nishio et scénarisée par Takao Koyama.
Elle contient les arcs suivants : la deuxième partie de l'arc Voyage pour Namek, l'arc Recherche des Dragon Balls de Namek, ainsi que l'arc Commandant Ginyu.
| No | Titre français                              | Titre japonais                               | Titre japonais | Date de 1re diffusion |
| No | Titre français                              | Kanji                                        | Rōmaji | Date de 1re diffusion |
| --- | ------------------------------------------- | -------------------------------------------- | --- | --------------------- |
| 40 | Destination Namek                           | ホントにホント？あれが希望のナメック星       | Honto ni honto? Are ga kibō no Namekkusei (Vrai de vrai ? C’est Namek, la planète de l’espoir)                                                 | 14 mars 1990          |
| [Chapitre 246 + Filler] - Les trois voyageurs sont encerclés par les enfants du vaisseau spatial qui s’apprêtent à les exécuter, pensant que ce sont des guerriers envoyés par un certain Freezer. Le vaisseau entre alors dans un champ d’astéroïdes et les enfants ne s’en sortent que grâce à l’aide de Son Gohan et ses compagnons. Vue l’aide apportée, les enfants décident de faire confiance à leurs visiteurs et leur racontent leur histoire. Les voyageurs finissent par quitter le vaisseau en direction de la planète Namek. Quelques jours plus tard, ils arrivent en vue d’une planète. De son côté, le guerrier de l’espace en fuite, le commandant Végéta, finit par retrouver ses soldats qui l’emportent rapidement en salle de soins. |                                             |                                              | |                       |
| 41 | Des amis très attentionnés                  | 親切な宇宙人 いきなりあったよ五星球          | Shinsetsu na uchū-jin ikinari atta yo Ūshinchū (Les gentils aliens, voilà déjà la boule aux 5 étoiles)                                         | 21 mars 1990          |
| [Filler] - Son Gohan, Bulma et Krilin atterrissent avec fracas sur la planète Namek. Ils sont secourus par deux habitants qui les soignent et les aident à réparer leur vaisseau. L’un d’eux décide de partir avec eux chercher les boules de cristal, et grâce à son aide et au radar de Bulma, ils trouvent déjà trois boules de cristal en moins d’une journée. |                                             |                                              | |                       |
| 42 | L'ennemi se réveille                        | 惑星フリーザNo.79 復活のベジータ！！         | Wakusei Furīza nanbā nanajūkyū fukkatsu no Bejīta!! (Planète Freezer no 79, le retour de Végéta !!)                                            | 28 mars 1990          |
| [Chapitre 246] - Sur Terre, Son Goku a réussi à s’enfuir de l’hôpital et reprend son entraînement, déclenchant la colère de Chichi. Il se rend vite compte qu’il lui faudra un temps considérable pour retrouver ses forces. Pendant ce temps, sur la planète Namek, Son Gohan et ses compagnons continuent de chercher les boules de cristal et en trouvent deux supplémentaires. De son côté, le commandant Végéta se réveille après une cure de soins intensifs. |                                             |                                              | |                       |
| 43 | Le Dernier Piège                            | そろったぞ神龍球！ピッコロさんも生き返る     | Sorotta zo doragon bōru! Pikkoro-san mo ikikaeru (Les dragon balls réunis ! Piccolo va ressusciter)                                            | 11 avril 1990         |
| [Chapitre 246 + Filler] - Son Gohan et ses compagnons parviennent à retrouver une sixième boule de cristal dans une grotte de glaces. Leur ami de Namek disparaît soudainement et la grotte s’effondre sur eux. Ils parviennent malgré tout à s’en sortir et se lancent à la recherche de la dernière boule. Pendant ce temps, sur terre, Son Goku poursuit son entraînement malgré ses faiblesses et tombe, à bout de force. Dans un autre recoin de l’espace, Végéta a repris des forces et s’apprête à revenir sur Terre. Il apprend alors que Freezer s’est lui aussi lancé à la recherche des boules de cristal sur Namek. Déterminé à les trouver avant lui, il décide alors de partir pour Namek à son tour. Son Gohan et ses compagnons sont, quant à eux proches de trouver la dernière boule de cristal, avant d’être attaqués par leurs guides. Ils se rendent alors compte qu’ils ne sont pas sur Namek, pas plus qu’ils n’ont trouvé de véritables boules de cristal.         |                                             |                                              | |                       |
| 44 | Un nouvel ennemi                            | あらたな強敵！宇宙の帝王フリーザ             | Arata na kyōteki! uchū no teiō Furīza (Un nouvel ennemi puissant ! Freezer, empereur de l’univers)                                             | 18 avril 1990         |
| [Chapitre 247] - Après avoir lutté contre leurs assaillants, Son Gohan, Bulma et Krilin parviennent à quitter la planète sur laquelle ils avaient échoué et reprennent leur route vers Namek. Ils atteignent enfin leur destination 34 jours après avoir quitté la Terre. Alors qu’ils découvrent la planète Namek, ils sentent une présence ennemie, puis voient la capsule de Végéta traverser le ciel, avant de voir encore une autre capsule la suivre. La partie s’annonce difficile, Son Gohan et Krilin décident de partir à la recherche des boules de cristal en laissant Bulma repartir pour la Terre chercher des renforts. Pendant ce temps, Freezer, craint de tous les peuples de l’espace, a déjà récupéré plusieurs boules de cristal. |                                             |                                              | |                       |
| 45 | Une puissance extraordinaire                | 野望のベジータ！宇宙一の戦士はオレだ！！     | Yabō no Bejīta! Uchū ichi no senshi wa ore da!! (L’ambition de Végéta ! C’est moi le numéro un de l’univers !!)                                | 25 avril 1990         |
| [Chapitre 247, 248 et 249] - Alors que Bulma s’apprête à repartir pour la Terre, des soldats de Freezer en reconnaissance attaquent les trois compagnons et détruisent le vaisseau spatial. Il ne faut pas longtemps à Son Gohan et Krilin pour en venir à bout, mais désormais, ils sont coincés sur Namek. Pendant ce temps, un soldat d’élite envoyé par Freezer tente de supprimer la menace représentée par Végéta. Ce dernier maîtrise rapidement son adversaire et le détruit, dévoilant ainsi la force prodigieuse qu’il a gagné grâce à l’expérience de son combat sur Terre. De son côté, Freezer part avec ses hommes en quête d’une cinquième boule de cristal. Son Gohan, Bulma et Krilin, qui ont commencé leur voyage sur Namek, ressentent la force de leur ennemi s’approcher et se réfugient dans une grotte. |                                             |                                              | |                       |
| 46 | Jusqu'au bout de l'univers                  | 悟空パワー全開！！銀河の果てまで６日間       | Gokū pawā zenkai!! Ginga no hate made muikakan (La pleine puissance de Goku !! Six jours jusqu’au bout de la galaxie)                          | 9 mai 1990            |
| [Chapitre 250 et 251] - Son Gohan, Bulma et Krilin aperçoivent Freezer et ses hommes pour la première fois. La force qu’ils dégagent est telle que Son Gohan et Krilin restent pétrifiés sur place. Après s’être aperçus qu’ils transportent quatre boules de cristal et se dirigent vers une cinquième, ils décident de les suivre pour observer leurs agissements. C’est ainsi qu’ils arrivent à des habitations de la planète Namek et découvrent des habitants, capturés par Freezer. Sur Terre, Son Goku parvient enfin à retrouver ses forces grâce aux haricots magiques rapportés de la Tour Sacrée par Yajirobé. Il se rend alors chez le père de Bulma, à qui il avait demandé de retrouver la capsule dans laquelle il était venu sur Terre pour en faire un vaisseau spatial. Le vaisseau est prêt au décollage et Son Goku s’envole alors pour la planète Namek. D’après le père de Bulma, le voyage ne devrait durer que six jours.                                          |                                             |                                              | |                       |
| 47 | Les Nameks contre le tyran                  | 意表をついた攻撃！！長老の狙いはスカウター   | Ihyō wo tsuita kōgeki!! Chōrō no nerai wa sukautā (Attaque surprise !! Ce que l’ancien vise, ce sont les dispositifs)                          | 16 mai 1990           |
| [Chapitre 252, 253 et 254] - Son Goku poursuit son voyage vers Namek, profitant du trajet pour entreprendre un entraînement encore plus difficile que celui qu’il a subi chez Kaio. Sur Namek, Freezer fait pression sur les habitants pour récupérer la cinquième boule de cristal auprès d’un ancien gardien des boules de cristal, observé par Son Gohan et Krilin. Alors qu’il s’apprête à les détruire, des guerriers de Namek font leur apparition et combattent les soldats de Freezer. L’ancien décide alors de détruire les dispositifs de recherche des soldats de Freezer pour les empêcher de retrouver les autres habitants de Namek. |                                             |                                              | |                       |
| 48 | Un soldat impitoyable                       | 悟飯危うし！死を呼ぶ追跡者ドドリア           | Gohan ayaushi! Shi o yobu tsuisekisha Dodoria (Gohan prend des risques ! Dodoria, le mortel poursuivant)                                       | 23 mai 1990           |
| [Chapitre 254, 255 et 256] - Face à la résistance du peuple de Namek, Freezer envoie l’un de ses guerriers d’élite. Celui-ci écrase rapidement les guerriers de Namek, puis s’en prend à l’ancien et aux enfants. Pour sauver les enfants, l’ancien accepte de donner sa boule de cristal. Il refuse cependant d’indiquer à Freezer où se trouvent les autres habitants et les autres boules de cristal, le guerrier d’élite s’en prend alors à l’un des enfants avant d’abattre l’ancien. Il est sur le point de tuer le second enfant lorsque Son Gohan intervient, ivre de rage. Krilin vient le soutenir et ils s’enfuient tous deux, emportant l’enfant Namek. L’ennemi les poursuit, et Krilin décide d’utiliser une ancienne technique de Ten Shin Han, la morsure du soleil, pour l’aveugler et se cacher. |                                             |                                              | |                       |
| 49 | Une terrible révélation                     | 爆死ドドリア！ベジータの恐るべき衝撃波       | Bakushi Dodoria! Bejīta no osorubeki shōgekiha (L’explosion de Dodoria ! La formidable onde de choc de Végéta)                                 | 30 mai 1990           |
| [Chapitre 256 et 257] - Ayant perdu de vue Son Gohan et Krilin, le guerrier de Freezer décide de détruire toute la zone pour emporter ses adversaires dans l’explosion. Il quitte ensuite les lieux, n’ayant pas remarqué qu’ils ont réussi à éviter l’attaque. Sur le retour, le guerrier est attaqué par Végéta. Voyant que ce dernier est bien plus fort que lui, il tente de négocier sa vie contre des informations et lui révèle que c’est Freezer qui a détruit la planète des super guerriers, craignant leur puissance. Végéta le détruit sans difficulté après avoir entendu ces révélations. Pendant ce temps, Son Goku poursuit son entraînement et son voyage vers Namek. |                                             |                                              | |                       |
| 50 | Un incident de parcours                     | 燃える惑星からの脱出！！命がけのカメハメ波   | Moeru wakusei kara no dasshutsu! Inochigake no Kamehameha (Fuite depuis la planète brulante !! Ma vie repose sur ce Kamehameha)                | 6 juin 1990           |
| [Chapitre 258 et 259 + Filler] - À la suite des révélations du guerrier d’élite de Freezer, Végéta a appris que des Terriens se trouvaient sur Namek. Il se met alors à leur recherche. Son Gohan et Krilin ne parviennent à lui échapper que grâce à l’apparition inopinée d’un énorme poisson de Namek. Ils rejoignent ensuite Bulma qui a utilisé une capsule pour fabriquer une maison et contacter son père. Elle apprend alors à ses compagnons que Son Goku est en route pour les rejoindre. De son côté, Son Goku dévie de sa trajectoire à la suite de l’impact d’une météorite. Il est obligé de sortir dans l’espace pour réparer sa capsule en suivant les instructions du père de Bulma. Il reste collé sur la paroi alors que sa capsule fonce droit vers une étoile. Seule la puissance de son Kamé Hamé Ha parvient à l’éloigner d’une fin brûlante. Végéta arrive quant à lui, à proximité d’un village Namek et attaque les habitants pour obtenir une boule de cristal. |                                             |                                              | |                       |
| 51 | Des nouvelles de Kaio                       | 勇気百倍！界王の下に 集結する戦士たち        | Yūki hyakubai! Kaiō no moto ni shūketsu suru senshitachi (Cent fois plus de courage ! Les guerriers se rassemblent auprès de Kaiô)             | 13 juin 1990          |
| [Chapitre 259, 260 et 261] - Végéta continue de terroriser le village Namek et finit par trouver une boule de cristal après avoir décimé tous les habitants. Avant de partir, il cache la boule de cristal au fond d’un lac afin que Freezer ne la retrouve pas. Freezer quant à lui, conserve ses cinq boules et envoie ses derniers guerriers à la recherche des deux autres. Son Gohan, Krilin et Bulma racontent leur histoire à l’enfant Namek qu’ils ont sauvé, celui-ci leur propose de les emmener auprès de leur chef suprême qui détient la dernière boule de cristal. Krilin accepte de l’accompagner et laisse Son Gohan et Bulma à la capsule. Pendant ce temps, dans l’espace, Son Goku reçoit un message télépathique de Kaio. Celui-ci lui apprend que ses compagnons d’armes Yamcha, Ten Shin Han, Chaozu et Piccolo ont gagné le paradis pour suivre un entraînement spécial.                                                                                            |                                             |                                              | |                       |
| 52 | Le Troisième Adversaire                     | 聞け悟空よ！ フリーザには手を出すな          | Kike Gokū yo! Furīza niwa te o dasu na (Écoute, Gokû ! Ne porte pas la main sur Freezer)                                                       | 20 juin 1990          |
| [Chapitre 261 et 262] - Par l’intermédiaire des pouvoirs télépathiques de Kaio, Son Goku explique la situation actuelle sur Namek à ses amis au paradis. Il parle aussi d’un individu qui aurait un pouvoir bien supérieur aux guerriers de l’espace, individu qui s’avère être Freezer. Terrifié, Kaio ordonne à Son Goku de ne pas le provoquer pour le salut de l’humanité. Il fait aussi promettre à Piccolo, entre autres, de ne jamais se battre contre lui, promesse que ni Son Goku, ni Piccolo n’ont l’intention de tenir. Ensuite, Kaio accepte d’entrainer les compagnons de Son Goku à condition qu’ils le fassent rire. Sur la planète Namek, Végéta repère Krilin et se lance à sa poursuite. Mais au dernier moment, Zarbon surgit et le combat entre lui et Végéta commence. |                                             |                                              | |                       |
| 53 | La Transformation du 3e adversaire          | ほとんど鳥肌！ 美戦士ザーボンの悪魔の変身    | Hotondo torihada! Bisenshi Zābon no akuma no henshin (Ça donne la chair de poule ! La transformation démoniaque du beau guerrier Zarbon)       | 27 juin 1990          |
| [Chapitre 263 et 264] - Poussé à ses limites, Zarbon décide de se transformer en un monstre hideux. Végéta est pris par surprise et sera vite envoyé au tapis, laissé pour mort au fond d’un lac. Sur la planète de Kaio, Yamcha ainsi que Ten Shin Han et Chaozu tente difficilement de réussir la première épreuve de l’entrainement : capturer Bubbles et lutter contre la gravité. Krilin et Dendé, quant à eux, arrivent chez le chef des Nameks. Celui-ci, en guise de remerciement pour avoir sauvé son fils, compte bien intervenir pour aider Krilin. |                                             |                                              | |                       |
| 54 | Rencontre avec le chef des Nameks           | 希望の星を守れ！！ クリリン驚異のパワーUP    | Kibō no hoshi o mamore!! Kuririn kyōi no pawā appu (Protégez la planète de l’espoir !! Le prodigieux Power Up de Krilin)                       | 4 juillet 1990        |
| [Chapitre 264 et 265] - Krilin raconte au chef des Nameks, qui s'interroge sur sa connaissance des boules de cristal, l'histoire du Très Haut et de Piccolo. Le chef des Nameks donne la boule de cristal qu'il possède à Krilin car il sait qu'il la veut pour le bien, il réveille aussi les forces cachées de Krilin qui lui demande s'il peut lui amener Son Gohan. Zarbon, sur ordre de Freezer, retrouve Végéta agonisant et le ramène au quartier général de Freezer pour le régénérer et obtenir ainsi des informations. Grâce au radar, Bulma et Son Gohan, repèrent la boule de cristal cachée par Végéta. Son Gohan décide d'aller la chercher. |                                             |                                              | |                       |
| 55 | Une guérison miraculeuse                    | 死の淵からよみがえった 奇跡の男・ベジータ    | Shi no fuchi kara yomigaetta kiseki no otoko, Bejīta (Le miraculé, revenu des abîmes de la mort, Végéta)                                       | 11 juillet 1990       |
| [Chapitre 265] - Son Goku poursuit son entrainement dans la capsule spatiale de même que Yamcha, Tenshinhan, Chaozu et Piccolo sur la planète de Kaioh! Sur Namek, les soldats de Freezer tentent de réanimer Végéta. Ce dernier est guéri et fait un trou dans le vaisseau spatial de Freezer. Zarbon et Freezer pensent qu'il s'est enfui alors que Végéta s'est caché dans le vaisseau et retrouve les 5 boules de cristal volées par Freezer... |                                             |                                              | |                       |
| 56 | Qui rira le dernier ?                       | どでかい戦闘力！！ 砕け散るフリーザの陰謀    | Dodekai sentōryoku!! Kudakechiru Furīza no inbō (Immense puissance de combat !! Le plan de Freezer s’effondre)                                 | 18 juillet 1990       |
| [Chapitre 266 et 267] - Végéta provoque de multiples explosions dans le vaisseau de Freezer pour pouvoir s'enfuir en volant les 5 boules de cristal de Freezer. Zarbon est envoyé à la poursuite de Végéta. Pendant qu'il cache les 5 boules de cristal Végéta aperçoit Krilin avec la dernière boule de cristal et décide de le suivre. Son Gohan arrive au village décimé des Nameks. Il enterre tous les Nameks et retrouve la boule de cristal cachée dans le lac. Le vaisseau spatial de Son Goku traverse un champ magnétique qui dérègle la gravité. Végéta arrive devant Krilin et Bulma et Zarbon qui a retrouvé Végéta arrive à sa suite... |                                             |                                              | |                       |
| 57 | Jour de chance pour l'ennemi                | 元気が戻ったぞ！！ 100倍超重力の中の悟空     | Genki ga modotta zo!! Hyakubai chōjūryoku no naka no Gokū (Remise en pleine forme !! Gokû au beau milieu d’une gravité de 100 G)               | 25 juillet 1990       |
| [Chapitre 267 et 268] - Dans son vaisseau spatial, Son Goku doit lutter contre une gravité de 100 pendant que sur Namek, Végéta et Zarbon s'affrontent sous les yeux de Krilin et Bulma. Après avoir brisé la chaîne qui le retenait dans le vaisseau, Son Goku réussit à ramener la gravité à un niveau normal. Végéta tue Zarbon et s'empare de la boule de cristal de Krilin. Il part en laissant la vie sauve à Krilin et Bulma... |                                             |                                              | |                       |
| 58 | L'Armée secrète du tyran                    | フリーザの秘密兵器！ 悪魔のギニュー特戦隊    | Furīza no himitsu heiki! Akuma no Ginyū tokusentai (L’arme secrète de Freeza ! Les démoniaques forces spéciales Ginyû)                         | 1er août 1990         |
| [Chapitre 269] - Les forces spéciales d'attaque de Freezer quittent la base de Freezer pour rejoindre Namek. Kaioh, sur sa planète, ressent leur force et s'inquiète. Végéta croise Son Gohan qui a la présence d'esprit de cacher la boule de cristal. Végéta le laisse partir et se rend dans le lac où il avait caché la boule de cristal. Il comprend alors que Son Gohan a récupéré la boule de cristal et est très en colère! |                                             |                                              | |                       |
| 59 | Bonne chance Bulma !                        | ブルマが危ない！！ 四星球はフリーザの手に    | Buruma ga abunai!! Sūshinchū wa Furīza no te ni (Bulma en danger !! La boule à 4 étoiles entre les mains de Freezer)                           | 8 août 1990           |
| [Chapitre 270 + Filler] - Végéta décide d'attendre à côté des boules de cristal que Bulma; Krilin et Son Gohan viennent les récupérer. Bulma, de son côté, perd la boule de cristal dans un lac et réussit après de nombreuses péripéties à la récupérer. Mais au moment où elle sort de l'eau des soldats de Freezer l'emmènent. |                                             |                                              | |                       |
| 60 | Les Déboires de Bulma                       | 激突だ！！不屈の闘志の 界王拳とカメハメ波    | Gekitotsu da!! Fukutsu no tōshi no Kaiōken to Kamehameha (Collision !! L’implacable volonté du Kaiôken et du Kamehameha)                       | 22 août 1990          |
| [Chapitre 270 et 271 + Filler] - Bulma fait tout pour échapper aux soldats de Freezer. Elle les persuade de trouver pour eux- mêmes les boules de cristal et arrive à se débarrasser d'eux et à récupérer la 4ème boule de cristal par ruse. Pendant ce temps, Son Goku continue à s'entraîner dans son vaisseau spatial et maîtrise maintenant pleinement la gravité 100. |                                             |                                              | |                       |
| 61 | L'armée secrète arrive                      | 迫る超決戦！ ギニュー特戦隊只今参上！！      | Semaru chōkessen! Ginyū tokusentai tadaima sanjō!! (L’imminence de combats terribles ! Les forces spéciales de Ginyû arrivent maintenant !!)   | 29 août 1990          |
| [Chapitre 270, 271 et 272] - Krilin et Son Gohan arrivent près du chef des Nameks mais Végéta les a repérés. Son Gohan va tout de même vers le chef des Nameks qui fait ressortir son immense force cachée, ce qui surprend le chef des Nameks et Végéta! Alors que Végéta et Son Gohan sont prêts à s'affronter, ils ressentent l'arrivée des forces spéciales. Végéta demande, effrayé, à Krilin de lui donner la dernière boule de cristal, le Namek qui est proche du chef révèle alors qu'il est possible de faire 3 vœux! Végéta, Krilin et Son Gohan partent réunir les 7 boules de cristal au moment où les forces spéciales atterrissent sur Namek... |                                             |                                              | |                       |
| 62 | Une troupe de choc                          | 悟空が大接近！ フリーザの包囲網をぶち破れ    | Gokū ga daisekkin! Furīza no houimou o buchiyabure (Gokû est tout proche ! Passez au travers des mailles du filet de Freezer)                  | 5 septembre 1990      |
| [Chapitre 272 et 273] - Les forces spéciales reçoivent l'ordre de retrouver les boules de cristal et d'éliminer Végéta, Krilin et Son Gohan. Le vaisseau spatial de Son Goku se rapproche de Namek. Végéta, Krilin et Son Gohan arrivent à la cachette des boules de cristal mais sont interceptés par les 5 forces spéciales. Ils décident d'unir leurs forces pour affronter les 4 forces spéciales tandis que le 5ème ramène les 7 boules de cristal à Freezer. |                                             |                                              | |                       |
| 63 | Sous le pouvoir de l'ennemi                 | 超魔術かトリックか！？ Mr.グルドが怒ったぞ！ | Chōmajutsu ka torikku ka!? Misutā Gurudo ga okotta zo! (C’est de la grande magie, ou bien il y a un truc !? Mr. Guldo est fâché !)             | 12 septembre 1990     |
| [Chapitre 274] - Krilin et Son Gohan affrontent le premier combattant des forces spéciales, Guldo, qui est capable d'arrêter le temps. C'est d'ailleurs comme cela qu'il réussit à repousser toutes les attaques de Krilin et Son Gohan. Il les paralyse ensuite pour les éliminer qunad Végéta intervient et sauve Krilin et Son Gohan en tuant Guldo. |                                             |                                              | |                       |
| 64 | Un souffle destructeur                      | 猛攻リクーム！！ 悪くて強くてとんでもない奴  | Moui Rikūmu!! Warukute tsuyokute tondemonai yatsu (Recoom aux attaques fulgurantes !! Il est méchant, il est fort, quel type terrible)         | 19 septembre 1990     |
| [Chapitre 275, 276 et 277] - Recoom, le deuxième combattant des forces spéciales, affronte Végéta. Ce dernier semble prendre le dessus mais son adversaire résiste à une attaque fulgurante.Les rôles s'inversent et c'est dorénavant Recoom qui domine. Végéta est à bout de force mais refuse d'abandonner. Recoom déclenche une puissante attaque et c'est le moment que choisit Krilin pour contre attaquer tandis que Son Gohan sauve Végéta. Recoom s'énerve et assomme Krilin. Son Gohan se retrouve alors seul face à ce terrible adversaire... |                                             |                                              | |                       |
| 65 | Son Gohan contre l'invincible soldat        | 死ぬな悟飯！悟空、ついに 決戦場に到着だ      | Shinu na Gohan! Gokū tsui ni kessenjō ni touchaku da (Ne meurs pas, Gohan ! Gokû arrive finalement sur les lieux du grand combat)              | 26 septembre 1990     |
| [Chapitre 277 et 278] - Le combat entre Son Gohan et Recoom commence et Son Gohan fait du mieux qu'il peut pour résister. Freezer a regroupé les 7 boules de cristal et invoque leur pouvoir mais rien ne se passe. Il décide d'aller trouver les Nameks pour leur demander comment faire. Recoom s'apprête à en finir avec Son Gohan quand le vaisseau spatial de Son Goku se pose sur Namek... |                                             |                                              | |                       |
| 66 | Un guerrier légendaire                      | ケタ外れの強さ！！ 伝説の超サイヤ人孫悟空    | Ketahazure no tsuyosa!! Densetsu no sūpā saiyajin Son Gokū (Une force incalculable !! Le super saiyan de la légende, Son Gokû)                 | 10 octobre 1990       |
| [Chapitre 279 et 280] - Son Goku est enfin arrivé sur Namek! Il se rend à une vitesse vertigineuse auprès de son fils. Il donne un haricot magique à Son Gohan, Krilin et Végéta. Il s'avance alors vers Recoom très sûr de lui. Végéta est surpris et se souvient d'une légende sur un super guerrier légendaire qui apparaîtrait tous les 1000 ans. Recoom attaque Son Goku qui le met à terre en un seul coup de poing... |                                             |                                              | |                       |
| 67 | Son Goku aux prises avec les ennemis        | 赤と青の光球！ ジースとバータが悟空を襲う    | Aka to Ao no Raitoningu-bōru! Jīsu to Bāta ga Gokū o osou (Boules de lumière rouge et bleue ! Geese et Burter attaquent Gokû)                  | 17 octobre 1990       |
| [Chapitre 281] - Geese et Burter décident d'affronter Son Goku ensemble. Ils lancent des attaques simultanées que Son Goku évite avec une vitesse stupéfiante. Ils redoublent d'attaque mais aucune n'ébranle Son Goku qui semble vraiment plus fort. |                                             |                                              | |                       |
| 68 | Le Capitaine des forces spéciales           | ついに直接対決！！ ギニュー隊長のおでましだ  | Tsui ni chokusetsu taiketsu!! Ginyū taichō no odemashi da (Enfin un affrontement direct !! Le capitaine Ginyû fait son entrée)                 | 24 octobre 1990       |
| [Chapitre 282 et 283] - Son Goku met à terre Burter et Geese se sauve. Végéta élimine Recoom et Burter et avertit Son Goku contre la force de Freezer car il pense que ce dernier a exaucé son vœu. Krilin a des doutes car ils n'ont pas vu apparaître le dragon sacré. Geese revient avec le capitaine des forces spéciales. Son Goku demande à Krilin et Son Gohan d'aller protéger le chef des Nameks pendant qu'il s'occupera du capitaine des forces spéciales et que Végéta s'occupera de Geese. Krilin et Son Gohan partent mais Végéta trahit Son Goku et le laisse seul…. |                                             |                                              | |                       |
| 69 | Le Défi du capitaine Ginyu                  | 凄まじい迫力！！ 見たか、悟空のフルパワー    | Susamajii hakuryoku!! Mita ka, Gokū no furu pawā (Une puissance extraordinaire !! Vous avez vu ça ? Gokû à pleine puissance)                   | 31 octobre 1990       |
| [Chapitre 284] - Le capitaine des forces spéciales et Son Goku s'affrontent et semblent être de force équivalente. le plan de Végéta lui semble excellent: laisser Son Goku et le capitaine des forces spéciales s'entretuer, récupérer la formule pour les boules de cristal, devenir le plus puissant et vaincre Freezer. Bulma s'aperçoit que les boules de cristal sont réunies et décide d'aller les chercher! |                                             |                                              | |                       |
| 70 | Freezer à la recherche du mot magique       | 闘いの行方！？最長老に 迫るフリーザの魔の手  | Tatakai no yukue!? Saichōrō ni semaru Furīza no ma no te (L’issue du combat !? Les griffes démoniaques de Freeza se rapprochent du Vieux Sage) | 7 novembre 1990       |
| [Chapitre 285] - Son Goku augmente sa force ce qui impressionne le capitaine des forces spéciales. Neil retourne auprès du chef des Nameks pour le protéger. Le chef des Nameks envoie Dende aider Krilin et Son Gohan qui recherchent Bulma et son radar magique. Freezer arrive devant le chef des Nameks... |                                             |                                              | |                       |
| 71 | La Métamorphose                             | ビックリ！！ 悟空がギニューでギニューが悟空  | Bikkuri!! Gokū ga Ginyū de Ginyū ga Gokū (Surprise !! Gokû est Ginyû et Ginyû est Gokû)                                                        | 14 novembre 1990      |
| [Chapitre 286 et 287] - Freezer affronte Neil le guerrier Namek et prend vite le dessus. Pendant ce temps Krilin et Son Gohan retrouvent Bulma et lui empruntent le radar magique pour retrouver les boules de cristal. Ginyû, le capitaine des forces spéciales, se blesse lui même et échange son corps avec celui de Son Goku. |                                             |                                              | |                       |
| 72 | Les Sept Boules de cristal enfin retrouvées | 出でよ超神龍！！ ボクの願いをかなえたまえ    | Ide yo Sūpā Shenron!! Boku no Negai o Kanaetamae (Apparais, Super Shenron !! Accomplis mes vœux)                                               | 21 novembre 1990      |
| [Chapitre 287 et 288] - Végéta arrive le premier au vaisseau de Freezer, décime les soldats de Freezer et décide d'attendre Krilin et Son Gohan. Ces derniers ne tardent pas à arriver et déterrent les 7 boules de cristal. Krilin prononce la formule magique mais rien ne se passe. C'est alors que Geese et Ginyû dans le corps de Son Goku arrivent. Krilin se précipite vers Son Goku/Ginyû mais Son Gohan se rend immédiatement compte que ce n'est pas son père. Son Goku dans le corps de Ginyû arrive alors et révèle l'échange des corps. |                                             |                                              | |                       |
| 73 | Sous l'apparence de Son Goku                | 奴はオラじゃネェ！ 悟飯びびるな父を撃て      | Yatsu wa ora ja nē! Gohan bibiru na chichi o ute (Ce n’est pas moi ! Gohan, frappe ton père sans trembler !!)                                  | 5 décembre 1990       |
| [Chapitre 288 et 289] - Ginyû, dans le corps de Son Goku fait augmenter sa force, mais s'aperçoit qu'il n'arrive pas à atteindre la puissance de Son Goku. 3 combats se déroulent simultanément. Neil contre Freezer et Freezer a le desssus. Geese est aux prises avec Végéta et enfin krilin, Son Gohan et Son Goku, dans le corps de Ginyû contre Ginyû dans le corps de Son Goku. Végéta vient à bout de Geese et l'élimine. Il rejoint alors Krilin et Son Gohan et porte un coup à Ginyû qui le met à terre. Mais Ginyû semble préparer une attaque face à Végéta... |                                             |                                              | |                       |
| 74 | Une erreur fatale                           | 大誤算！！ ギニューがカエルになっちゃった    | Daigosan!! Ginyū ga Kaeru ni Natchatta (Erreur fatale !! Ginyû est devenu une grenouille)                                                      | 12 décembre 1990      |
| [Chapitre 290 et 291] - Ginyû, dans le corps de Son Goku, essaie de changer de corps mais Son Goku, dans le corps de Ginyû, s'interpose et récupère son corps. Son Goku essaie de vaincre Ginyû mais est trop faible. Végéta prend le relais mais étrangement Ginyû ne se défend pas. Son Goku comprend alors que Ginyû attend le moment opportun pour échanger de corps avec Végéta. Son Goku repère le moment où Ginyû veut intervertir son corps avec celui de Végéta et lance à ce moment une grenouille! Ginyû est donc transformé en grenouille! Végéta s'excuse d'avoir blessé Son Goku grièvement. Il l'emmène dans un régénérateur du vaisseau de Freezer. Il prête aussi des tenues de combat à Son Gohan et Krilin. Krilin décide d'aller retrouver le chef des Nameks pour avoir la formule magique pendant que Dende est en route lui aussi... |                                             |                                              | |                       |

## SagaFreezer
La troisième saison, composée des épisodes 75 à 117 (43 épisodes), a été diffusée entre le 16 janvier 1991 et le 11 décembre 1991.
Elle est réalisée par Daisuke Nishio et scénarisée par Takao Koyama.
Elle contient les arcs suivants : l'arc Freezer contre Son Goku ainsi que l'arc Garlic Junior.
| No | Titre français                                  | Titre japonais                              | Titre japonais | Date de 1re diffusion |
| No | Titre français                                  | Kanji                                       | Rōmaji | Date de 1re diffusion |
| --- | ----------------------------------------------- | ------------------------------------------- | --- | --------------------- |
| 75 | La Formule magique                              | 七ツの玉を揃えし者よ… さあ合言葉を言え!     | Nanatsu no Tama wo Soroeshi Mono yo… Sā Aikotoba wo Ie (Celui qui réunit les sept boules… Allez, récite la formule !)                                     | 16 janvier 1991       |
| [Chapitre 291 et 292] - Végéta confie à Son Gohan la garde des boules de cristal pendant qu'il va se reposer. Dende est toujours à la recherche de Krilin et Son Gohan. Végéta s'assoupit quelques instants. Neil avoue à Freezer qu'il ne pourra exaucer ses vœux car ils ont envoyé un Namek aider les 2 terriens. Dende rencontre Krilin et ils rejoignent Son Gohan. Freezer arrive à toute vitesse mais Dende récite la formule magique. Le dragon Borunga apparaît enfin devant Dende, Son Gohan et Krilin et leur demande de réaliser 3 vœux! |                                                 |                                             | |                       |
| 76 | Les Trois Vœux enfin réalisés                   | 神様も生き返った！ 超神龍でピッコロが復活   | Kami Sama mo Iki Kaette! Chō Shenron de Pikkoro ga Fukkatsu (Même Dieu revient à la vie ! Piccolo est ressuscité par Super Shenron)                       | 23 janvier 1991       |
| [Chapitre 292, 293 et 294] - Dende demande au dragon de ressusciter tous les hommes de la Terre qui ont péri sous les coups de l'ennemi mais le dragon ne peut ressusciter qu'une seule personne. Piccolo, par l'intermédiaire de Kaioh, demande que ce soit lui qui soit ressuscité comme cela le Tout Puissant de la Terre reviendra aussi à la vie. En second vœu, il demande à revenir sur Namek pour combattre Freezer. Borunga accède à ses 2 vœux. Piccolo et le Tout Puissant sont ressuscités et Piccolo revient sur Namek. Végéta est arrivé lui aussi vers le dragon sacré, il menace Dende, Son Gohan et Krilin pour qu'en 3ème vœu le dragon lui donne la vie éternelle. Alors que Dende formule ce 3ème vœu le dragon disparaît, ce qui signifie que le chef des Nameks est mort...le 3ème vœu n'a donc pas pu être exaucé.. |                                                 |                                             | |                       |
| 77 | L'union fait la force                           | 最強戦士の誕生か!? ネイルとピッコロが合体   | Saikyō Senshi no Tanjō ka!? Neiru to Pikkoro ga Gattai (Est-ce la naissance du plus puissant des guerriers ? La fusion de Neil et Piccolo)                | 30 janvier 1991       |
| [Chapitre 294, 295 et 296] - Freezer arrive là où se trouvent Dende, Krilin, Son Gohan et Végéta et comprend qu'ils ont invoqué le dragon sacré et qu'il ne pourra plus réaliser son souhait. Il entre dans une colère noire! Piccolo se rapproche des combats et aperçoit Neil qui lui propose de fusionner pour accroître sa force. Piccolo accepte et les 2 Nameks fusionnent. Végéta décide d'affronter Freezer, Krilin et Son Gohan lui viennent en aide et à son tour Végéta les aide. Freezer décide alors de se transformer pour avoir uns force plus importante! |                                                 |                                             | |                       |
| 78 | Une force insurmontable                         | 悪夢の超変身!! 戦闘力100万のフリーザ        | Akumu no Chō Henshin!! Sentōryoku Hyakuman no Furīza (La super transformation cauchemardesque !! Freeza, force de combat: 1 000 000)                      | 6 février 1991        |
| [Chapitre 296] - Freezer évoque le roi Végéta, père de Végéta et le sort de la planète Végéta. Il explique que c'est lui qui a détruit le père de Végéta et la planète Végéta. Freezer concentre sa force pour achever sa transformation, il déploie une force phénoménale et décide de s'en prendre à Krilin qu'il transperce d'un coup de corne! |                                                 |                                             | |                       |
| 79 | La Riposte de Son Gohan                         | ここまでか!? 凶悪超絶パワーが悟飯を襲う     | Koko Made Ka!? Kyōaku Chōzetsu Pawaa ga Gohan o Osou (À ce point-là ? Une puissance atroce attaque Gohan)                                                 | 13 février 1991       |
| [Chapitre 297 et 298] - Freezer blesse grièvement Krilin et déclenche la colère de Son Gohan. Sous l'effet de la colère les forces de Son Gohan se décuplent et il réussit à mettre à terre Freezer. Dende a récupéré Krilin et révèle qu'il respire encore. Freezer se relève et décuple aussi sa force, il s'en prend maintenant à Son Gohan. Piccolo ressentant le danger accélère pour venir en aide à son protégé... |                                                 |                                             | |                       |
| 80 | L'Arrivée de Satan Petit-Cœur                   | 一気に形勢逆転!! 遅れてきた戦士・ピッコロ   | Ikki ni Keisei Gyakuten!! Okure Tekita Senshi Pikkoro (D’un coup, retournement de situation !! Le guerrier qui était en retard, Piccolo)                  | 20 février 1991       |
| [Chapitre 299 et 300] - Freezer s'apprête à en finir avec Son Gohan. Son Goku, toujours dans le régénérateur décide de sortir même s'il n'est pas guéri pour venir en aide à son fils et Piccolo sentant aussi le danger se précipite. Mais, contre toute attente, Krilin intervient et sauve Son Gohan. De manière surprenante, il se sauve et éloigne Freezer. Dende en profite, accourt vers Son Gohan et utilise son pouvoir de guérison pour guérir les blessures du fils de Son Goku sous les yeux ébahis de Végéta. Krilin revient vers Végéta et Son Gohan de nouveau sur pied. Les 3 décident d'unir leurs forces et portent une attaque simultanée contre Freezer. Elle n'a aucun effet sur le tyran. C'est alors qu'un nouveau combattant arrive: c'est Piccolo qui demande à Dende de se cacher. Ce dernier est surpris qu'il connaisse son prénom. Dans le régénérateur Son Goku s'interroge: d'abord les forces de Krilin et de Son Gohan sont revenues de manière inexplicable. Enfin qui est le nouveau combattant, il a la force de Piccolo mais pas seulement... |                                                 |                                             | |                       |
| 81 | Freezer contre Satan Petit-Cœur                 | ピッコロの自信！ フリーザを倒すのはオレだ   | Pikkoro no Jishin! Furīza wo Taosu no wa Ore da (L’assurance de Piccolo ! C’est moi qui vaincrai Freeza)                                                  | 27 février 1991       |
| [Chapitre 300] - Krilin ne comprend pas non plus comment les forces de Piccolo ont tant augmenté. A la surprise générale, Piccolo semble être du même niveau de puissance que Freezer. Végéta, blessé dans son orgueil décide de fuir mais est vite rattrapé par Freezer qui l'assomme. Le combat entre Piccolo et Freezer reprend. Dende comprend alors que Neil et Piccolo ont fusionné. Piccolo, avec la voix de Neil, explique alors à Freezer que lui et Piccolo ont fusionné ce qui explique le décuplement de la force de Piccolo. Piccolo semble prendre le dessus de Freezer ce qui énerve ce dernier... |                                                 |                                             | |                       |
| 82 | Seconde transformation                          | 出撃だ悟空!! 激怒のフリーザが第２の変身     | Shutsugeki da Gokū!! Gekido no Furīza ga Daini no Henshin (Il faudrait sortir, Goku !! Freeza en furie se transforme une 2e fois)                         | 13 mars 1991          |
| [Chapitre 301 et 302] - Le combat fait rage entre Piccolo et Freezer et les 2 combattants semblent à égalité. Freezer décide alors d'accéder à sa seconde transformation et se transforme en monstre à la force surprenante. Il torture Piccolo en l'assaillant de coups et Son Gohan se porte à son secours. Végéta semble échafauder un autre plan en regardant avec insistance Dende... |                                                 |                                             | |                       |
| 83 | Doit-on sauver Végéta ?                         | 恐怖しろ!! フリーザは３度の変身で勝負する   | Kyōfu shiro!! Furīza wa Sando no Henshin de Shōbu suru (Tremblez !! Freeza se battra à l’aide de sa 3e transformation)                                    | 20 mars 1991          |
| [Chapitre 303 et 304] - Freezer continue de torturer Piccolo et s'aperçoit que Son gohan s'apprête à lui porter un coup. Il propulse donc Piccolo à terre et esquive Son Gohan. Son Gohan se précipite alors afin de lancer une quantité d'énergie incroyable sur Freezer qui, après un épuisante résistance, lui renvoie l'attaque. Piccolo intervient et sauve Son Gohan ; Freezer, quant à lui, est intrigué par Son Gohan et pense qu'il est un guerrier de l'espace. Végéta voulant à tout prix en finir, demande à Krilin de le frapper afin de guérir et de faire appel à ses pouvoirs de guerrier de l'espace mais Freezer leur annonce qu'il va recourir à sa troisième transformation. Krilin se décide et transperce Végéta tandis que Freezer commence sa transformation. Pendant ce temps, Son Gohan s'éloigne avec Piccolo, très mal en point, et a l'idée de recourir à Dendé alors que celui-ci, reprochant d'avoir martyrisé son peuple, refuse de guérir Végéta et s'envole au loin pour soigner Piccolo. Quelques minutes plus tard, Son Gohan, Krilin et Piccolo persuadent Dendé de soigner Végéta tandis que Freezer apparaît sous sa transformation finale. Une fois guéri, Végéta est bien décidé à en finir avec le tyran. |                                                 |                                             | |                       |
| 84 | La Perte d'un allié précieux                    | デンデの死… でてこい！とびきり全開パワー    | Dende no Shi… Detekoi! Tobikiri Zenkai Pawā (La mort de Dende… Viens à moi ! Terrible puissance à 100 %)                                                  | 27 mars 1991          |
| [Chapitre 304 et 305] - Piccolo prétend ne plus pouvoir rien faire quand soudain, Freezer lance un rayon sur Dendé qui meurt sur le coup. Freezer se téléporte derrière ses ennemis, pendant que Piccolo, Krilin et Son Gohan l'attaquent sans jamais le toucher. Végéta s'envole pour observer le combat. Tour à tour, les trois amis attaquent Freezer mais sans succès. Freezer apparaît derrière eux et s'apprête à foudroyer Son Gohan lorsque Végéta intervient et pousse Son Gohan au sol afin de le sauver. La boule d'énergie se propulse sur la montagne et la fait exploser. Ensuite, l'orgueilleux Végéta s'apprête à affronter Freezer et lui annonce qu'il est un super guerrier et concentre son énergie, sa force de combat ne cesse d'augmenter. Végéta l'attaque, mais malgré sa vitesse, il ne parvient pas à le toucher une seule fois. Freezer apparaît derrière lui et lui demande de prouver qu'il est un super guerrier. Son Goku arrivera bientôt, tandis que Piccolo ainsi que Krilin et Son Gohan sont de plus en plus inquiets de l'issue du combat. |                                                 |                                             | |                       |
| 85 | Le Retour de Son Goku                           | 待ちに待ったぜ、この瞬間!!! 孫悟空が復活だ  | Machi ni Matta ze, Kono Shunkan!!! Son Gokū ga Fukkatsu da (J’ai tant attendu cet instant !!! Son Goku est guéri)                                         | 3 avril 1991          |
| [Chapitre 306] - Végéta essaie inlassablement de toucher Freezer en vain. Il déploie toute son énergie mais Freezer esquive tous ses coups. Végéta comprend alors qu'il ne vaincra pas mais les yeux remplis de larmes de désespoir et de dépit il s'apprête vaillamment à encaisser les coups de Freezer. Ce dernier assomme Végéta en quelques coups et le frappe dans le dos devant Krilin, Piccolo effrayés et Son Gohan enervé. C'est alors que Son Goku enfin guéri sort du régénérateur et du vaisseau de Freezer. |                                                 |                                             | |                       |
| 86 | Une fin tragique pour Végéta                    | 無念…!! 誇り高きサイヤ人・ベジータ死す      | Munen…!! Hokori Takaki Saiya Jin Bejīta Shisu (Quel regret… !! Végéta, fierté des Saiyajin, meurt)                                                        | 10 avril 1991         |
| [Chapitre 307 et 308] - Freezer continue de frapper Végéta dans le dos tandis que Piccolo empêche Gohan d'intervenir. Sur le vaisseau de Freezer, Goku s'apprête à attaquer alors que Freezer propulse Végeta sur une colline, Goku apparaît sut les lieux au moment où Freezer va tuer le guerrier à terre. Freezer semble reconnaître Goku, il lui rappelle quelqu'un lors de la destruction de la planète Végéta. Ensuite le combat commence, Goku pare toutes les attaques énergétiques de Freezer avec sa main droite, celui-ci est stupéfait . Végéta l'avertit de sa puissance ce qui met Freezer hors de lui et transperce la poitrine de Végéta avec un rayon. Végéta racontant avec beaucoup de souffrance (douleur, pleurs) ce à quoi est dû la destruction de la planète Végéta et la mort du père de Goku, ainsi Végeta meurt en demandant à Goku de tuer Freezer pour venger le peuple des guerriers de l'espace. Goku décide d'enterrer Végéta étant mort dans la dignité, il entreprend de se débarrasser du tyran au nom de son peuple et de tous ceux qui sont morts par la main de Freezer. |                                                 |                                             | |                       |
| 87 | Son Goku tiendra-t-il sa promesse ?             | 超決戦の幕開けだ!! おめえだけはオラが倒す   | Chō Kessen no Makuake da!! Omeēdake wa Ora ga Taosu (Lever de rideau sur l’ultime bataille !! Je vais te vaincre moi-même)                                | 17 avril 1991         |
| [Chapitre 308] - Son Goku décide de combattre Freezer en l'honneur de toutes ses victimes et pour tenir la promesse qu'il a faite à Végéta. Sur un signe de Son Goku, Piccolo emmène Krilin et Son Gohan loin du combat. Le combat commence avec une rapidité déconcertante. Freezer lance une série d'attaques et pense avoir éliminé Son Goku quand celui ci apparaît derrière lui sans une égratignure! Freezer déclenche ensuite la colère d'un volcan et précipite Son Goku à l'intérieur mais celui ci mais il s'en sort encore une fois sans une seule blessure! |                                                 |                                             | |                       |
| 88 | Une lutte interminable                          | 激突の２大超パワー！ 本気同士の肉弾戦!!!    | Gekitotsu no Ni Dai Chō Pawā! Honki Dōshi no Nikudan Sen!!! (La collision de deux super pouvoirs ! Le combat où tous deux doivent se donner à fond !!!)   | 24 avril 1991         |
| [Chapitre 309 et 310] - Sur Terre, Chichi décide de partir sur Namek pour chercher son fils mais Tortue Géniale et les autres font tout pour l'en dissuader. Pendant ce temps, sur la planète Namek, le combat entre Son Goku et Freezer se poursuit mais les deux guerriers se neutralisent à tour de rôle. Freezer estime que, pour la première fois, il trouve en la personne de Son Goku un adversaire à sa taille mais il est tout de même énervé de tant de résistance et décide de passer aux choses sérieuses... |                                                 |                                             | |                       |
| 89 | La Promesse rompue                              | フリーザ恐怖の宣言！ 手を使わずお前を倒す   | Furīza Kyōfu no Sengen! Te wo Tsukawasu Omae wo Taosu (L’inquiétante déclaration de Freeza ! Je vais te battre sans faire usage de mes mains)             | 15 mai 1991           |
| [Chapitre 311] - Freezer décide de se battre contre Son Goku sans utiliser ses mains. Les 2 adversaires livrent un combat assez égal jusqu'à ce que Freezer entoure le cou de Son Goku avec sa queue. Celui-ci pour se libérer mord alors Freezer et reprend le dessus. Freezer rompt sa promesse et utilise son poing pour se défendre. Pendant ce temps Ginyû, le capitaine des forces spéciales retrouve Bulma et lui vole son apparence. |                                                 |                                             | |                       |
| 90 | Tentative d'intimidation ?                      | ハッタリじゃねえぞ!!大胆素敵な奴・孫悟空    | Hattari ja nē zo!! Daitan Suteki na Yatsu Son Gokū (Non, ce n’est pas du bluff !! Il est cool et il a du cran Son Goku)                                   | 22 mai 1991           |
| [Chapitre 312] - Freezer propose à Son Goku de rejoindre son armée et d'en devenir le capitaine. Ce dernier refuse évidemment. Freezer lui dit que c'est dommage et qu'il va donc l'éliminer en augmentant encore sa force de combat. Ginyû, toujours dans le corps de Bulma arrive vers Son Gohan, Krilin et Piccolo qui ne le reconnaissent pas (malgré les gesticulations de Bulma changée en grenouille) Freezer a augmenté sa force et domine par sa vitesse Son Goku. Ginyû, sous l'apparence de Bulma, se réjouit du pouvoir de son maître ce qui met la puce à l'oreille de Krilin et Son Gohan au moment où Ginyû fait face à Piccolo. |                                                 |                                             | |                       |
| 91 | L'Attaque de Kaio, un nouvel échec pour Songoku | 決着だ!!炎の化身20倍界王拳のカメハメ波      | Ketchaku da!! Honō no Keshin Ni-Jū Bai Kaiōken no Kamehameha (Moment décisif !! Transformation des flammes ! Kame-Hame-Ha avec le Kaio Ken puissance 20)  | 29 mai 1991           |
| [Chapitre 313] - Malgré la supériorité de Freezer, Son Goku ne renonce pas. Alors que Ginyû veut voler le corps de Piccolo, Son Gohan renvoie la grenouille et tout le monde retrouve son corps. Freezer lance une série d'attaques et essaie de noyer Son Goku. Ce dernier perd connaissance mais dans son inconscience il voit sa famille et ses amis se faire décimer par Freezer ce qui le réveille et lui redonne la force de résister. Il retente alors une attaque de Kaio doublée du Kame-Hame-Ha mais Freezer repousse l'attaque d'une seule main… |                                                 |                                             | |                       |
| 92 | Un atout pour la victoire                       | 超特大の元気玉 これが最強の切り札だ!!       | Chō Tokudai no Genki Dama Kore ga Saikyō no Kirifuda da!! (Un gigantesque Genki Dama ! Je joue ma dernière carte !!)                                      | 5 juin 1991           |
| [Chapitre 314] - Freezer repousse l'attaque de Son Goku mais pour la première fois il ressent de l'inquiétude face à la résistance et à la force d'un adversaire. Il décide alors d'en finir et assène de nombreux coups à Son Goku. Alors que ce dernier s'apprête à abandonner, il entend la voix de Végéta qui lui rappelle qui il est, d'où il vient et qui l'exhorte à poursuivre le combat. Son Goku reprend courage et fait face aux assauts répétés de Freezer. Pendant ce temps, sur la planète de Kaioh les 4 soldats des forces spéciales arrivent! Son Goku, qui sent qu'il est à bout de force, décide de faire appel à l'attaque de la force universelle et concentre l'énergie de la planète Namek et des planètes avoisinantes... |                                                 |                                             | |                       |
| 93 | Les Grandes Forces de l'univers                 | チャンスを生かせ!! ピッコロ捨て身の援護射撃 | Chansu wo Ikase!! Pikkoro Sutemi no Engo Shageki (Il reste une chance !! Le soutien suicidaire de Piccolo)                                                | 12 juin 1991          |
| [Chapitre 315] - Son Goku rassemble l'énergie universelle de Namek et des planètes alentour mais cela lui demande du temps. Freezer s'impatiente et attaque de nouveau Son Goku. Piccolo demande alors à Son Gohan et Krilin de lui transmettre une partie de leur énergie. Freezer met à terre Son Goku et voit soudain la boule d'énergie universelle. Piccolo décide à ce moment d'intervenir et d'attaquer Freezer pour donner du temps à Son Goku et lui permettre d'accumuler un maximum d'énergie universelle…. |                                                 |                                             | |                       |
| 94 | La Phase finale                                 | 元気玉の超破壊力!!生き残ったのは誰だ!?      | Genki Dama no Chō Hakairyoku!! Ikinokotta no wa Dare da!? (L’incroyable force destructrice du Genki Dama !! Qui y survivra !?)                            | 19 juin 1991          |
| [Chapitre 316] - Son Goku a besoin de quelques minutes encore pour décupler son attaque et regrouper toute l'énergie universelle. Piccolo tente alors le tout pour le tout pour occuper Freezer. Sur le planète de Kaio, les 4 guerriers des forces spéciales se battent contre Yamcha, Ten Shin Han et Chaoz. Freezer roue de coup Piccolo et s'apprête à l'achever quand Son Gohan et Krilin lancent une attaque simultanée pour aider Piccolo. Alors que Freezer a son intention détournée Son Goku lance enfin son attaque de la force universelle...Freezer ne peut repousser cette attaque et tout semble terminé... |                                                 |                                             | |                       |
| 95 | L'Apparition d'un guerrier légendaire           | ついに変身!!伝説の超サイヤ人・孫悟空        | Tsui ni Henshin!! Densetsu no Sūpā Saiya-jin Son Gokū (Enfin la transformation !! Son Goku, le Super Saiyajin légendaire)                                 | 26 juin 1991          |
| [Chapitre 317] - Freezer a été touché par l’attaque du Genki Dama exécutée par Son Goku. Pensant que le tyran est vaincu, Son Goku, Piccolo, Son Gohan et Krilin célèbrent la victoire, ainsi que Maître Kaiô. Sur la planète de ce dernier, Ten Shin Han, Yamcha et Chaoz expédient les quatre guerriers d’élite de Freezer aux enfers. Soudain, Freezer réapparaît sérieusement blessé et lance une attaque : Piccolo s’interpose pour protéger ses amis, prend l’attaque de plein fouet et s’effondre. Ensuite, Freezer pulvérise Krilin. Rendu furieux par cette attaque, Son Goku devient fou de rage et atteint pour la toute première fois le niveau de Super Saiyan. |                                                 |                                             | |                       |
| 96 | Une terrible vengeance                          | 怒り爆発!! 悟空よ、みんなの仇を討ってくれ   | Ikari Bakuhatsu!! Gokū yo, Minna no Kataki wo Uttekure (Une explosion de colère !! Goku, venge la mort de tous)                                           | 10 juillet 1991       |
| [Chapitre 318 et 319] - Dégoûté d'avoir vu son meilleur ami détruit par Freezer sans pitié et après avoir sommé son fils de quitter Namek avec le corps de Piccolo, Son Goku décide de passer à l'attaque et assène plusieurs coups à son ennemi qui, malgré plusieurs tentatives, ne peut rien faire face à la nouvelle puissance de Son Goku. Sur Terre, Kame Sennin s'inquiète quant-à un pressentiment que Freezer puisse dévoiler une nouvelle transformation. |                                                 |                                             | |                       |
| 97 | Un dénouement difficile                         | ナメック星消滅か！?大地を貫く魔の閃光       | Namekkusei Shoumetsu ka!? Daichi o Tsuranuku Ma no Senkō (La destruction de la planète Namek !? Un flash démoniaque transperce le sol)                    | 17 juillet 1991       |
| [Chapitre 319 et 320] - Freezer ne peut rien faire face à Son Goku en Super Saiyan. De son côté, Son Gohan apporte le corps de Piccolo à la capsule spatiale, où il peut s’entretenir brièvement avec Chichi et Kamé Sennin et leur annoncer la mort de Krilin, puis il part à la recherche de Bulma. Dans une ultime tentative de détruire Son Goku, Freezer envoie une boule d’énergie en direction du sol : celle-ci pénètre au cœur de la planète de Namek et provoque une gigantesque explosion. De son côté, Kaioh perd tout espoir car selon lui, si la planète explose, personne ne peut survivre à l'exception du tyran. Cependant, Le Kami de la Terre contacte Kaioh qui reprend espoir, car sa présence signifie que Piccolo est également vivant et la planète Namek existe toujours. Quant-à Freezer, il annonce à son adversaire que la planète a été endommagée au cœur et qu'elle n'a plus que cinq minutes avant d'exploser pour de bon. |                                                 |                                             | |                       |
| 98 | La Force totale                                 | 勝つのはオレだ…生き残りをかけた最終攻撃     | Katsu no wa Ore Da… Ikinokori o Kaketa Saishū Kōgeki (Qui survivra… à l’ultime assaut)                                                                    | 24 juillet 1991       |
| [Chapitre 320 et 321] - La planète Namek s’effondre sur elle-même. Freezer et Son Goku reprennent le combat, Son Goku domine son adversaire jusqu’à ce que celui-ci produise une impressionnante contre-attaque, dont Son Goku sort toutefois indemne. Freezer annonce alors qu’il n’est qu’à 70 % de ses capacités et il se concentre pour utiliser le reste de son potentiel et se débarrasser de Son Goku. Kaio demande à Son Goku de profiter de ce moment pour attaquer Freezer mais celui-ci refuse et est déterminer à humilier Freezer à 100% et venger Krilin ainsi que tous ceux que Freezer a sauvagement assassiné jusqu'alors. De son côté, Son Gohan sauve Bulma dans sa recherche de justesse de la chute d'un rocher. Freezer est en possession de toute sa puissance et attaque Son Goku. Il lui explique après cet assaut qu'il ne s'agissait que d'un échauffement. Ce dernier se réjouit que son ennemi puisse faire bien mieux. |                                                 |                                             | |                       |
| 99 | Le Souhait de Kaio                              | 神龍よ宇宙を走れ！！迫るナメック星消滅の時  | Shenron yo Uchū o Hashire!! Semaru Namekkusei Shoumetsu no Toki (Shenron, vole à travers l’espace !! La destruction de Namek est imminente)               | 31 juillet 1991       |
| [Chapitre 321 et 322] - La bataille entre Son Goku et Freezer se poursuit sur une planète Namek qui se dégrade de plus en plus, tandis que sur Terre, Mister Popo s’apprête à invoquer Shenron. Kaioh prend contact avec le Tout Puissant et lui suggère de ressusciter toutes les personnes tuées par Freezer et ses hommes. Les deux combattants semblent être de même niveau mais Goku reprend l'avantage et cherche à gagner du temps pour permettre au vaisseau spatial de partir . Freezer, bien déterminé à en finir, se prépare à foncer sur Goku qui prépare un Kamehameha. Sur Terre, Mister Popo invoque au même moment Shenron... |                                                 |                                             | |                       |
| 100 | Un fils courageux                               | ボクは孫悟空の息子だ！!悟飯、再び決戦場へ   | Boku wa Son Gokū no Musuko Da!! Gohan, Futatabi Kessenjō e (Je suis le fils de Son Goku !! Gohan retourne sur le champ de bataille)                       | 7 août 1991           |
| [Chapitre 323] - Son Goku et Freezer poursuivent leur combat. Freezer a l’avantage et parvient à faire disparaître Son Goku dans les décombres. Son Gohan ne ressent plus l’énergie de son père, et malgré les recommandations de Bulma qui n’y voit rien de dramatique, part affronter Freezer lui-même pour venger son père. Malgré tous ses efforts, Gohan ne parvient pas à dominer le tyran qui finit par comprendre le but du jeune garçon : retenir Freezer jusqu'à ce que la planète explose. Pendant ce temps, les Nameks sont ressuscités grâce aux Dragon Balls de la Terre. Goku réapparaît à la grande surprise de son fils et du tyran et ordonne à Gohan de partir sur le champ avant de reprendre son combat. |                                                 |                                             | |                       |
| 101 | Le Dernier Souhait                              | オレはこの星に残る!! 勝利への最後の願い     | Ore wa Kono Hoshi ni Nokoru!! Shōri e no Saigo no Negai (Je reste sur cette planète !! L’ultime souhait pour la victoire)                                 | 14 août 1991          |
| [Chapitre 323 et 324] - Goku reprend son combat contre le tyran, décider à le supprimer une bonne fois pour toutes. Polunga, le dragon sacré de Namek est de nouveau réapparu et le chef de Nameks demande à Dendé de formuler le dernier vœu, à savoir envoyer toutes les personnes présente sur Namek jusque sur la Terre, excepter Freezer et Son Goku qui a voulu modifier entre-temps le voeu initial pour rester sur Namek et finir son combat. Végéta, également revenu à la vie et à la grande surprise des deux combattants, s'apprête à affronter le tyran mais sera téléporté sur Terre avec tout le monde, comme prévu, excepté Freezer et Goku. |                                                 |                                             | |                       |
| 102 | Une lueur d'espoir pour Songoku                 | とことんやろうぜ!! 消えゆく星に残った二人   | Tokoton Yarouze!! Kieyuku Hoshi ni Nokotta Futari (On peut se donner à fond !! Deux survivants sur une planète en sursis)                                 | 21 août 1991          |
| [Filler] - Plus que deux minutes avant que Namek ne disparaisse définitivement. Goku et Freezer poursuivent la bataille qui fait rage. Pendant ce temps, Kaioh et les amis de Son Goku prient pour qu'il gagne et revienne sur Terre sain et sauf, sauf Végéta qui veut devenir le plus puissant guerrier de l'univers en souhaitant la disparition du tyran et celui qu'il considère comme son plus grand rival. |                                                 |                                             | |                       |
| 103 | Les Dernières Minutes avant l'explosion         | 哀れフリーザ！ 震えだしたら止まらない!!     | Aware Furīza! Furue Dashitara Tomaranai!! (Pauvre Freezer ! Il ne peut plus s’arrêter de trembler !!)                                                     | 28 août 1991          |
| [Chapitre 325] - La planète Namek n’en a plus pour longtemps. Par rapport à Son Goku, Freezer a l’avantage de pouvoir vivre dans l’espace. Les deux adversaires s’empoignent à nouveau mais cette fois c’est très net : Son Goku domine Freezer dans tous les domaines. Soudain, Son Goku arrête le combat, content d'avoir pu humilier celui qui se prétendait l'être le plus puissant de l'univers et à bout de souffle. Il lui somme de fuir également la planète mais le tyran, blessé dans son orgueil, attaque Son Goku avec un Kienzan pour le découper en morceau. |                                                 |                                             | |                       |
| 104 | La Fin du tyran                                 | 悟空の勝利宣言だ!! フリーザが自滅する時…    | Gokū no Syōri Sengen da!! Furīza ga Jimetsu Suru Toki… (Goku proclamé vainqueur !! Lorsque Freezer s’autodétruit…)                                        | 4 septembre 1991      |
| [Chapitre 326] - Freezer poursuit Son Goku à l’aide de son disque d’énergie mais Son Goku parvient à échapper au disque sans peine. Freezer crée alors un 2e disque et envoie les deux disques en même temps à la poursuite de Son Goku. Sur Terre, Végéta jubile : il prévoit la mort de Freezer et Son Goku dans l’explosion de la planète Namek, et se voit déjà maître incontesté de l’univers, se remémorant les conquêtes qu'il fit à l'aide de Radditz et Nappa autrefois, pour le compte du tyran et l'humiliation que ce dernier leur fit subir alors. Sur Namek, Goku déjoue la technique de son adversaire et le perturbe en l'aveuglant grâce à un kikoha qui frappe le sol, dégageant de la poussière. En tentant d'esquiver ses propres attaques, Freezer est confronté à Goku qui le corrige avant de l'envoyer au sol. En se relevant, Freezer est frappé par un de ses kienzan et se retrouve lui-même coupé en deux. Le tyran implore Goku de l'aider. Ce dernier, d'abord réticent, finit par lui donner une petite partie de son énergie vitale afin de l'aider à échapper à la fin tragique de la planète. |                                                 |                                             | |                       |
| 105 | La Défaite de Freezer                           | フリーザ敗れる!! すべての怒りをこめた一撃   | Furīza Yabureru!! Subete no Ikari wo Kometa Ichigeki (Freezer a été vaincu !! Le dernier coup témoin de sa colère)                                        | 11 septembre 1991     |
| [Chapitre 327] - Profitant de l’énergie vitale que Son Goku lui a offert, Freezer, qui a perdu le bas du corps et une main, nargue son ennemi en lui faisant comprendre que cette erreur lui sera fatale et fera tourner la roue en faveur de Freezer, seul capable de survivre dans le vide de l'espace. Sur Terre, le chef des Namek confie son pouvoir à Muri qui devient son successeur. De plus, les Dragon Balls de Namek ont pu rejoindre son peuple transféré. De retour sur Namek, le tyran, après s'être remémoré des humiliations que lui a infligé le Super Saiyan, attaque celui-ci de nouveau dans une ultime tentative mais Son Goku riposte, achevant ainsi son ennemi avant de tenter de fuir Namek qui est sur le point d'exploser. |                                                 |                                             | |                       |
| 106 | L'Explosion d'un héros                          | ナメック星大爆発!! 宇宙に消えた悟空         | Namekkusei Dai Bakuhatsu!! Uchū ni Kieta Gokū (La grande explosion de la planète Namek !! Goku disparait dans l’espace)                                   | 18 septembre 1991     |
| [Chapitre 328] - Son Goku a finalement vaincu Freezer. Cependant, malgré sa victoire, le Saiyan ne parvient pas à s'échapper à temps car, à cause des retards provoqués par le tyran, il n'a plus d'autres choix que d'emprunter le vaisseau spatial de Freezer qui a été auparavant endommagé par Végéta et n'est donc plus en mesure de décoller. La planète Namek explose. Tout le monde croit Goku mort, ce qui enchante le prince des Saiyans, désireux de devenir le numéro 1 de l'univers. À cause de cet orgueil insultant aux yeux de Son Gohan, ce dernier veut laver son honneur et se bat contre Végéta mais subit une défaite cuisante. |                                                 |                                             | |                       |
| 107 | Son Goku est vivant !                           | 生きていた孫悟空 Z戦士が全員復活だ!!        | Ikiteita Son Gokū Zetto Senshi ga Zenin Fukkatsu da!! (Son Goku est en vie ! Les guerriers Z sont tous ressuscités !!)                                    | 25 septembre 1991     |
| [Chapitre 329] - Tout le monde s'est réuni chez Bulma pour invoquer Polunga et ressusciter les guerriers Z. Sur Terre Bulma invite le peuple de Namek a venir habiter chez elle jusqu'à ce que les Dragon Balls de Namek retrouvent leur pouvoir. 130 jours après, Dendé invoque le dragon Polunga et demande le retour des âmes de San Goku et Krilin. Ce dernier est de retour mais à la plus grande surprise générale, Goku n'a pas péri en même temps que Namek et est toujours vivant. Mais celui-ci refuse de revenir sur Terre de suite car il s'entraîne sur une autre planète et préfère revenir plus tard par ses propres moyens. Végéta, finalement décidé à affronter son rival pour se venger de sa défaite plusieurs mois auparavant lors de sa première venue sur Terre, part lui-même chercher Son Goku avec le vaisseau que le père de Bulma a récemment réparé. Yamcha revient sur terre via un troisième souhait de Dendé puis 130 jours après Chaoz et Ten Shin Han reviennent également. Le peuple de Namek est envoyé sur une nouvelle planète en troisième et dernier souhait. |                                                 |                                             | |                       |
| 108 | Le Successeur du Tout-Puissant                  | 天界が大変だ!! ガーリックJr.が神になる!?    | Tenkai ga Taihen da!! Gārikku Junia ga Kami ni Naru!? (Les cieux sont en danger !! Garlic Jr. va devenir Dieu !?)                                         | 9 octobre 1991        |
| [Filler] - Le temps a passé depuis la défaite de Freezer et la Terre vit à nouveau en paix. Mais un démon est revenu du chaos pour se venger sur les habitants de la Terre : Garlic Jr. Tandis qu’il se rend chez Tortue géniale, Krilin remet le bonjour à Son Gohan et lui présente son amie Maron. Pendant ce temps, le Tout-Puissant propose à Petit-Cœur de lui succéder sur le trône. Petit-Cœur lui répond que les forces du mal sont de plus en plus actives ces derniers temps et que le Tout-Puissant ferait mieux d’ouvrir l’œil. Au palais du Tout-Puissant, Garlic Jr. et ses quatre acolytes sèment le désordre. Garlic Jr. miniaturise Mr Popo et l’emprisonne. Sur l’île de Tortue géniale, personne ne se doute de rien. Considérant qu’il est en quelque sorte un père pour Krilin, Tortue géniale déconseille à ce dernier de fréquenter Maron. Krilin et ses amis protestent. Tortue géniale demande à s’entretenir avec Maron. Bulma semble voir où Tortue géniale veut en venir. Il dit qu’il autorisera Krilin à fréquenter Maron si… elle lui donne un baiser. En moins de temps qu’il n’en faut pour le dire, Tortue géniale reçoit alors une douloureuse chiquenaude de Bulma derrière la tête. Son Gohan aimerait rejoindre ses amis et s’amuser avec eux mais sa mère refuse et lui ordonne d’étudier pour rattraper les mois de retard qu’il a pris à l’école. Désobéissant à sa mère, il s’enfuit en cachette à l’aide de son ami dinosaure. De retour à son palais, le Tout-Puissant est attaqué par Garlic Jr. et piégé par surprise par les 4 diables qui l’accompagnent. Garlic Jr. miniaturise et emprisonne le Tout-Puissant à son tour. Il promet de ne pas faire de mal à ses prisonniers dans l’immédiat car il a besoin d’eux pour utiliser les boules de cristal. Ensuite, Garlic Jr. fouille dans les affaires du Tout-Puissant et trouve ce qu’il cherchait, le vase aux maléfices. Il l’ouvre, et une fumée noire s’en échappe et se répand à travers le monde. Cette fumée à le pouvoir de libérer le mal qui est en chacun. |                                                 |                                             | |                       |
| 109 | Le Poison diabolique                            | 恐怖の黒い霧…!! みんな魔族になっちゃった    | Kyōfu no Kuroi Kiri…!! Minna Mazoku ni Nacchatta (La brume noire de la terreur !! Tout le monde se change en démon)                                       | 16 octobre 1991       |
| [Filler] - Garlic Jr. a ouvert le vase aux maléfices et libéré un gaz toxique qui se répand sur la Terre et transforme toute créature qui le respire en un démon. Utilisant un miroir magique, ses complices cherchent à retrouver les ennemis de Garlic Jr., et parviennent à localiser Son Gohan. Celui-ci se rend vers l’île de Tortue géniale avec son dinosaure volant. Tous deux parviennent à éviter le gaz toxique mais sont confrontés à l’hostilité des animaux de la forêt, sans comprendre ce qui se passe. Sur l’île de Tortue géniale, Krilin est occupé à pêcher le déjeuner et demande de l’aide. Marlene se propose pour l’aider. À ce moment-là, Chichi qui a constaté l’absence de Son Gohan arrive en furie et demande où est Son Gohan, traitant au passage Tortue géniale et ses amis de délinquants. Marlene s’en mêle en appelant Chichi "Grand-mère" et en lui demandant d’arrêter de déranger. Enragée, elle essaie de s’attaquer à Marlene mais Tortue géniale et ses amis la retiennent. Marlene part pêcher avec Krilin et alors qu’ils viennent de plonger dans la mer, le nuage toxique arrive sur l’île de Tortue géniale et contamine Tortue géniale, Yamcha, Bulma, Chichi, Oolong et Plume. Son Gohan arrive à dos de dinosaure et rencontre d’abord Krilin et Marlene qui lui signalent que sa mère est très en colère contre lui. Marlene parvient à convaincre Krilin d’accompagner Son Gohan pour donner des explications à Chichi et adoucir la réprimande. Mais lorsque Son Gohan présente ses excuses à sa mère, celle-ci apparaît avec un regard inquiétant et attaque son fils ! Son Gohan ne comprend pas ce qui se passe mais il esquive les coups portés par sa mère. Krilin est attaqué par Yamcha, Marlene par Tortue géniale et le dinosaure par Oolong et Plume ! Krilin et Son Gohan commencent à comprendre que quelque chose ne tourne pas rond et ripostent. Apparaissent alors les 4 diables de Garlic Jr. qui sont venus chercher Son Gohan. Ils expliquent à Krilin et Son Gohan que leurs amis ont été empoisonnés par le nuage toxique et que seule l’eau divine permettrait de lui rendre son aspect normal. Son Gohan s’attaque aux diables mais est paralysé par l’un d’entre eux. Petit-Cœur intervient et dégage Son Gohan de l’emprise de son adversaire. C’est désormais à lui que les diables et ceux qui ont été possédés s’attaquent. |                                                 |                                             | |                       |
| 110 | Le Champ de bataille au paradis                 | 天界が戦場だ!! ピッコロが魔族に逆戻り…      | Tenkai ga Senjyō da!! Pikkoro ga Mazoku ni Gyaku Modori… (Le Paradis est un champ de bataille !! Piccolo retourne dans le Clan Démoniaque…)               | 23 octobre 1991       |
| [Filler] - Petit-Cœur est encerclé par les 4 acolytes de Garlic Jr. ainsi que Yamcha, Bulma, Tortue géniale, Oolong et Plume qui sont possédés par le démon. L’un des 4 diables explique à Petit-Cœur que Garlic Jr. a pu revenir sur Terre grâce au fait que la Planète du Diable est passée tout près de la Terre comme c’est le cas tous les 5000 ans, ce qui décuple les énergies maléfiques. Lui et ses complices expliquent également qu’ils ont répandu un gaz toxique afin de transformer en démon chaque habitant de la Terre : dans 24 heures, tous les Terriens seront sous les ordres de Garlic Jr. et même l’Eau divine ne parviendra pas à leur rendre leur aspect normal ! Petit-Cœur se voit proposer de rejoindre les rangs de Garlic Jr., mais il refuse et le combat s’engage. Petit-Cœur est attaqué par Yamcha, Krilin par Tortue géniale. Le dinosaure de Son Gohan sauve Marlene sur laquelle Bulma et Chichi s’étaient jetées. Petit-Cœur ordonne à Son Gohan et Krilin d’aller chercher l’eau divine au palais du Tout-Puissant. Tandis qu’il s’apprête à attaquer Yamcha, Petit-Cœur se fait agripper les jambes par deux des acolytes de Garlic Jr. qui s’étaient cachés dans le sol. Ceci permet à Yamcha, Bulma et Tortue géniale de s’approcher de Petit-Cœur et de le mordre au cou. Les 4 acolytes de Garlic Jr. laissent filer Son Gohan et Krilin puisqu’ils vont de toute façon au Palais du Tout-Puissant, accompagnés de Marlene à dos de dinosaure. Ils épargnent également Petit-Cœur afin de ne pas provoquer la mort du Tout-Puissant et la disparition des boules de cristal. De toute façon, Petit-Cœur se range du côté de Garlic Jr. à cause des morsures qu’il a subies. Quelque part dans l’espace, Végéta a décimé une armée de Freezer : il cherche Son Goku et ne parvient pas à retrouver sa trace. Son Gohan, Krilin et Marlene arrivent dans la Tour de Karin, réveillant celui-ci. Ce dernier lit rapidement leurs pensées pour se tenir au courant de la situation et leur indique que l’eau divine se trouve dans le palais du Tout-Puissant, à côté du réservoir de gaz toxique. Karin craint que Garlic Jr. ne garde l’endroit. Krilin et Son Gohan s’envolent vers le Palais du Tout-Puissant et laissent Marlene chez Karin. Ils sont accueillis par Garlic Jr. qui les défie. Tandis que Son Gohan et Krilin passent à l’assaut, ils se font barrer la route par Petit-Cœur possédé, ainsi que les 4 autres complices de Garlic Jr. |                                                 |                                             | |                       |
| 111 | Coup de colère ou coup de grâce                 | ピッコロと直接対決!! 天界に怒りの魔せん光   | Pikkoro to Kyokusetsu Taiketsu!! Tenkai ni Ikari no Masenkō (Confrontation directe contre Piccolo !! Le Masenko de la colère au Paradis)                  | 30 octobre 1991       |
| [Filler] - Krilin et Son Gohan font face aux 4 acolytes de Garlic Jr. et à Petit-Cœur possédé dans le palais du Tout-Puissant. Garlic Jr. demande à Son Gohan de lui révéler où est son père. Le ton monte entre les deux : Son Gohan attaque Garlic Jr. et parvient à le griffer. Garlic Jr. se remémore alors leur précédente rencontre et se rappelle le potentiel de combat de son adversaire. Son Gohan s’apprête à lancer une attaque plus puissante mais Garlic Jr. le dissuade car il tient en otage le Tout-Puissant, miniaturisé et mis en bouteille. L’un des 4 acolytes profitent de la stupeur de Son Gohan pour le frapper et l’envoyer au sol. Un deuxième acolyte frappe Krilin qui se dirigeait vers Son Gohan pour le secourir. Garlic Jr. fait apparaître un trône maléfique devant le Palais et autorise ses diables à rosser Krilin et Son Gohan, à condition qu’ils ne les tuent pas car Garlic Jr. en a besoin pour appâter Son Goku. Son Gohan et Krilin continuent donc de se battre avec les deux acolytes de Garlic Jr. : l’un d’eux met Son Gohan en difficulté et lui lance dessus un rayon d’énergie. Krilin s’interpose pour protéger Son Gohan et prend le rayon de plein fouet. Le diable qui se battait contre Son Gohan de déchaîne et envoie alors une rafale de rayons d’énergie sur Krilin. Pendant ce temps, dans la tour de Karin, Marlene parvient à convaincre Karin et Yajirobé de lui préparer à manger. Gravement atteint, Krilin s’effondre sous les coups de son adversaire et encourage Son Gohan à récupérer l’eau divine. Son Gohan est en colère. Quelque part dans l’espace, Végéta s’entraîne et tente d’atteindre le stade de Super Guerrier, en vain. Soudain, il décèle une énergie qu’il juge être celle de Son Goku. Lorsqu’il se précipite pour voir de quoi il retourne, il ne trouve rien, toutefois il constate que la planète est dévastée, ce qui le convainc que c’est bien Son Goku qui vient de passer. Au palais du Tout-Puissant, les 2 diables qui se sont battus contre Son Gohan et Krilin unissent leur force et envoient une boule d’énergie sur Son Gohan, mais ce dernier parvient à la bloquer sans grande difficulté. Il contre-attaque et pulvérise les 2 diables, l’un après l’autre. Petit-Cœur, possédé par le démon, parvient à se libérer du diable qui le retenait et se jette rageusement sur Son Gohan, l’assomme puis l’étrangle. |                                                 |                                             | |                       |
| 112 | Petit-Cœur redevient Satan                      | みんなの心を取り戻せ!! 神殿に眠る超神水     | Minna no Kokoro wo Torimodose!! Shinden ni Nemuru Chō Shinsui (Rendez à tout le monde leurs esprits !! L’Eau Divine qui sommeille dans le palais de Dieu) | 6 novembre 1991       |
| [Filler] - Possédé par Garlic Jr., Petit-Cœur est redevenu un démon. Il se bat contre Son Gohan, contre lequel il a l’avantage. Les deux démons encore vivants de Garlic Jr. ordonnent à Petit-Cœur de les laisser finir le travail, mais celui-ci poursuit son combat avec acharnement. Garlic Jr. estime que c’est la haine que Petit-Cœur éprouvait à l’égard de Son Gohan à l’origine qui est remontée à la surface. Pendant que le combat se poursuit, Krilin s’approche discrètement de Garlic Jr. et essaie de lui subtiliser les fioles dans lesquelles le Tout-Puissant et Mr Popo sont emprisonnés. En vain, Krilin échoue contre un mur de protection, après quoi Garlic Jr. l’attaque et l’envoie au tapis. Tandis que Garlic Jr. envoie sur Krilin une puissante boule d’énergie, Son Gohan déploie sa force pour se dégager des griffes de Petit-Cœur. Ce dernier est projeté en arrière et la boule d’énergie de Garlic Jr. le percute à la place de Krilin. Petit-Cœur se retrouve à terre, assommé. Mais tandis que Son Gohan s’approche de lui, Petit-Cœur se relève en hâte et plonge sur Son Gohan. Krilin s’interpose et c’est donc lui qui se fait attaquer par Petit-Cœur, qui le mord. Krilin s’effondre, inconscient. Dans la tour de Karin, Marlene joue aux cartes avec Karin et Yajirobé et aligne les victoires. Tandis que Son Gohan essaie de ranimer Krilin, Petit-Cœur l’attaque et le combat reprend. Petit-Cœur domine son adversaire et se multiplie même par 3 pour le rouer de coups. Son Gohan est également frappé par les 2 derniers diables de Garlic Jr. puis par Krilin, désormais possédé lui aussi par le démon. Petit-Cœur et Krilin attaquent ensuite Son Gohan ensemble. Son Gohan est à bout et Petit-Cœur s’apprête à lui donner un coup terrible. Mais Garlic Jr. l’arrête car il veut porter le coup de grâce lui-même. C’est alors que Petit-Cœur récupère à la surprise générale les fioles et les jette à Krilin, qui les ouvre pour libérer le Tout-Puissant et Mr Popo ! Garlic Jr. est furieux d’avoir été trompé ainsi. |                                                 |                                             | |                       |
| 113 | Un pouvoir grandissant                          | 朝まで待てない!! 神様の覚悟をきめた決死行   | Asa made Matenai!! Kamisama no Kakugo wo Kimeta Kesshikou (On ne peut attendre le matin !! Dieu met au point un plan suicidaire)                          | 13 novembre 1991      |
| [Filler] - Petit-Cœur et Krilin expliquent comment ils ont fait semblant d’être possédés par Garlic Jr. pour le piéger et libérer le Tout-Puissant. En effet, maintenant que le Tout-Puissant n’est plus l’otage de Garlic Jr., Petit-Cœur peut se battre sans retenue. Garlic Jr. ricane : il ne reste de toute façon plus assez de temps pour répandre l’Eau sacrée sur le monde avant l’aube, ce qui signifie qu’il sera trop tard pour libérer les habitants de la Terre des effets du nuage toxique. Sur Terre, c’est le chaos absolu. Selon Mr Popo, il y a encore une solution pour répandre l’Eau sacrée à temps sur le monde : il faut aller dans la zone divine et déverser l’Eau sacrée dans le trou où convergent les 7 courants universels. Le Tout-Puissant et Mr Popo s’embarquent en tapis volant pour cette mission. Son Gohan et Krilin combattent les 2 diables de Garlic Jr. et les mettent hors d’état de nuire, pendant que Petit-Cœur affronte Garlic Jr. Quelque part dans l’espace, Végéta continue de chercher Son Goku et de décimer des troupes de Freezer. Alors que Garlic Jr. semble en difficulté, il aperçoit l’Etoile de la Magie noire à travers le trou dans le plafond du palais du Tout-Puissant. Cette Etoile passe près de la Terre tous les 5000 ans et décuple alors les pouvoirs des êtres maléfiques. Sous l’influence de l’Etoile, Garlic Jr. se concentre et se transforme en géant, tandis que les 2 diables de Garlic Jr. reviennent à la vie. Arrivé dans la zone divine, le Tout-Puissant est mis au sol par un esprit maléfique. Au Palais du Tout-Puissant, le combat reprend. |                                                 |                                             | |                       |
| 114 | Le Mystère du firmament                         | 超過激に勝負だ!! 掟やぶりの神様             | Chō Kageki ni Syōbu da!! Okite Yaburi no Kamisama (Un combat démesuré !! Dieu enfreint les règles)                                                        | 20 novembre 1991      |
| [Filler] - Revigorés par la proximité de l’Etoile de la Magie noire, Garlic Jr. et ses 2 diables reprennent le combat. Dans la Zone divine, le Tout-Puissant et Mr Popo font face aux pièges tendus par l’esprit du Dieu de la Mort. Le Tout-Puissant manque de tomber dans un trou et est sauvé par Popo. N’ayant d’autres alternatives, le Tout-Puissant et Popo se mettent à courir, pourchassés par les attaques du Dieu de la Mort. Son Gohan et Krilin sont en difficulté : Krilin est assommé et est projeté dans le vide, inconscient, à l’extérieur de la plate-forme où se niche le palais du Tout-Puissant. Son Gohan essaie de le suivre pour le sauver mais les 2 diables lui barrent la route. Déployant sa colère, Son Gohan projette de puissantes tornades d’énergie qui font exploser les 2 diables. Son Gohan peut ainsi aller sauver Krilin. Pendant ce temps, Petit-Cœur est mis au tapis par Garlic Jr. qui croit même l’avoir tué. Il réalise alors qu’il a peut-être commis une erreur : si Petit-Cœur est mort, le Tout-Puissant le sera avec lui et Garlic Jr. ne pourra plus rassembler les 7 boules de cristal pour ressusciter son père. Il se fait une raison et se dit qu’il trouvera bien un autre moyen de ressusciter son père, et voit Son Gohan revenir sur la plate-forme du Palais du Tout-Puissant. Il n’est pas surpris que Son Gohan se soit débarrasser des 2 diables mais il compte désormais le vaincre. C’est alors que Petit-Cœur refait surface, apparemment en forme. Il attaque Garlic Jr. et le met au sol, lui indiquant que ce qu’il a gagné en puissance, il l’a perdu en rapidité. Dans la Zone divine, le Tout-Puissant et Popo se font arrêter par un mur de verre. Popo se rappelle alors que la zone sacrée est divisée en différentes parties : seule l’autorisation du Dieu de la Mort permettra au Tout-Puissant et Popo de franchir cet obstacle. Le Tout-Puissant ne se laisse pas faire et détruit lui-même le mur de verre. Il continue son chemin suivi par Popo mais soudain il éprouve des difficultés à respirer, et sa main se met à disparaître. C’est semble-t-il le signe que son âme est sur le point de quitter son corps. À distance, Petit-Cœur est affecté par ce phénomène, ce qui le perturbe dans son combat contre Garlic Jr. alors qu’il avait l’avantage. Le Tout-Puissant et Popo parviennent difficilement à poursuivre leur route et arrivent à destination, tandis que Petit-Cœur encaisse les coups de Garlic Jr. Alors que ce dernier s’apprête à donner un coup de poing redoutable à Pett-Cœur, Son Gohan s’interpose et bloque son attaque. |                                                 |                                             | |                       |
| 115 | Un tour diabolique                              | 効いたぜ超神水!! 世界が悪夢からさめた       | Kiita ze Chō Shinsui!! Sekai ga Akumu kara Sameta (L’Eau Divine a fait effet !! Le monde se réveille d’un pénible cauchemar)                              | 27 novembre 1991      |
| [Filler] - Sur Terre, la situation est toujours aussi chaotique. Sur la plate-forme du Palais du Tout-Puissant, Son Gohan attaque Garlic Jr. Petit-Cœur est toujours perturbé par des phénomènes de disparition liés aux difficultés rencontrées par le Tout-Puissant, qui subit les attaques d’anciennes divinités dans la Zone divine. Le Tout-Puissant concède qu’il est peut-être une divinité inférieure par rapport à eux mais il aime tous les habitants de la Terre et il est prêt à donner sa vie pour les sauver. Son Gohan continue de dominer Garlic Jr. : il met un magistral coup de tête dans le dos de Garlc Jr. qui est transpercé de part en part, puis essaie de l’achever avec une boule de feu. Mais Garlic Jr. est immortel : il se relève et résorbe le trou dans son ventre. Garlic Jr. fonce sur Son Gohan apeuré mais Petit-Cœur s’interpose. À ce moment-là, le Tout-Puissant est frappé par un éclair dans la zone divine et Petit-Cœur ne peut enchaîner : Garlic Jr. le met au tapis puis fait de même avec Krilin et Son Gohan. À la surprise de Garlic Jr., Krilin se relève d’un bond et parvient à donner un coup de pied à Garlic Jr. puis à le piéger avec une boule de feu téléguidée. Furieux, Garlic Jr. attrape Krilin et commence à l’étrangler. Petit-Cœur se redresse à son tour et attaque Garlic Jr. Mais Petit-Cœur est à nouveau perturbé par ce qui arrive au Tout-Puissant et son coup est sans effet sur Garlic Jr., qui l’attrape par la tête et la presse comme un citron. Dans la tour Karin, Marlene et Yajirobé se disputent tandis que Maître Karin s’inquiète car il ne reste plus beaucoup de temps pour libérer les Terriens du démon. Son Gohan se relève, du coup Garlic Jr. a un bref instant de distraction dont Krilin et Petit-Cœur profitent pour frapper leur adversaire et le saisir à leur tour. Petit-Cœur demande alors à Son Gohan d’en profiter pour attaquer. Dans la Zone divine, le Tout-Puissant confie à Mr Popo la tâche d’acheminer l’Eau sacrée, pendant que lui attirera l’attention des divinités. Il est alors foudroyé par un nouvel éclair. Ceci oblige Petit-Cœur à lâcher la pression et permet à Garlic Jr. de se dégager et d’éviter la boule de feu que Son Gohan avait préparée. Pendant ce temps, Mr Popo arrive au but et déverse l’Eau sacrée dans le trou qui permettra de la répandre sur le monde. Les Terriens reprennent leur aspect normal. En rage, Garlic Jr. s’élève dans les airs et fait apparaître la Zone morte, un immense vortex, afin d’aspirer Son Gohan, Krilin et Petit-Cœur dans les ténèbres.                        |                                                 |                                             | |                       |
| 116 | La Fin de la magie noire                        | 悟飯に一瞬の勝機!! あの魔凶星を撃て…        | Gohan ni Isshun no Syōki!! Ano Makyōsei wo Ute… (Gohan a une petite chance de victoire !! Détruisez la planète Makyo…)                                    | 4 décembre 1991       |
| [Filler] - Garlic Jr. a fait apparaître la Zone morte pour aspirer ses ennemis dans les ténèbres, mais Son Gohan a créé un bouclier d’énergie pour se protéger ainsi que Krilin et Petit-Cœur, ce dernier étant affaibli par les attaques subies au même moment par le Tout-Puissant dans la Zone divine. Pour triompher de Garlic Jr., Petit-Cœur demande à Son Gohan de désactiver son bouclier et de détruire l’Etoile de la Magie noire, qui donne à Garlic Jr. sa puissance. Mais Son Gohan refuse car il ne veut pas condamner Petit-Cœur et Krilin à être condamnés. Son Gohan augmente même l’intensité de son bouclier. Sur Terre, l’Eau sacrée se répand et libère les habitants de la Terre du démon. Dans la Zone divine, les dieux cessent leurs attaques contre le Tout-Puissant, elles le raniment alors qu’on le croyait perdu et le renvoient à son palais avec Mr Popo. Tous deux sont attirés vers la Zone morte. Toutefois, ceci a permis à Petit-Cœur de retrouver ses capacités : il quitte le bouclier protecteur de Son Gohan, ramène le Tout-Puissant et Mr Popo en lieu sûr puis s’attaque à Garlic Jr. mais celui-ci le tient en respect au moyen de rayons d’énergie. Krilin quitte également le bouclier d’énergie et va prêter main-forte à Petit-Cœur. Du coup, Son Gohan a le champ libre et il envoie une puissante boule de feu dans l’Etoile de la Magie noire, qui explose. Garlic Jr. en perd son pouvoir et est aspiré dans la Zone morte, qui se referme ensuite. Quelque part dans l’espace, Végéta est toujours à la recherche de Son Goku. Tortue géniale, Bulma, Yamcha et Chichi reprennent leur aspect normal et semblent ne se souvenir de rien. Chichi est en colère car elle ne retrouve pas son fils. Au Palais du Tout-Puissant, Petit-Cœur félicite Son Gohan pour sa victoire. En ayant détruit l’Etoile de la Magie noire, Son Gohan a fait perdre à Garlic Jr. ses pouvoirs de sorciers et notamment son immortalité. Selon Petit-Cœur, la famille de Garlic est définitivement hors d’état de nuire. La vie sur Terre reprend son cours normal : Yamcha, Bulma, Oolong et Plume coulent des jours heureux sur l’île de Tortue géniale, Krilin flirte avec Marlene et Chichi oblige son fils à faire ses exercices d’école… |                                                 |                                             | |                       |
| 117 | En âge de se marier                             | 男だねェ…クリリン101回目のプロポーズ        | Otoko da nee… Kuririn Hyaku Ikkaime no Puropōzu (Tu es un homme… Krilin. La 101e demande en mariage)                                                      | 11 décembre 1991      |
| [Filler] - La paix est revenue sur Terre depuis la défaite de Garlic Jr. Krilin et Marlene font du shopping : Marlene voit une robe de mariée dans une vitrine et demande si Krilin peut l’acheter. Krilin en déduit que Marlene souhaite l’épouser. Pendant ce temps, Tortue géniale invite Bulma, Yamcha, Chichi et les autres pour fêter le 1000e anniversaire de la Tortue de mer qui habite sur son île. Krilin et Marlene arrivent après les autres à la fête et Krilin révèle à ses amis, en l’absence de Marlene, qu’il a l’intention de demander sa main. Tortue géniale s’indigne que Krilin ne lui ait pas demandé l’autorisation de se marier avec Marlene : le vieux maître accepte que Krilin se marie avec Marlene à condition que… cette dernière lui fasse une petite danse du ventre ! En guise de réponse, Bulma encastre Tortue géniale dans le mur d’un coup de poing. Pendant la nuit qui suit la fête, la Tortue de mer révèle à Krilin l’existence d’une perle en forme de larme de sirène au fond de la mer. Selon la légende, celui qui trouve cette perle et la remet à sa bien-aimée a l’assurance que son couple vivra heureux. Krilin part avec Son Gohan chercher la perle : lorsque les deux compères touchent au but, ils doivent affronter un gigantesque banc de poissons qui protègent la perle. Son Gohan convainc Krilin de renoncer à prendre la perle aux poissons. Dépité, Krilin retourne sur l’île de Tortue géniale et annonce à Marlene qu’il rompt avec elle. Alors qu’il s’éloigne, Marlene lui dit qu’elle était prête à l’épouser Le temps que ce qu’elle ait dit arrive au cerveau de Krilin et qu’il se retourne, Marlene a disparu. Un jeune homme l’embarque dans sa voiture pour aller faire du shopping. Krilin retourne à la maison de Tortue géniale et annonce en souriant qu’il a rompu avec Marlene car elle était trop compliquée pour lui. Mais des larmes coulent de ses yeux, cachés par des lunettes de soleil. |                                                 |                                             | |                       |

## SagaCyborgs
La quatrième saison, composée des épisodes 118 à 138 (21 épisodes), a été diffusée entre le 18 décembre 1991 et le 10 juin 1992.
Elle est réalisée par Daisuke Nishio et scénarisée par Takao Koyama.
Elle contient les arcs suivants : l'arc Freezer contre Trunks, l'arc C-19 et C-20, ainsi que l'arc C-16, C-17 et C-18.
| No | Titre français                       | Titre japonais                            | Titre japonais | Date de 1re diffusion |
| No | Titre français                       | Kanji                                     | Rōmaji | Date de 1re diffusion |
| --- | ------------------------------------ | ----------------------------------------- | --- | --------------------- |
| 118 | Freezer contre-attaque               | あれが地球だよパパ… フリーザ親子の逆襲    | Are ga Chikyū dayo papa… Furīza Oyako no Gyakushū (Voici la Terre, Papa… La contre-attaque de Freeza, père et fils)                        | 18 décembre 1991      |
| [Chapitre 329 + Filler] - Une année s’est écoulée depuis la défaite de Freezer et Son Goku n’est toujours pas revenu sur Terre. Krilin s’entraîne sur l’île de Tortue géniale. Chichi a engagé un précepteur, Mr Chu, pour s’occuper de l’instruction de Son Gohan. Celui-ci est particulièrement sévère et donne de nombreux coups de fouet à Son Gohan lorsque celui-ci lui répond. Considérant que Son Gohan est un cas particulièrement difficile, le précepteur demande à Chichi de doubler son salaire, après avoir distillé au passage quelques critiques sur Son Goku comme sur son fils. C’en est trop pour Chichi qui s’empare du précepteur et le projette par la fenêtre… Pendant ce temps, la capsule de Végéta est tombée en panne de carburant et Végéta est revenu dans la propriété du père de Bulma. Végéta veut savoir où est Son Goku mais Bulma lui ordonne d’aller prendre une douche. Elle en profite pour mettre les vêtements de Végéta à la lessive, contraignant ce dernier à porter une chemise rose ridicule. Tandis que le père de Chichi s’étrangle de rire en écoutant sa fille lui raconter comment elle a mis le précepteur à la porte, Son Gohan reçoit un appel de Krilin. Tous deux ont senti quelque chose : une immense force se rapproche de la Terre. Ce ne peut être que Freezer. Accompagné de son père, Freezer arrive sur Terre dans l’intention de se venger de Son Goku puis de détruire la planète. Il a répéré la capsule spatiale de Son Goku et sait que celui-ci arrivera bientôt sur Terre. |                                      |                                           | |                       |
| 119 | Le Mystérieux Sauveur                | フリーザはボクが倒す… 悟空を待つ謎の少年  | Furīza wa Boku ga Taosu… Gokū wo Matsu Nazo no Shōnen (C’est moi qui vaincrai Freeza… Le mystérieux jeune homme attend Goku)               | 15 janvier 1992       |
| [Chapitre 330 et 331] - Le vaisseau spatial de Freezer arrive sur Terre. Freezer est accompagné de son père et de quelques soldats. Il semble que ses pouvoirs soient décuplés. Végéta, Yamcha, Ten Shin Han, Chaoz, Krilin, Son Gohan, Piccolo et même Bulma sont venus l’attendre sur Terre. Le vaisseau spatial atterrit un peu à l’écart du groupe : Végéta recommande de ne pas voler pour se rapprocher du vaisseau, afin d’éviter d’être abattu. Lorsque Freezer sort du vaisseau et voit la Terre, il se remémore la fin de son combat contre Son Goku. Après l’explosion de la planète Namek, le principal "morceau" de Freezer a flotté dans l’espace jusqu’à ce que son père et ses sbires ne le retrouvent. Freezer a ensuite été soigné et reconstitué à l’aide de prothèses cybernétiques. Avant l’arrivée de Son Goku, Freezer a l’intention de s’attaquer aux habitants de la Terre en guise d’apéritif. Il envoie quelques-uns de ses hommes semer la terreur mais ceux-ci sont arrêtés et découpés en morceaux par un jeune combattant armé d’un sabre. Ce mystérieux combattant porte un manteau frappé du logo de la Capsule Corporation… |                                      |                                           | |                       |
| 120 | Mauvaise surprise pour Freezer       | フリーザを一刀両断!! もう一人の超サイヤ人 | Furīza wo Ittō Ryōdan!! Mou Hitori no Sūpā Saiya-jin (Freeza coupé en deux en un seul coup !! Un autre Super Saiyajin)                     | 22 janvier 1992       |
| [Chapitre 331] - Le mystérieux combattant défie Freezer. Il élimine en quelques coups de sabre tous les soldats du tyran. À quelques kilomètres de là, Végéta et les autres ont senti cette nouvelle force mais ne parviennent pas à l’identifier. Alors que Freezer s’apprête à se battre en personne contre ce jeune guerrier, celui-ci révèle qu’il est également un Super Saiyan, comme Son Goku. Il se transforme en Super Guerrier. En ressentant l’énergie dégagée, Végéta comprend qu’il doit s’agir d’un Super Saiyan, et que Son Goku n’est pas le seul Super Guerrier de l’univers : cette pensée lui est insupportable. Freezer envoie des boules d’énergie sur son adversaire, mais celui-ci en sort parfaitement indemne. Même Kaioh ne sait pas qui est ce mystérieux guerrier. Excédé, Freezer projette une immense boule d’énergie au sol afin de détruire la Terre. Mais son adversaire la bloque d’une seule main ! Freezer envoie une petite boule d’énergie qui provoque l’explosion de la grande boule mais son adversaire s’en tire sans dommage et passe à l’attaque. Il envoie une boule de feu que Freezer esquive puis arrive dans le dos du tyran et le découpe en deux d’un puissant coup de sabre. |                                      |                                           | |                       |
| 121 | Qui est ce mystérieux guerrier ?     | オッス!! ひさしぶり… 帰って来た孫悟空     | Ossu!! Hisashiburi… Kaettekita Son Gokū (Yo !! ça faisait longtemps… Le retour de Son Goku)                                                | 29 janvier 1992       |
| [Chapitre 332 et 333] - Après avoir coupé Freezer en deux d’un coup d’épée, le mystérieux combattant porte plusieurs coups de sabre afin de découper le tyran en plusieurs petits morceaux, puis il envoie une puissante boule d’énergie afin de les faire disparaître : cette fois, Freezer est définitivement mort. Végéta et les autres ont assisté à la scène et Végéta a bien reconnu qu’il s’agissait de Freezer. Son père, le Général Cold, félicite le jeune combattant et lui propose même de devenir son fils en remplacement de Freezer. Il demande également à jeter un œil sur l’épée qui a vaincu Freezer, et le combattant la lui prête. Persuadé que sans cette épée le mystérieux combattant ne peut plus rien contre lui, le Général Cold s’attaque à son adversaire mais celui-ci bloque l’épée entre ses doigts et envoie une boule d’énergie qui transperce le buste du Général Cold et le projette à plusieurs mètres. Le Général Cold supplie son adversaire de lui laisser la vie et est même prêt à lui donner une galaxie en échange, mais le mystérieux jeune homme ne s’en laisse pas conter : il projette une première boule d’énergie qui pulvérise le Général Cold, puis une deuxième qui provoque l’explosion de son vaisseau spatial. Le mystérieux combattant se retourne alors vers Végéta et les autres et leur propose d’aller attendre Son Goku un peu plus loin : selon lui, Son Goku atterrira sur Terre dans environ 3 heures. Lorsque le combattant et les autres arrivent à l’endroit où Son Goku est supposé atterrir, les questions fusent. Le mystérieux combattant révèle qu’il a 17 ans, qu’il est un Super Guerrier et qu’il n’a encore jamais rencontré Son Goku, il ne peut en dire plus. Végéta refuse de croire qu’il s’agit d’un Super Saiyan, sous prétexte notamment qu’il n’a pas les cheveux noirs. Bulma remarque que le manteau du combattant porte l’écusson de la Capsule Corporation mais l’explication en est secrète elle aussi. Au domicile de Son Goku, Chichi montre à son père le matériel pédagogique qu’elle a acheté pour que Son Gohan puisse aussi étudier en dormant. Pendant l’attente, Bulma note un air de famille entre ce combattant et Végéta, mais Krilin ne partage pas son avis. Ten Shin Han se demande s’il ne s’agit pas d’un guerrier que Son Goku a rencontré dans l’espace, mais Chaoz en doute, car le combattant a l’air de connaître la Terre. Après approximativement 3 heures d’attente, une capsule spatiale atterrit sur Terre. Son Goku en sort et salue ses amis. |                                      |                                           | |                       |
| 122 | Le Secret bien gardé !               | ボクの父はベジータです… 謎の少年の告白    | Boku no Chichi wa Bejiita desu… Nazo no Shōnen no Kokuhaku (Mon père est Végéta… La révélation du mystérieux jeune garçon)                 | 5 février 1992        |
| [Chapitre 333, 334 et 335] - Son Goku est étonné que tous ses amis l’attendent alors qu’il sort de sa capsule spatiale. Bulma explique que c’est le mystérieux combattant qui leur a indiqué où et quand ilatterrirait, mais Son Goku ne le connaît pas. Piccolo lui indique que c’est ce garçon qui a vaincu Freezer et qu’il peut se transformer en Super Saiyan, même si Végéta refuse d’y croire. Le mystérieux combattant demande à parler seul à seul avec Son Goku et tous deux se mettent à l’écart du groupe. Son Goku remercie le garçon et lui révèle qu’il aurait pu arriver à temps pour vaincre Freezer grâce à la technique de la transmission instantanée, une technique de téléportation apprise sur Yardrad. Le garçon en déduit qu’il a changé le cours de l’histoire en intervenant, mais Son Goku ne comprend pas bien. Son Goku et le garçon se transforment en Super Guerriers. Végéta est jaloux ! Ensuite, le garçon attaque Son Goku avec son épée pour le tester, mais Son Goku parvient à bloquer tous les coups avec ses doigts. En confiance, le garçon révèle à Son Goku qu’il vient du futur : il a fait un bond de 20 ans en arrière. Il s’agit de Trunks, le fils de Végéta. Il apprend à Son Goku que dans 3 ans, deux monstres feront leur apparition sur une île à 9 km de la capitale et détruiront tout sur leur passage. Il s’agit de cyborgs, inventés par le Dr Gero. Celui-ci a survécu à la destruction de l’Armée du Ruban rouge et a continué ses expériences afin de diriger le monde. Il a créé deux cyborgs : l’un d’eux à lui-même tué le Dr Gero. Le garçon révèle qu’il s’est battu contre les cyborgs mais qu’il a perdu et a été obligé de s’enfuir : il est pourtant le dernier Guerrier de l’espace encore vivant dans son univers. Selon lui, si rien ne change, une terribe bataille aura lieu dans 3 ans au cours de laquelle Végéta, Piccolo, Krilin, Yamcha et les autres périront. Son Gohan survivra un peu plus longtemps et apprendra à ce garçon à se battre, puis sera tué à son tour. Il ne sera plus possible de ressusciter personne puisque les boules de cristal auront disparu avec Piccolo. Son Goku ne pourra pas se battre contre les cyborgs car il sera victime d’une grave maladie cardiaque. Le garçon donne à Son Goku des comprimés développés dans le futur, qui permettront à Son Goku de survivre à sa maladie. Le jeune combattant est persuadé que ceci permettra à Son Goku d’arrêter les cyborgs. Sa mère aussi en est persuadée, elle qui a envoyé son fils 20 ans en arrière dans une machine à voyager dans le temps de sa conception… Son Goku comprend que Bulma est la mère du garçon ! Celui-ci supplie Son Goku de ne rien révéler de son identité à ses amis, pour éviter un scénario où il ne naîtrait jamais ! Le garçon repart chez lui et promet qu’il fera son possible pour venir aider Son Goku dans 3 ans. Petit-Cœur, dont le sens de l’ouïe est très développé, a entendu toute la conversation. Il rapporte le récit de Trunks concernant les cyborgs. Tout le monde s’engage à s’entraîner sans relâche afin d’être prêts pour lutter contre eux. |                                      |                                           | |                       |
| 123 | La Nouvelle Technique de Son Goku    | 悟空の新必殺技!? 見てくれ、オラの瞬間移動 | Gokū no Shin Hissatsu Waza!? Mitekure, Ora no Shunkan Idō (Goku maitrise une technique fatale !? Le déplacement instantané)                | 12 février 1992       |
| [Chapitre 336] - Après le départ de Trunks, Végéta demande à Son Goku comment il s’est enfui de la planète Namek. Son Goku explique que lors de la chute du vaisseau de Freezer dans un fossé, il a aperçu une capsule spatiale appartenant à un combattant des forces spéciales et a pu y entrer au dernier moment (ce qui est en contradiction avec ce que l’on voit dans l’épisode 106 "L’explosion d’un héros"). La capsule est ensuite allée vers la destination programmée initialement pour les Forces spéciales. Son Goku est resté un an sur cette planète et y a appris la technique du Déplacement instantané : celle-ci consiste à pouvoir se téléporter auprès de quelqu’un, à condition de se concentrer sur cette personne et de ressentir sa présence. Son Goku fait la demonstration en allant chercher en quelques secondes les lunettes de Tortue géniale, à 10 000 km de là où se trouvent Son Goku et ses amis. Bulma a soudain une idée : il suffirait d’éliminer le Dr Gero maintenant pour qu’il ne fabrique pas ses robots. Alléché par l’idée de se battre contre les cyborgs, Végéta interdit Bulma de mettre ce plan à exécution. Son Goku est du même avis que Végéta, d’autant que le Dr Gero n’a pas fabriqué de robot pour l’instant et qu’il ne peut donc s’en prendre à lui. Krilin expose une théorie à laquelle personne ne comprend rien. Végéta "rappelle" qu’il est le chef de la bande et part s’entraîner chez le père de Bulma. Ten Shin Han et Chaozu partent s’entraîner. Son Goku et Son Gohan rentrent chez eux, accompagnés de Piccolo. Krilin part s’entraîner chez Tortue géniale. Végéta demande au père de Bulma de lui préparer une salle d’entraînement où la gravité sera multipliée par 300. Chichi s’oppose à ce que Son Gohan interrompe encore ses études pour s’entraîner, mais elle finit par céder à Son Goku après que celui-ci, ne mesurant pas sa force, lui donne une petite tape sur l’épaule qui la projette à travers le mur de la maison. Krilin s’entraîne sérieusement sur l’île de Tortue géniale bien que ce dernier le dérange en voulant lui montrer l’un ou l’autre article intéressant. En guise d’entraînement, Son Gohan doit contrer les attaques simultanées de Son Goku et Piccolo. Végéta a mis le dispositif à 150G et s’entraîne sans relâche. |                                      |                                           | |                       |
| 124 | La Grande Préparation                | こえてやる…悟空を!! 戦闘民族サイヤ人の王  | Koeteyaru…Gokū wo!! Sentō Minzoku Saiya-jin no Ou (Je te surpasserai… Goku !! Le roi des Saiyajin, le peuple guerrier)                     | 19 février 1992       |
| [Filler] - Dans la propriété du père de Bulma, Végéta s’entraîne dans une capsule spatiale équipée d’un dispositif pour multiplier la force de gravité par 300. Tandis que Végéta fait une pause, Yamcha teste également la machine avec 300G mais il est cloué au sol et parvient avec beaucoup de difficulté à se hisser pour appuyer sur le bouton qui désactive le système d’augmentation de la gravité. Le père de Bulma révèle que Végéta lui demande toujours plus de nouveaux outils pour s’entraîner et qu’il finit toujours par les réduire en bouillie. La mère de Bulma avoue avoir un faible pour Végéta par rapport à Son Goku. Lors d’une séance d’entraînement, Végéta provoque l’explosion de la capsule spatiale. Gravement blessé, il est mis au repos et Bulma veille sur lui. Végéta fait un rêve dans lequel Son Goku et Trunks le narguent et se transforment en Super Guerriers, puis il se remémore le jour où son père lui a appris qu’il avait été choisi dès sa naissance pour être le meilleur Guerrier de l’Espace. Il se réveille alors et bien que bandé de partout, il part s’entraîner dans une capsule spatiale en réglant l’augmentation de la gravité à 400G. Pendant ce temps, Yamcha quitte la propriété du père de Bulma pour s’entraîner ailleurs, et Son Goku, Son Gohan et Petit-Cœur continuent de s’entraîner ensemble. |                                      |                                           | |                       |
| 125 | Une nouvelle épreuve pour Son Goku   | 免許皆伝？ 悟空の新たなる試練             | Menkyo Kaiden? Gokū no Aratanaru Siren (Passer le permis ? Une nouvelle épreuve pour Goku)                                                 | 26 février 1992       |
| [Chapitre 336 + Filler] -Pendant que Son Goku, Son Gohan et Petit-Cœur poursuivent leur entraînement, Chichi échappe par miracle à un sanglier en revenant des courses, puis elle aperçoit les voisins qui reviennent chez eux en voiture. Furieuse, elle enguirlande Son Goku à son retour à la maison et ordonne à ce dernier ainsi qu’à Petit-Cœur de passer leur permis ! Pendant ce temps, Végéta continue de s’entraîner en ayant réglé la force de gravité de la capsule à 450G. Son Gohan s’enfuit en cachette de chez lui avec son ami dinosaure pour voir son père et Petit-Cœur suivre les cours. Après quelques débuts difficiles, Son Goku commence à se débrouiller et dépasse Petit-Cœur dont le style est plutôt pépère… Piqué au vif, Petit-Cœur entre en rage et fait la course pour repasser Son Goku. Le tout se termine dans une manœuvre à la limite de la sportivité puis un crash monumental ! Son Goku va ensuite faire des exercices sur une vraie route, en montagne. L’instructeur est particulièrement sévère avec lui. Devant eux, un bus transportant des enfants est envoyé dans le ravin par une avalanche. Son Goku et Petit-Cœur interviennent pour éviter au bus de chuter et sauvent tout le monde. Les instructeurs félicitent Son Goku et Petit-Cœur mais considèrent que des hommes forts comme eux n’ont pas besoin d’un permis de conduire. Apprenant qu’ils ont échoué, Chichi s’énerve et s’évanouit. Trois années plus tard, Son Goku, Son Gohan et Petit-Cœur s’envolent vers le lieu où les cyborgs sont censés se manifester. |                                      |                                           | |                       |
| 126 | L'Arrivée des cyborgs                | 気配を持たぬ殺人鬼 どいつが人造人間だ!?   | Kehai wo Motanu Satsujinki Doitsu ga Jinzō Ningen da!? (Les meurtriers dont on ne peut sentir la présence. Lesquels sont les Androïdes !?) | 4 mars 1992           |
| [Chapitre 337 et 338] - Trois ans après le départ de Trunks, Son Goku et ses amis se sont donné rendez-vous comme convenu sur l’île Damembo où les cyborgs sont censés apparaître. Ten Shin Han a jugé plus prudent de laisser Chaoz en chemin, estimant qu’il n’était pas de taille pour un tel combat. Bulma est venue au rendez-vous pour voir les cyborgs avec son bébé, Trunks, dont le père est Végéta. Le père de Bulma a préparé un nouveau jouet pour Trunks mais il trouve sa chambre vide et suppose que Bulma est encore allée montrer son fils à ses voisins. Yajirobé vient remettre des haricots magiques à Son Goku puis s’en va mais son aéronef est alors endommagé par les cyborgs C-19 et C-20. Ceux-ci se dirigent ensuite vers la ville. Étant donné qu’il s’agit de cyborgs, ils n’ont pas de conscience et nos amis ne peuvent repérer leur énergie. Ces derniers se dispersent pour les trouver en ville pendant que Son Gohan vient en aide à Yajirobé, tombé dans la mer à la suite de l’attaque des cyborgs. Les cyborgs agressent des habitants de la ville : les cris d’effroi d’une passante permet à Yamcha de les repérer. Il constate qu’ils portent le logo de l’armée du Ruban rouge. Yamcha n’a pas le temps de porter un coup que C-20 lui empoigne la mâchoire et le tient en suspension. Le cyborg a l’intention de puiser son énergie en le transpercant de son bras. |                                      |                                           | |                       |
| 127 | La Rencontre                         | 冷血20号の悪逆非道!! 悟空、怒りの超変身   | Reiketsu Nijyūgō no Akugyaku Hidō!! Gokū, Ikari no Chō Henshin (Les atrocités de l’inhumain no 20 !! La furieuse transformation de Goku)   | 11 mars 1992          |
| [Chapitre 339 et 340] - Son Goku, Ten Shin Han, Petit Cœur et Krilin arrivent sur les lieux où Yamcha est en fâcheuse posture face aux cyborgs. Après lui avoir puisé son énergie, C-20 lâche Yamcha qui s’effondre au sol, inconscient. Son Goku note qu’il respire encore et demande à Krilin de le conduire près de Bulma pour lui donner des haricots magiques. C-20 est surpris que Son Goku et ses amis connaissent l’existence des cyborgs et le lieu de leur débarquement. Son Goku, Ten Shin Han et Petit Cœur sont prêts à se battre contre les cyborgs lorsque Son Goku demande que le combat ait lieu dans un endroit désert, pour éviter de mettre en danger des innocents. C-20 est d’accord… et commence à mitrailler la ville avec ses yeux ! La moitié de la ville est pulvérisée en quelques secondes ! Son Goku porte un coup de poing à C-20 pour l’arrêter. C-20 encaisse le coup sans problème et accepte de se battre à l’endroit que Son Goku aura choisi. Son Goku, C-20, C-19, Petit Cœur et Ten Shin Han s’envolent vers un lieu désert pour poursuivre le combat. Krilin, Son Gohan et un Yamcha revigoré les suivent. Face aux reproches de Bulma, Yajirobé explique qu’il ne peut pas suivre les autres puisqu’il ne sait pas voler. Sur l’île de Tortue géniale, le maître et Oolong regardent leur émission de gymnastique tout en s’entraînant assidument, mais le programme est interrompu par un flash spécial expliquant qu’il y a eu une terrible explosion sur l’île de Damembo. Chaoz est inquiet mais Tortue géniale et Oolong le rassurent. Une fois que les cyborgs et l’équipe de Son Goku arrivent dans un lieu désert, le combat s’apprête à commencer mais Son Goku a l’air anormalement essoufflé. Les cyborgs expliquent qu’ils savent tout de Son Goku et de ses amis car ils l’ont espionné avec un insecte robotisé depuis le jour où l’armée du Ruban rouge a été vaincue. 22e tournoi d’arts martiaux, combat contre Satan Petit Cœur, 23e tournoi d’arts martiaux, combat contre Raditz, Nappa et Végéta… L’insecte a suivi tous ces combats, a tout enregistré et a transmis toutes les données au Dr Gero, le concepteur des cyborgs. Toutefois, l’insecte n’a pas suivi Son Goku sur Namek (note : ce n’est pas précisé mais on peut supposer que l’insecte n’a pas pu suivre Son Goku lorsqu’il s’est entraîné chez Kaioh) et les cyborgs ignorent donc les dernières techniques de Son Goku, notamment sa faculté de se transformer en Super Guerrier. Son Goku se transforme et se lance à l’assaut des cyborgs. |                                      |                                           | |                       |
| 128 | La Botte secrète des cyborgs         | 悟空、ダブルショック!! 病と敵のはさみ撃ち | Gokū, Daburu Syokku!! Yamai to Teki no Hasamiuchi (Un double choc pour Goku !! Pris entre la maladie et l’ennemi)                          | 18 mars 1992          |
| [Chapitre 341 et 342] - Son Goku commence son combat contre C-19 et prend l’avantage sur son adversaire. Pendant ce temps, Marlene arrive sur l’île de Tortue géniale et interrompt le vieux maître ainsi qu’Oolong dans leur lecture : elle cherche à savoir où est Krilin. Tortue géniale explique alors à Marlene qu’il est parti se battre contre les cyborgs de l’Armée du Ruban rouge, et relate comment tout a commencé lorsque Son Goku a éliminé le Ruban rouge à lui tout seul : on voit notamment quelques images du combat contre le Sergent Metallic, la mort de Tao Pai Pai et l’assaut final de Son Goku dans le QG du Ruban rouge… Bien que Son Goku domine le combat, Petit-Cœur et Son Gohan remarquent qu’il a l’air fatigué, gêné par quelque chose. C-20 réalise pour sa part que Son Goku est bien plus robuste que prévu et que C-19 aura du mal à l’emporter. Lorsque Son Goku envoie une vague énergétique sur C-19, ce dernier jubile et tend la main pour absorber toute l’énergie déployée par Son Goku. C-19 se lance sur Son Goku et lui inflige une série de coups. Son Goku cherche à contre-attaquer mais il a du mal à respirer. Soudain, Son Gohan comprend : son père est victime d’un problème cardiaque ! Petit-Cœur se rappelle maintenant que Trunks en avait parlé… |                                      |                                           | |                       |
| 129 | Le Retour de Végéta                  | ベジータ強し!! 目覚める超サイヤ人の血     | Bejīta Tsuyoshi!! Mezameru Sūpā Saiya-jin no Chi (La puissance de Végéta !! Le réveil du sang des Super Saiyajin)                          | 25 mars 1992          |
| [Chapitre 342 et 343] - Son Goku a beaucoup de mal à respirer à cause d’un problème cardiaque et ne peut continuer le combat. Petit-Cœur se rappelle que Trunks avait donné un médicament que Son Goku devait prendre dès qu’il ressentirait les premiers symptômes de cette maladie. Krilin donne un haricot magique à Son Goku mais il ne fait pas effet et C-19 envoie Son Goku au tapis. Son Gohan explique que Son Goku n’avait jamais ressenti de symptômes jusqu’à présent et qu’il n’a donc jamais pris le médicament donné par Trunks. C-19 continue de corriger Son Goku, si bien que celui-ci perd ses pouvoirs de Super Guerrier de l’Espace. C-19 se jette ensuite sur Son Goku pour lui absorber son pouvoir. Petit-Cœur, Ten Shin Han, Yamcha, Krilin et Son Gohan veulent s’interposer mais C-20 leur bloque le passage et envoie deux rayons d’énergie avec ses yeux qui envoient Petit-Cœur au sol. Soudain, C-19 reçoit un puissant coup de pied et est projeté par terre : c’est Végéta qui vient d’arriver sur les lieux et qui prétend être le seul autorisé à battre Son Goku. Petit-Cœur se relève et explique qu’il a fait semblant d’être touché gravement pour détourner l’attention des cyborgs. Végéta considère que Son Goku a agi comme un imbécile, il ordonne de le faire soigner. Yamcha emporte Son Goku ; C-19 cherche à s’interposer mais C-20 l’en dissuade et lui recommande de se concentrer sur ceux qui restent. Bulma, Yajirobé (note : Bulma appelle Yajirobé "Balance" dans la version française de cet épisode) et le bébé Trunks prennent l’appareil de Bulma pour se rendre sur les lieux du combat et voir à quoi ressemblent les cyborgs. Krilin hésite à abandonner le lieu du combat mais Son Gohan refuse de ne rien faire contre les cyborgs ; pour sa part, Petit-Cœur note que Son Goku est tombé malade plus tard que ce que le Trunks du futur avait annoncé, et il en déduit que le cours de l’histoire a peut-être changé lorsque Trunks est venu du futur 3 ans plus tôt, et que le combat n’est donc pas perdu d’avance. C-19 a l’autorisation de C-20 pour se battre avec Végéta. C-19 dit connaître toutes les techniques de Végéta mais ce dernier lui prépare une surprise : comme Son Goku, Végéta peut désormais se transformer en Super Guerrier de l’Espace ! Il explique à Krilin qu’il est arrivé à développer cette faculté par le travail. Il est parvenu à trouver le secret de la transformation lors d’un entraînement dans l’espace, où il cherchait à repousser une météorite qui allait entrer en collision avec la planète sur laquelle il s’exerçait. C-19 est moins impressionné que C-20 par la transformation de Végéta : il se lance à l’attaque du Prince des Guerriers… |                                      |                                           | |                       |
| 130 | Le Secret du docteur Gero            | 20号の不敵な笑い… ドクターゲロの秘密      | Nijūgō no Futeki na Warai… Dokutā Gero no Himitsu (Le sourire provocateur de no 20… Le secret du Docteur Gero)                             | 8 avril 1992          |
| [Chapitre 343, 344 et 345] - C-19 attaque Végéta et lui inflige une série de coups. Mais Végéta les encaisse sans difficulté et en conclut qu’il n’a rien à craindre des cyborgs. Végéta contre-attaque et fait mordre la poussière à C-19 en quelques secondes. Alors que Végéta s’approche de C-19 inconscient, ce dernier se redresse et agrippe Végéta pour lui absorber son énergie via la paume de ses mains. Mais après quelques secondes, Végéta parvient à se dégager avec ses pieds et lui arrache les deux mains! Terrifié, C-19 prend la fuite mais Végéta le pulvérise grâce à sa technique Big Bang Attack, soit une puissante boule de feu. Pendant ce temps, Yamcha ramène Son Goku pour le faire soigner. Quant à Bulma, elle aperçoit la fumée dégagée par l’attaque de Végéta et se dirige vers le lieu du combat, malgré les objections de Yajirobé. Malgré la défaite de C-19, C-20 dit que Végéta n’a aucune chance contre lui. Végéta reprend son aspect normal et défie C-20. C’est alors que C-20 s’enfuit pour se cacher dans les montagnes. Végéta demande à Krilin un haricot magique pour récupérer l’énergie absorbée par C-19 ; après avoir mangé le haricot, il se retransforme en Super Guerrier et part à la poursuite de C-20, en ordonnant aux autres guerriers de ne pas rester dans ses pattes. Petit-Cœur comprend que Végéta a perdu beaucoup d’énergie pendant son combat contre C-19 et qu’il n’aurait pu venir à bout de C-20, alors il a fait semblant d’être confiant. Petit-Cœur croit que Végéta a désormais dépassé Son Goku. Petit-Cœur, Ten Shin Han, Krilin et Son Gohan partent chercher après C-20 dans les montagnes rocheuses. Végéta ne parvenant pas à le trouver, envoie une boule d’énergie pour faire le ménage : une aubaine pour C-20 qui en profite pour absorber cette énergie avec la paume de ses mains. C-20 parvient ensuite à semer Végéta ; il est surpris par la force du Prince des Guerriers et se dit qu’il serait plus prudent de retourner à son laboratoire. Il s’aperçoit alors que Son Gohan, Ten Shin Han, Petit-Cœur et Krilin ne sont pas loin. Il envisage d’absorber leur énergie, ce qui lui permettrait de venir à bout de Végéta. |                                      |                                           | |                       |
| 131 | Qui sont les cyborgs ?               | 事実は未来より恐ろしい!? トランクスの疑惑 | Jijitsu wa Mirai yori Osoroshii!? Torankusu no Giwaku (Une réalité encore plus terrifiante que le futur !? Les doutes de Trunks)           | 15 avril 1992         |
| [Chapitre 346 et 347] - C-20 est caché dans les montagnes : comme il ne dégage pas d’énergie, les autres guerriers ne peuvent le repérer. C-20 note que Petit-Cœur est le plus fort après Végéta. Il décide donc de s’attaquer à lui pour absorber son énergie et ensuite se mesurer à Végéta. C-20 attrape Petit-Cœur par surprise et l’empêche de bouger comme de parler, puis commence à pomper son énergie. Par voie télépathique, Petit-Cœur dit à Son Gohan qu’il est en danger. Son Gohan vient au secours de Petit-Cœur en propulsant C-20 au sol d’un coup à la tête. Végéta, Ten Shin Han et Krilin ont entendu et arrivent sur les lieux. Krilin donne un haricot magique à Petit-Cœur qui le mange et récupère toute son énergie. Petit-Cœur demande alors à Végéta de lui laisser C-20 et de ne pas lui venir en aide. C-20 se réjouit car il considère qu’il n’est pas assez fort pour battre Végéta, mais c’est bien Petit-Cœur qui a le dessus. Pendant ce temps, le Trunks du futur est arrivé près de l’île d'où les cyborgs sont partis. Sa machine à voyager a des problèmes et il n’a pu arriver à temps. Il repère l’énergie des guerriers qui affrontent C-20 et se rend dans leur direction. Yamcha est arrivé chez Chichi et Son Goku est au lit, terriblement souffrant. Le combat entre Petit-Cœur et C-20 se poursuit, et Petit-Cœur continue de dominer, il finit même par trancher en deux l’un des bras de C-20. De son côté, Trunks passe sur le lieu où a eu lieu le combat contre C-19 : il trouve la tête inerte de C-19, mais ne reconnaît pas ce cyborg ! Le Trunks du futur arrive ensuite sur les lieux du combat avec C-20 et Petit-Cœur prononce son nom à voix haute. Végéta comprend alors qu’il s’agit de son fils venu du futur. Trunks regarde C-20 avec effroi : il ne le reconnaît pas lui non plus, C-19 et C-20 ne sont pas les cyborgs dont Trunks avait annoncé l’arrivée. L’histoire s’éloigne de celle racontée par Trunks… |                                      |                                           | |                       |
| 132 | À la recherche du laboratoire        | 追撃!! ドクターゲロ 謎の研究所を探し出せ  | Tsuigeki!! Dokutā Gero Nazo no Kenkyūjo wo Sagashidase (Chasse à l’homme !! Docteur Gero. Trouvez le mystérieux laboratoire)               | 22 avril 1992         |
| [Chapitre 347 et 348] - Bulma et Yajirobé s’approchent du lieu du combat. Lorsqu’ils le survolent, Bulma reconnaît en C-20 le Dr Gero. C-20 a un plan pour profiter de l’arrivée de Bulma et s’échapper ; il annonce qu’il va rejoindre son laboratoire puis libérer les cyborgs C-17 et C-18. Puis il dégage une rafale d’énergie qui provoque l’accident de l’avion de Bulma. Profitant que tout le monde est ébloui, C-20 parvient à s’échapper : il s’enfuit à pied par les montagnes car il sait qu’il se ferait repérer s’il voulait retourner au laboratoire en volant. Pendant l’attaque, le Trunks du futur a sauvé Bulma et le bébé Trunks du crash mais il est furieux que Végéta ne soit pas intervenu. La seule préoccupation de Végéta est de retrouver C-20. Bulma annoce que C-20 est le Dr Gero, elle a reconnu son visage qu’elle avait déjà vu dans un magazine. Végéta est furieux que le Trunks du futur se soit trompé en leur disant que le Dr Gero était mort. Petit-Cœur se demande si C-17 et C-18 sont les 2 cyborgs annoncés par le Trunks du futur. Pendant ce temps, Son Goku est toujours au lit, souffrant, avec Chichi et Yamcha à son chevet. Bulma croit que le laboratoire du Dr Gero est près de la Cité du Nord. Végéta veut se mettre en route vers le laboratoire. Pas pour détruire C-17 et C-18 avant qu’ils soient activés, comme le suppose Petit-Cœur dans un premier temps… mais pour les combattre ! Trunks essaie de lui barrer la route et de le convaincre d’attendre le rétablissement de Son Goku, mais Végéta n’est pas du tout d’accord et prend la direction indiquée par Bulma. Le Trunks du futur le suit car, dit-il, il ne veut pas voir son père mourir à nouveau. Ces paroles intiguent Bulma, si bien que Petit-Cœur lui révèle la vérité sur l’identité de Trunks. L’avion de Bulma étant inutilisable, Son Gohan ramène Bulma, Yajirobé et le bébé Trunks chez eux, tandis que Petit-Cœur, Ten Shin Han et Krilin se donnent pour mission de trouver le laboratoire du Dr Gero avant Végéta. Alors qu’il croit avoir semé ses ennemis, C-20 voit passer Végéta, le Trunks du futur puis Petit-Cœur, Ten Shin Han et Krilin dans la direction de son laboratoire. Il comprend que c’est peut-être Bulma qui leur a donné l’emplacement du laboratoire, une information qui pourrait lui avoir été transmise par son père le Pr Brief. Pendant qu’il suit Végéta, Trunks se remémore les paroles de sa mère sur son père. Végéta cherche à le semer mais Trunks se transforme en Super Guerrier et parvient à rester au contact. Gêné par le poids de ceux qu’il doit porter, notamment Yajirobé, Son Gohan a beaucoup de mal à voler rapidement. |                                      |                                           | |                       |
| 133 | Le cauchemar devient réalité         | そして恐怖が現実に… 目覚める17号と18号!!  | Soshite Kyōfu ga Genjitsu ni… Mezameru Jū-Nanagō to Jū-Hachigō!! (Et la terreur devient réalité… no 17 et no 18 sont activés !!)           | 6 mai 1992            |
| [Chapitre 349 et 350] - Suivi par Trunks, Végéta vole vers les montagnes où le laboratoire du Dr Gero est supposé se trouver. Il veut empêcher Végéta de se battre seul contre les cyborgs. Pendant ce temps, Son Goku qui est souffrant dans son lit a un cauchemar : il élimine C-19 puis met C-20 au tapis, mais ce dernier se redresse et lui envoie une drôle de créature qui étrangle Son Goku. Son Gohan continue de voler pour ramener Bulma et le bébé Trunks chez eux ; Yajirobé se demande si l’on peut faire confiance au Trunks du futur. Petit-Cœur, Ten Shin Han et Krilin arrivent à la Cité du Nord : ils se séparent et prennent chacun 2 haricots magiques avec eux pour partir à la recherche du laboratoire de Dr Gero. Krilin repère C-20 qui attaque un chasseur ; le combat s’engage et C-20 est sur le point de porter un coup fatal à Krilin lorsqu’il s’interrompt et choisit de s’enfuir en apercevant Petit-Cœur qui survole les environs. C-20 se rend à son laboratoire mais Krilin le piste et envoie des ondes télépathiques pour appeler Petit-Cœur et Ten Shin Han en renfort ; Végéta et le Trunks du futur captent également ces ondes et viennent également sur les lieux. À l’intérieur du laboratoire, C-20 active C-17 et C-18 ; en fait il les a déjà activés mais avait dû les éteindre car il ne pouvait les contrôler. À peine sortis de leur capsule, C-17 et C-18 repèrent tous deux le boîtier de télécommande qui permet à C-20 de les activer et désactiver à l’envi, et ils font semblant de se montrer obéissants avec C-20. Ten Shin Han, Krilin et Petit-Cœur essaient d’ouvrir la porte métallique du laboratoire. C-20 demande à C-17 et C-18 de se débarrasser d’eux mais C-17 désobéit et lui subtilise le boîtier qu'il détruit immédiatement. Bien que Trunks demande d’attendre le rétablissement de Son Goku avant d’affronter les cyborgs, Végéta ne l’écoute pas et détruit la porte d’entrée métallique. Le Trunks du futur confirme que C-17 et C-18 sont bien les cyborgs dont il avait annoncé l’arrivée il y a 3 ans. |                                      |                                           | |                       |
| 134 | Le Dernier né                        | すべてが手遅れか!? 悟空を殺す最終兵器     | Subete ga Teokure ka!? Gokū wo Korosu Saishū Heiki (Est-il déjà trop tard !? L’arme ultime pour tuer Goku)                                 | 13 mai 1992           |
| [Chapitre 350 et 351] - C-20 explique à C-17 et C-18 qu’ils doivent se méfier des amis de Son Goku, notamment parce qu’ils ont détruit C-19. En fait, C-17 et C-18 ne connaissaient pas l’existence de C-19 et ils interrogent C-20 à ce sujet. On apprend notamment que c’est C-19 qui a transformé le Dr Gero en cyborg et ce dernier avoue à demi-mot que C-19 a été conçu comme un cyborg absorbeur d’énergie (par opposition aux cyborgs à "énergie éternelle" comme C-17 et C-18) car il était ainsi plus facile à contrôler, mais C-18 en déduit qu’il était moins puissant. C-20 ordonne à C-17 et C-18 d’éliminer les amis de Son Goku mais ils refusent d’obéir. C-18 remarque qu’il y a un autre cyborg, C-16, qui est désactivé. C-20 est effrayé à l’idée que C-17 et C-18 puissent activer C-16, il les supplie de ne pas le faire, car ceci pourrait selon lui détruire la galaxie ! C-20 explique que C-16 est un prototype raté. Alors que C-18 est sur le point de l’activer, C-20 se jette sur elle mais elle l’envoie au sol. C-18 continue d’interroger C-20 : si C-16 est un échec, pourquoi C-20 l’a-t-il gardé alors qu’il a détruit tous les cyborgs jusqu’au no 15 ? C-20 explique qu’il avait l’intention de le réparer et il défend à nouveau à C-17 et C-18 d’activer C-16. Après analyse, C-17 considère qu’il est plus fort que C-16, ce que C-20 confirme, et demande à C-18 de l’activer. C-18 enclenche le bouton d’activation ; C-20 lui hurle d’arrêter lorsque C-17 le frappe par derrière. Puis il donne à C-20 un coup de pied qui lui tranche la tête, qu’il pulvérise d’un nouveau coup de pied. Ensuite, il se tourne vers Krilin et le défie du regard puis repart vers C-18 pour lui demander d’activer C-16. Végéta essaie de défier les cyborgs mais C-17 ne prend même pas la peine d’écouter ce qu’il dit. C-18 s’apprête à activer C-16 lorsque Trunks se transforme en super guerrier et envoie une boule de feu pour empêcher l’activation de ce cyborg. Le laboratoire explose mais C-17 et C-18 parviennent à s’échapper avec la machine où C-16 est rangé. Végéta insulte Trunks d’imbécile car il aurait dû se douter qu’il n’était pas assez rapide. C-18 fait sortir C-16 de sa machine. Trunks est certain qu’il n’a jamais vu ce cyborg. C-17 et C-18 demandent à C-16 pourquoi ils devraient avoir peur de lui mais C-16 ne répond pas. En revanche, il a un objectif commun avec C-17 et C-18 : détruire Son Goku. Ils se mettent tous les quatre en route vers la maison de ce dernier. Végéta est furieux que les cyborgs ne l’aient pas remarqué, lui, le Prince des Guerriers. Il se transforme en Super Guerrier pour partir à leur poursuite mais Trunks lui barre la route et lui demande d’attendre le rétablissement de Son Goku avant d’aller au combat. Végéta s’énerve et donne un coup de poing dans le ventre de Trunks, puis il part à la poursuite des cyborgs. Trunks demande à Krilin et les autres d’empêcher Végéta d’aller au combat. Krilin réalise que Son Gohan et Bulma sont eux aussi en route vers la maison de Son Goku et qu’ils risquent de tomber sur les cyborgs : Trunks, Krilin, Petit-Cœur et Ten Shin Han se lancent alors à la poursuite des cyborgs et de Végéta. Son Goku est souffrant dans son lit mais Yamcha lui donne un médicament qui atténue la douleur. Étant donné que la maladie qui affecte Son Goku est d’ordre viral, Yamcha et Chichi prennent également le médicament. C-17 invite C-16 et C-18 à faire une pause : ils s’arrêtent sur une route afin de voler la prochaine voiture qui passe. Les cyborgs discutent et on apprend que contrairement à C-17 et C-18, C-16 n’a jamais été un être humain, c’est un cyborg sans base humaine. Végéta arrive sur les lieux et défie les cyborgs. Il traite respectivement C-17, C-18 et C-16 de petit gringalet, de fillette et de gros lard et menace même de les détruire tous les 3 en même temps. C-18 demande à C-16 de montrer ce qu’il sait faire et d’éliminer Végéta mais il refuse. C-18 décide donc d’affronter elle-même Végéta. |                                      |                                           | |                       |
| 135 | Un cyborg sans peur et sans reproche | かわいい顔で超パワー!? 18号に死角なし     | Kawaii Kao de Chō Pawā!? Jū-Hachigō ni Shikaku Nashi (Joli visage et super pouvoirs !? no 18 n’a aucun point faible)                       | 20 mai 1992           |
| [Chapitre 352 et 353] - Le combat s’engage entre C-18 et Végéta. C-17 note que Végéta est plus puissant que ce que les données du Dr Gero laissaient à penser. Le sayain domine les débats mais C-18 ne montre pas de signe de douleurs. Histoire de jouer, elle emmène Végéta se battre sur une autoroute : les deux adversaires s’attaquent au milieu des voitures, ce qui provoque de nombreux accidents, puis reviennent à leur point de départ. Végéta envoie une attaque que C-18 évite et qui provoque l’explosion d’un camion. Sur l’île de Tortue géniale, Marlene fait de la planche à voile : alors qu’elle fait signe en direction de l’île, Tortue géniale croit que c’est à lui qu’elle s’adresse er lui fait signe à son tour. En fait, Marlene faisait signe à la tortue de mer. Pour se venger, le vieux maître projette une crotte de nez sur la tortue de mer. Végéta demande à C-18 de ne pas retenir ses coups : elle accepte et surprend Végéta d’un violent coup de tête. Lorsque celui-ci veut contre-attaquer, elle lui inflige un terrible coup de genou dans le ventre puis le projette contre les rochers. C’est à ce moment que Trunks, Petit-Cœur, Krilin et Ten Shin Han arrivent sur les lieux du combat. Végéta, visiblement blessé mais en vie, est furieux de voir Trunks dans ses pattes : il annonce qu’il était sur le point de battre C-18 et qu’ils ont tout gâché. C-17 se dit alors que C-18 va avoir du mal à combattre tous ces combattants à elle seule et qu’il devrait peut-être intervenir. C-16 refuse d'y aller car il n’est programmé que pour tuer Son Goku. À la suite de ces paroles, C-17 soupire puis se rapproche des lieux du combats. Trunks supplie à Végéta de s'enfuir, tandis que C-18 appuie ses propos, assurant à son adversaire qu'elle n'est pas intéressée de se battre contre un lâche. Végéta lui répond de manière cinglante qu'il est sur le point de la balayer en affichant le même niveau de confiance. Il n'aurait donc aucun intérêt à fuir. Il ajoute ensuite qu'il préfèrerait mourir de la main de son adversaire que de se battre aux côtés des nouveaux arrivants. C-17 applaudit son discours, attirant l'attention de tout le groupe, et félicite Végéta pour ses aptitudes au combat, jugeant sa prestation qu'il est digne de porter le titre de Prince des Sayains. Le cyborg ajoute que si l'un des arrivants interrompt le duel entre Végéta et C-18 pour prêter main-forte à Végéta, il se jettera lui aussi dans la bataille. Végéta le rassure et refroidit dans le même temps Trunks et les autres, les sommant de ne pas intervenir, car aucun ne possède le niveau de puissance de lui et de C-18. C-18 lui propose alors de poursuivre leur duel, ce que Végéta accepte évidemment. La cyborg relance les hostilités et envoie Végéta dans les airs mais celui-ci riposte et envoie C-18 dans une montagne rocheuse avant de lui envoyer un Big Bang Attack. La cyborg n'a pas le temps de se remettre de l'attaque que s'écrase l'explosion sur elle, sous le regard impressionné des spectateurs. Dans un puissant fracas, l'attaque du sayain provoque un nuage de fumée dans lequel Végéta plonge quelques instants plus tard et y retrouve C-18, blessée mais en vie. Végéta enrage de la voir encore en vie mais lui promet de l'écraser pour de bon. C-18 enlève sa veste et déclare qu'elle n'en revient pas que Végéta puisse la pousser si loin dans ses retranchements, malgré son corps organique. Elle demande à Végéta si Son Goku est plus fort que lui. Végéta répond que les pouvoirs de Son Goku n’ont dépassé les siens qu’une seule fois, il y a longtemps, mais que désormais, la comparaison n'a plus rien d'être. C-18 s'étonne alors de sa réponse et s'attend à un combat ennuyant puisque selon elle, Végéta ne sait pas se battre : Végéta est furieux et attaque la cyborg. Le sayain et la jeune femme échangent les coups, Végéta se bat avec fougue, C-18 plie mais ne rompt pas. Trunks est lui aussi impressionné par la puissance de son père et croît en ses chances, mais Piccolo le refroidit et déclare que Végéta va se faire tuer. En effet, le sayain s'épuise plus vite que son adversaire et perd en vélocité. Ses coups sont moins puissants et ses mouvements plus lents. C-18 commence à faire reculer le sayain au coeur des montagnes rocheuses. Végéta se démène, mais C-18 retourne la situation à son avantage et multiplie les coups qui n'en finissent pas de mater Végéta. Ce dernier encaisse de moins en moins les coups et finit par perdre le fil du combat. La cyborg lui assène un puissant coup de genou dans l'abdomen, puis le frappe en l'envoyant dans les airs. Végéta s'écrase lourdement contre un rocher et hurle de douleur. Mais Végéta n'est pas encore K.O. Le sayain fait preuve à nouveau d'une grande résistance, malgré les coups qu'il a subi. C-18 marche tranquillement vers lui, en le provoquant d'un petit sourire. Végéta hésite un instant, puis se rébelle à nouveau. Son aura de sayain explose et Végéta repart à l'assaut. Mais son coup manque de tranchant et C-18 l'esquive facilement en sautant. La jeune femme en profite pour assommer Végéta d'un puissant coup de pied. Le sayain est complètement sonné et titube sur le champ de bataille. C-18 en profite pour s'envoler et se rapproche de lui. La cyborg finit par le corriger par un foudroyant coup de pied dans le bras droit de Végéta, qui n'a pas eu le temps de voir le coup venir. ; le Prince des Guerriers en hurle de douleur. Alors que C-18 s'apprête à en finir, Trunks se transforme en Super Guerrier et se jette sur elle, pour venir en secours de son père. |                                      |                                           | |                       |
| 136 | Un combat inégal                     | 誰にも奴らを止められない… Z戦士全滅か!?   | Darenimo Yatsura wo Tomerarenai… Zetto Senshi Zenmetsu ka!? (Personne ne peut les arrêter… Extermination totale des guerriers Z !?)        | 27 mai 1992           |
| [Chapitre 354 et 355] - Trunks transformé en Super Guerrier se jette sur C-18 et lui inflige un coup de sabre mais celui-ci se casse en morceaux lorsqu’il touche le cyborg. C-17 arrive par derrière et assomme Trunks. Petit-Cœur et Ten Shin Han se lancent à l’attaque de C-17 mais il les neutralise facilement. Végéta tente d’attaquer C-17 pendant qu’il étrangle Ten Shin Han mais C-18 attrape Végéta par les pieds et le propulsent contre Trunks, qui s’était relevé. Végéta et Trunks se retrouvent au sol, ce dernier reprenant son apparence normale. Krilin est resté à l’écart, il est effrayé par la puissance de C-17 et C-18, et intrigué par C-16 qui joue avec les oiseaux. Petit-Cœur se relève et attaque C-17 : celui-ci lâche Ten Shin Han et contre-attaque, mettant Petit-Cœur hors d’état de nuire. Végéta se redresse en surtout et tente de surprendre C-18 en lui envoyant une boule d’énergie, mais elle riposte et met à nouveau Végéta au tapis. Végéta reprend son apparence normale. Ceci n’échappe pas aux cyborgs qui ne comprennent pas ce phénomène, et qui sont intrigués par Trunks. Entendant les cris d’effroi de Krilin, C-17 et C-18 se dirigent vers lui. Pendant ce temps, Tortue géniale se repose sur la plage devant sa maison, le visage masqué par un magazine pour se protéger du soleil. Tandis qu’elle fait de la planche à voile, Marlene se voit inviter par deux jeunes hommes à prendre un café. Elle tombe de la planche mais la Tortue de mer la sauve de la noyade. Tandis que Marlene s’apprête à accompagner les deux hommes, la Tortue de mer lui barre le chemin et lui rappelle qu’elle a promis d’attendre le retour de Krilin. Les esprits s’échauffent et les deux hommes attaquent la Tortue de mer… qui les corrige et les fait fuir. Sur la route où les cyborgs ont combattu, C-17 conseille à Krilin de donner des haricots magiques à ses amis et de les encourager à s’entraîner pour se battre moins mollement. C-17 ne demande pas d’informations sur Son Goku à Krilin car il trouve que ce sera plus amusant si la recherche de Son Goku est difficile. Son Gohan est sur le point d’arriver chez lui mais Bulma le manipule pour qu’il aille chez elle d’abord, soutenue par Yajirobé qui se dit qu’il y aura à manger chez Bulma. Krilin essaie de raisonner les cyborgs mais C-17 et C-18 lui font comprendre que leur objectif est Son Goku, non pas pour accomplir la mission du Dr Gero, mais par jeu. |                                      |                                           | |                       |
| 137 | La Décision de Petit-Cœur            | ピッコロの決意!! とっておきの最後の手段   | Pikkoro no Ketsui!! Totteoki no Saigo no Shudan (La décision de Piccolo !! Son ultime recours)                                             | 3 juin 1992           |
| [Chapitre 355] - Krilin donne des haricots magiques pour réanimer Ten Shin Han, Petit-Cœur, Trunks et Végéta, tous trois mis au tapis par C-17 et C-18. Petit-Cœur avoue avoir sous-estimé la puissance des cyborgs. Enragé par sa défaite, Végéta quitte les lieux et Petit-Cœur dissuade Trunks de le suivre. Trunks explique que les cyborgs qu’ils viennent d’affronter sont encore plus puissants que les cyborgs qu’il connaissait dans son monde futur. Krilin demande à Petit-Cœur s’il a un plan et s’il peut lui révéler au nom de leur amitié : ceci rend Petit-Cœur furieux. Petit-Cœur révèle que Krilin ne sera jamais son ami : il fait partie de la famille des démons et collabore uniquement avec les amis de Son Goku parce qu’ils lui sont utiles pour contrôler le monde ! Puis Petit-Cœur s’en va en direction du Palais du Tout-Puissant. Krilin comprend de suite ce que Petit-Cœur a derrière la tête : fusionner avec le Tout-Puissant pour qu’ils ne refassent qu’un, pour que Petit-Cœur devienne un Super Namek de l’Espace ! Ceci risque de faire disparaître les boules de cristal. Krilin et Ten Shin Han révèlent qu’ils savent que Trunks est le fils de Bulma venu du futur, et que seul Végéta l’ignore encore. Pendant ce temps, Végéta est à la recherche des cyborgs : il les maudit et se promet de leur faire regretter de ne pas l’avoir éliminé. Sur l’île de Tortue géniale, Marlene et le vieux maître regardent la télévision lorsque des dizaines de jeunes hommes font leur apparition : Marlene s’ennuyait tellement sur l’île de Tortue géniale qu’elle a appelé tous ses fiancés. Elle prend ses bagages et part avec eux. Tortue géniale convient avec sa tortue de mer de ne jamais révéler à Krilin que Marlene est venue sur son île, afin de ne pas réveiller d’anciennes blessures. Trunks révèle que Son Goku devrait être guéri dans 10 jours ; Krilin propose donc de cacher Son Goku pendant une dizaine de jours. Ce dernier est toujours souffrant dans son lit et Chichi lui administre un médicament pour le calmer. Son Gohan dépose Bulma, Yajirobé et le bébé Trunks au siège de la Capsule Corporation mais il ne peut pas traîner et part directement voir son père. Le Tout-Puissant sait que Petit-Cœur est en route vers son palais. Il se remémore son passé. Lui et Petit-Cœur ne faisaient qu’un, soit un excellent guerrier, qui voulait prendre la place du Très-Haut. Ce dernier refusa et lui demanda de se débarrasser du Mal qui était en lui s’il voulait prendre sa place. Après un dur entraînement, le Tout-Puissant est parvenu à se séparer du Mal qui était en lui : ceci fit naître Satan Petit-Cœur, qui fit régner la terreur sur Terre jusqu’à ce que Son Goku le vainque. Le Tout-Puissant est prêt à refusionner avec Petit-Cœur. |                                      |                                           | |                       |
| 138 | Son Goku est à l'abri                | 歩く超破壊兵器!! 人造人間が悟空に迫る     | Aruku Chō Hakai Heiki!! Jinzō Ningen ga Gokū ni Semaru (Les armes de destruction sont en route !! Les Androïdes se dirigent vers Goku)     | 10 juin 1992          |
| [Chapitre 356 + Filler] - Petit-Cœur est arrivé chez le Très-Haut et il lui demande de lui prêter sa force ; il ne veut pas s’unir avec le Très-Haut mais simplement utiliser sa force pour devenir un Super Guerrier Namek, et venir à bout des cyborgs. Le Très-Haut a du mal à se décider et demande à Petit-Cœur de lui donner une bonne raison de lui donner sa force, estimant qu’après tous les cyborgs avaient attaqué les amis de Son Goku parce que ces derniers les avaient défiés les premiers… Petit-Cœur décide alors de patienter. Ten Shin Han part suivre un entraînement spécial avec Chaoz et promet qu’il reviendra aider ses amis lorsque la situation sera critique, même s’il estime qu’il risque de ne pas être très utile. Trunks s’interroge toujours sur le fait que les cyborgs soient plus puissants que ceux auxquels il est confronté dans son futur. Végéta est furieux, il maudit les cyborgs et jure de se venger d’eux. C-17, C-18 et C-16 volent une voiture pour se déplacer et ridiculisent une bande de motards qui a le malheur de les provoquer ; C-18 détruit également une voiture de police afin d’effrayer des policiers venus les arrêter. Krilin et Trunks arrivent chez Chichi : pensant que c’est Son Gohan, Chichi ouvre la porte énergiquement et percute le crâne de Krilin. Son Gohan arrive un peu plus tard à la maison de sa mère. Ils embarquent Son Goku dans une capsule volante pour le dissimuler aux cyborgs. Au siège de Capsule Corporation, Bulma reçoit un appel téléphonique… |                                      |                                           | |                       |

## SagaCell
La cinquième saison, composée des épisodes 139 à 165 (27 épisodes), a été diffusée entre le 17 juin 1992 et le 16 décembre 1992.
Elle est réalisée par Daisuke Nishio et scénarisée par Takao Koyama.
Elle contient les arcs suivants : l'arc Cell 1re forme, l'arc Cell 2e forme ainsi que la majeure partie de l'arc Cell forme parfaite.
| No | Titre français                                            | Titre japonais                              | Titre japonais | Date de 1re diffusion |
| No | Titre français                                            | Kanji                                       | Rōmaji | Date de 1re diffusion |
| --- | --------------------------------------------------------- | ------------------------------------------- | --- | --------------------- |
| 139 | Le mauvais présage                                        | 不吉な予感！ ブルマが知らせたミステリー     | Fukitsu na Yokan! Buruma ga Shiraseta Misuterī (Un mauvais pressentiment ! Bulma met le doigt sur un mystère)                                           | 17 juin 1992          |
| [Chapitre 357 + Filler] -Sur l’île de Kamé Sennin, le vieux maître, Oolong et sa tortue goûtent la cuisine de Chaozu. Kamé Sennin la trouve délicieuse et félicite Chaozu, tout comme Oolong même si ce dernier avoue qu’à côte de l’infecte cuisine de Krilin, tout paraît délicieux. Ten Shin Han arrive sur l’île et tandis que Kamé Sennin demande à Chaozu de rester avec lui, Ten Shin Han emmène Chaozu pour suivre un entraînement spécial. Dans la capsule volante où Son Goku est caché, Chichi ordonne à Son Gohan de ne pas perdre de temps et de faire ses devoirs. Maintenant qu’il sait où se trouve le laboratoire du Dr Gero, Trunks a l’idée de remonter le temps juste avant la création des cyborgs et tout détruire mais il réalise que ceci ne servirait qu’à sauver un autre futur parallèle. Krilin comprend alors que Trunks lui-même ne pourra pas changer le futur dont il vient et Yamcha se demande dès lors pourquoi il est venu. Trunks explique que c’était une idée de la Bulma du futur, qui n’en pouvait plus de voir les cyborgs dominer le monde. Trunks a notamment pour mission de repérer le point faible des cyborgs et si possible de ramener Son Goku dans son futur pour se débarrasser d’eux. Trunks revient sur les différences entre son futur et le temps présent, notamment l’existence de cyborgs supplémentaires : peut-être ne voyage-t-on pas impunément dans le temps ? C-16 révèle à C-17 et C-18 qu’il connaît l’endroit où habite Son Goku, toutefois C-17 n’est pas pressé de s’y rendre. Végéta fulmine toujours contre les cyborgs. Krilin appelle Bulma et celle-ci demande à parler au Trunks du futur : une machine à voyager dans le temps avec le sigle de la Capsule Corporation a été retrouvée à l’abandon. Ce n’est pas celle de Trunks puisque ce dernier a la capsule sur lui. La machine a l’air d’avoir été abandonnée depuis un petit moment. Trunks est étonné car il ne pense pas que sa mère ait construit plus d’une machine à voyager dans le temps. Bulma envoie une photo par fax de la machine et Trunks réalise avec stupeur que c’est bien sa machine ! |                                                           |                                             | |                       |
| 140 | Le passager de la seconde machine à voyager dans le temps | 邪悪の卵を発見!! 恐怖するトランクス         | Jyaaku no Tamago wo Hakken!! Kyōfu suru Torankusu (La découverte d’un œuf maléfique !! Un Trunks terrifié)                                              | 24 juin 1992          |
| [Chapitre 358 et 359] - Trunks a l’impression que la machine sur la photo faxée par Bulma est la même que la sienne, et il est de plus en plus convaincu que Bulma n’a pu fabriquer qu’une seule machine. Trunks, Son Gohan et Bulma se donnent rendez-vous à l’endroit où se trouve la machine abandonnée. En chemin, Trunks explique à Son Gohan que les cyborgs dans son futur ont pratiquement détruit la Terre, il ne reste plus beaucoup d’habitants sur Terre. Trunks se dit que les cyborgs doivent avoir un point faible car Dr Gero devait être très sûr de lui pour libérer C-17 et C-18, mais ce n’est qu’une hypothèse. Lorsqu’ils trouvent la machine abandonnée, Trunks jette la capsule contenant sa propre machine, et il se confirme que ce sont les deux mêmes : la machine abandonnée porte en effet la mention "Hope !!" que Trunks avait gravée sur sa machine avant de voyager dans le passé. La machine abandonnée est recouverte de mousse, comme si elle était restée là longtemps. La carlingue présente un gros trou, comme si on l’avait fait fondre de l’intérieur. À l’intérieur de la machine abandonnée, Trunks trouve deux moitiés d’une énorme coquille d’œuf mauve… D’après l’ordinateur de la machine, le passager mystérieux est arrivé dans la ligne du temps de Son Goku et ses amis 3 ans avant Trunks. Une forme de vie du futur se baladerait donc sur Terre, à l’insu de tous ! Pendant ce temps, Krilin et Yamcha ont caché Son Goku chez Kamé Sennin. Ceci inquiète Oolong qui se dit que les cyborgs viendront sur l’île de Kamé Sennin s’ils ne trouvent pas Son Goku chez lui. Kamé Sennin dit à Oolong de ne pas s’inquiéter car il est là, et il rappelle son palmarès de champion d’arts martiaux. Mais Oolong réplique que les exploits du vieux maître commencent à dater… Trunks remet les 2 machines dans leur capsule, tandis que Bulma prend la coquille d’œuf pour l’analyser. Soudain, Son Gohan aperçoit quelque chose : la carapace d’un insecte immense, qui vient de muer. Effrayée, Bulma retourne chez elle tandis que Trunks et Son Gohan vont chez Kamé Sennin. Au Palais du Tout-Puissant, ce dernier révèle à Petit-Cœur qu’il ressent un malaise depuis quelques années, probablement lié à l’arrivée de la machine et de son mystérieux passager. Selon lui, c’est la pire crise qui ait jamais menacé la Terre. Le jour où il cessera sa mission de Très-Haut, le Tout-Puissant pourra ne refaire qu’un avec Petit-Cœur. |                                                           |                                             | |                       |
| 141 | L’union fait la force                                     | かつてない敵に向けて… 超ナメック星人誕生!!  | Katsutenai Teki ni Mukete… Sūpā Namekku Seijin Tanjō (Face à un adversaire hors du commun… La naissance du Super Namekseijin)                           | 8 juillet 1992        |
| [Chapitre 359, 360 et 361] - Tandis qu’ils se dirigent vers la maison de Son Goku, les cyborgs s’arrêtent en chemin dans un magasin ; C-18 prend des vêtements et s’en va sans payer. C-18 se débarrasse des voitures de police lancées à leur poursuite. Dans son appareil volant, Bulma entend à la radio que toute la population de la ville de Ginger a disparu. Ginger se trouve à proximité de l’endroit où la machine abandonnée a été trouvée. Bulma appelle Krilin qui se trouve chez Kamé Sennin et lui demande de regarder les informations à la télévision. Sur place, un reporter constate qu’on trouve un peu partout dans la ville les vêtements des habitants qui ont disparu. Soudain, on entend des coups de feu et des cris, le reporter semble se faire attaquer lorsque la liaison est interrompue. Le Tout-Puissant accepte alors de ne redevenir qu’un avec Petit-Cœur ; ils décident de garder l’apparence physique de Petit-Cœur. Mr Popo a du mal à retenir ses larmes. Le nouveau Petit-Cœur se met en route vers la ville de Ginger. Trunks, depuis l’île de Kamé Sennin, décide d’en faire de même. Arrivé à Ginger, Petit-Cœur tombe nez à nez avec la créature qui s’est extraite de la machine à voyager dans le temps abandonnée. |                                                           |                                             | |                       |
| 142 | Un monstre aux pouvoirs effrayants                        | カメハメ波!? 悟空の気を持つモンスター       | Kamehameha!? Gokū no Ki wo Motsu Monsutā (Kamehameha !? Le monstre possédant la puissance de Goku)                                                      | 15 juillet 1992       |
| [Chapitre 361 et 362] - Petit Coeur comprend pourquoi la ville de Ginger est jonchée de vêtements en voyant la créature aspirer un homme et le vider de son sang. Sur l'île de Kamé Sennin, Son Gohan et ses amis ont l'impression d'entendre l'esprit de 2 Petit Coeur ainsi que les esprits de Freezer et de son père puis de Son Goku. Trunks se rapproche de Ginger et ressent alors la même chose. Le combat s'engage alors entre Petit Coeur et la créature. Les cyborgs ressentent une grande énergie et C16 explique à C17 et C18 que deux forces s'affrontent et que l'une d'elles possède le même pouvoir qu'eux. La créature explique à Petit Coeur qu'elle a dû régresser à l'état d'oeuf pour pouvoir voyager dans la machine à remonter le temps. Enfin elle utilise la technique du Kamehameha et à ce moment tous nos amis ressentent l'esprit de Son Goku... |                                                           |                                             | |                       |
| 143 | Un quatrième cyborg                                       | 憎悪と破壊の生命体!! 奴の名は人造人間セル   | Zouo to Hakai no Seimeitai!! Yatsu no Na wa Jinzō Ningen Selu (Une forme de vie née pour la haine et la destruction !! Son nom est l’Androïde Cell)     | 22 juillet 1992       |
| [Chapitre 363] - La créature attrape Petit Cœur et lui plante sa queue dans le bras pour lui aspirer son sang. Sur l'île de Kamé Sennin, Son Goku reprend des forces. Une armée de canons et de missiles est envoyée sur le lieu de combat de Petit Cœur et la créature, les canons et les missiles sont envoyés sur l'ennemi sans le blesser mais ça laisse un répit à Petit Coeur qui parvient à se libérer mais son bras gauche est complètement desséché. Petit Cœur s'avoue vaincu mais demande à la créature de lui expliquer qui il est avant de périr. Celui-ci lui explique qu'il est un cyborg créé par l'ordinateur du Docteur Gero et que son nom est Cell. Il explique aussi que l'ordinateur a emmagasiné sur Terre les cellules de Son Goku, Végéta, Petit Coeur et Freezer grâce à un minuscule robot espion qui est détruit par Petit Cœur. Cell lui dit alors que sa destruction était inutile car il sait maintenant ce qui lui manque pour devenir une créature parfaite. Il a en effet besoin d'absorber C17 et C18 qui à son époque avaient été éliminés par Végéta et c'est pour cette raison que, dans son monde, il a éliminé Trunks pour lui voler sa machine à remonter le temps et revenir dans le passé et retrouver les 2 cyborgs. Petit Coeur lui dit alors, avec un sourire qu'il ne le laissera pas faire..., il a en effet profité du récit de Cell pour se régénérer et soudain son bras repousse...Le combat peut reprendre... |                                                           |                                             | |                       |
| 144 | L’erreur de Petit-Cœur                                    | ピッコロ痛恨の大失敗！ セルが街に放たれた！ | Pikkoro Tsuukon no Dai Shippai! Celu ga Machi ni Hanatareta! (La grave erreur de Piccolo ! Cell s’enfuit de la ville !)                                 | 29 juillet 1992       |
| [Chapitre 364] - Petit Coeur révèle à Cell qu'il s'est uni avec le Tout Puissant, ce qui explique sa grande puissance. Trunks et Krilin arrivent sur les lieux du combat. Cell reconnaît immédiatement Trunks et est surpris qu'il soit vivant. Il décide de prendre la fuite en utilisant la "morsure du soleil" une des techniques de combat de Ten Shin Han. Il se rend alors dans une ville pour se régénérer. Végéta et Ten Shin Han arrivent sur le lieu où se trouvent Petit Coeur, Trunks et Krilin. Petit Coeur leur explique alors qui est Cell et les secrets de sa création et de sa force. |                                                           |                                             | |                       |
| 145 | Le secret de la naissance de Cell                         | セル誕生の秘密！ 研究所の地下に何がある!?   | Celu Tanjyō no Himitsu! Kenkyūjo no Tika ni Nani ga aru!? (Le secret de la naissance de Cell ! Que cache le sous-sol du laboratoire !?)                 | 5 août 1992           |
| [Chapitre 365] - Végéta assure qu'il a un plan et qu'il détruira Cell quelle que soit sa forme, il part alors de son côté. Trunks et Krilin décident de se rendre dans le laboratoire du docteur Gero pour détruire l'ordinateur qui programme Cell afin que ce dernier ne puisse pas nuire dans une dimension parallèle. Petit Coeur et Ten Shin Han vont essayer de retrouver les cyborgs pour tenter de les détruire. Sur l'île de Kamé Sennin Son Gohan s'entraîne et fait semblant de travailler à ses devoirs quand sa mère le rejoint...Au laboratoire du docteur Gero, Trunks trouve des plans du cyborg 17 et décide de les amener à sa mère pour qu'elle les étudie et trouve un éventuel point faible. Il détruit ensuite, avec l'aide de Krilin, le laboratoire comprenant l'embryon de Cell. Sur le chemin du retour, Trunks demande à Krilin d'aller seul chez Bulma car il a décidé d'aller s'entraîner avec son père même s'il a peur d'être mal accueilli. Chez Bulma, les plans du docteur Gero font forte impression sur Bulma et son père tant ils révèlent l'intelligence du docteur Gero… Pendant ce temps Cell s'est régénéré en absorbant l'énergie de nombreux habitants d'une ville... |                                                           |                                             | |                       |
| 146 | Le réveil de Son Goku                                     | 悟空闘いへの目覚め！ 超サイヤ人を超えろ!!   | Gokū Tatakai eno Mezame! Sūpā Saiya-jin wo Koero!! (Goku se réveille pour combattre ! Surpasse les Super Saiyajin !!)                                   | 12 août 1992          |
| [Chapitre 365] - Cell continue de tuer des gens pour leur pomper leur énergie vitale. Alors qu'il s'apprête à tuer une jeune femme et un enfant Krilin s'interpose. Cell le combat alors pour lui puiser son énergie mais Krilin est sauvé in extremis par l'arrivée de Petit Coeur et Ten Shin Han. Cell préfère fuir. Sur le chemin pour rejoindre son père, Trunks se remémore les changements qui existent entre l'époque d'où il vient et celle où il est actuellement. Il s'inquiète et a peur que ces changements dans le cours du temps soit de sa faute. Alors que Yamcha, San Gohan, Petit Coeur, Ten Shin Han et Krilin partent à la recherche de Cell, Son Goku se réveille enfin complètement guéri et s'apprête à s'entraîner durement pour vaincre ses ennemis... |                                                           |                                             | |                       |
| 147 | Une lueur d’espoir                                        | 修行を急げサイヤ人！ 精神と時の部屋で…      | Shugyō wo Isoge Saiya-jin! Seishin to Toki no Heya de… (Hâtez votre entraînement, Saiyajin ! Dans la Salle de l’Esprit et du Temps…)                    | 19 août 1992          |
| [Chapitre 366] - Son Goku décide d'aller s'entraîner dans la salle spéciale située dans le palais du Très Haut. Il se téléporte jusqu'à l'endroit où se trouve Son Gohan puis rejoint Trunks et Végéta par le même moyen. Il propose à Végéta de l'accompagner pour cet entraînement spécial ce qu'accepte d'emblée Végéta qui demande à entrer le premier. Son Goku accepte et lui dit qu'il entrera après avec Son Gohan et que donc Végéta devra aller dans la salle du temps avec Trunks. Cell, de son côté continue de décimer des villes entières. Arrivés au palais du Très Haut, Trunks et Végéta entrent donc les premiers dans la salle spéciale. Sur l'île de Kame Sennin sont réunis Petit Coeur, Krilin, Yamcha et Ten Shin Han. Les 3 cyborgs arrivent et demandent où est Son Goku. Petit Coeur décide de les éloigner pour les combattre... |                                                           |                                             | |                       |
| 148 | Les cyborgs repérés                                       | 天を裂く激烈光弾!! ピッコロVS人造人間17号   | Ten wo Saku Gekiretsu Kōdan!! Pikkoro tai Jinzō Ningen Jū-Nanagō (Le Gekiretsu Kodan qui déchire les cieux !! Piccolo contre l’Androïde no 17)          | 26 août 1992          |
| [Chapitre 367 et 368] - Alors que Végéta et Trunks sont toujours dans la salle du temps, Petit Coeur engage son combat contre C17 et prend très vite le dessus. Chez Bulma, pendant que son père tente d'endormir le bébé Trunks, Bulma continue ses recherches sur les plans des cyborgs. Sur l'île où se déroule le combat les forces s'équilibre et C17 résiste bien à Petit Coeur qui multiplie ses attaques. Après avoir lancé une attaque très puissante, Petit Coeur pense avoir enfin vaincu C17 mais s'aperçoit que ce dernier a utilisé un bouclier d'énergie pour se protéger. Dans une ville où il est en train de sucer de l'énergie vitale Cell perçoit l'aura de Petit Coeur qui se bat et comprend qu'il est en train d'affronter les cyborgs. Il décide de rejoindre les combattants pour absorber les cyborgs... |                                                           |                                             | |                       |
| 149 | Tout près du but                                          | この日を待っていた!! セル・完全体への序曲   | Kono Hi wo Matteita!! Celu･Kanzentai eno Jyokyoku (J’attendais ce jour !! Cell, prélude d’une forme parfaite)                                           | 9 septembre 1992      |
| [Chapitre 368] - Le combat entre Petit Coeur et C17 se poursuit. Sur l'île de Kame Sennin, Krilin ressent l'approche de Cell et tout le monde s'inquiète. A la maison de la Capsule, Bulma a enfin trouvé le moyen de rendre inoffensifs les cyborgs et appelle Krilin pour lui expliquer qu'elle a réussi à fabriquer un boîtier identique à celui du Docteur Gero qui désactivera les cyborgs. Krilin lui demande de lui apporter au plus vite le boîtier, Bulma part alors pour l'île. Pendant ce temps Cell arrive sur les lieux du combat où s'affrontent Petit Coeur et C17... |                                                           |                                             | |                       |
| 150 | La créature invincible                                    | 捨て身の反撃及ばず！ ピッコロ燃え尽きる!!   | Sutemi no Hangeki Oyobazu! Pikkoro Moetsukiru!! (La contre-attaque suicide est inefficace ! La flamme de Piccolo s’éteint !!)                           | 16 septembre 1992     |
| [Chapitre 369 et 370] - Cell est arrivé sur le lieu du combat. Les cyborgs ignorent qui il est ce qui étonne Petit Coeur. Cell déploie toute son énergie et s'approche de C17. Pendant ce temps, Krilin décide d'aller au devant de Bulma pour récupérer le boîtier tandis que Ten Shin Han part aider Petit Coeur. Cell s'approche de C17 pour l'absorber mais Petit Coeur le prévient de son projet. C17 s'apprête à se battre quand C16 lui explique le danger qu'il court. Petit Coeur s'interpose et fait son possible...en vain. Cell lui porte alors un coup fatal...Au palais du Très Haut Son Gohan est prêt à se précipiter au secours de Petit Coeur mais en est empêché par son père qui lui dit qu'ils ne sont pas encore assez puissants… Cell semble maintenant prêt à absorber C17... |                                                           |                                             | |                       |
| 151 | Un adversaire de taille                                   | 残された唯一の望み… 無言の戦士16号立つ!     | Nokosareta Yuiitsu no Nozomi… Mugon no Sensi Jū-rokugō Tatsu!! (Le dernier espoir qu’il nous reste… Le combattant silencieux, no 16, entre en scène !!) | 23 septembre 1992     |
| [Chapitre 370 et 371] - Son Gohan veut aller porter secours à Petit Coeur mais son père et monsieur Popo le raisonnent et l'en empêchent. Le combat s'engage entre Cell et C17 et Cell prend vite le dessus. C16 conseille à C18 de s'enfuir et décide de prendre part au combat contre Cell. Alors qu'il s'apprête à absorber C17 Cell reçoit un coup de pied de C16. Le combat entre les deux s'engage et C16 semble supérieur. Il arrache la queue de Cell mais à l'instar des lézards celle-ci repousse. |                                                           |                                             | |                       |
| 152 | Les robots ne sont pas de taille                          | 17号を飲み込んだ… 変身セルは超グルメ        | Jū-Nanagō wo Nomikonda… Henshin Celu wa Chō Gurume (no 17 a été absorbé… Cell qui se transforme est un grand gourmet)                                   | 30 septembre 1992     |
| [Chapitre 371, 372 et 373] - Le combat entre C16 et Cell reprend et C16 déploie de nombreuses techniques de combat qui affaiblissent Cell. Cell est jeté à terre mais réapparaît derrière C17 et l'absorbe. Sa seconde transformation s'accomplit et il arrête C16 et C18 qui tentent de fuir. C16 défend C18 mais est bien vite mis à terre. Cell s'apprête à absorber C18 quand celle ci menace de se faire exploser. Cell utilise un subterfuge pour convaincre C18 en utilisant la voix de C17 mais il fait une erreur. Cell dit à C18 qu'elle n'aura pas le temps de se faire exploser, il l'absorbera avant. Ten Shin Han intervient alors pour laisser le temps à C18 et C16 de fuir quitte à y laisser toute son énergie. |                                                           |                                             | |                       |
| 153 | La bouée de sauvetage                                     | 明日はオメエを叩きのめす!! 悟空の挑戦状     | Ashita wa Omee wo Tatakinomesu!! Gokū no Chōsenjō (Demain, je vais te pulvériser !! Le challenge de Goku)                                               | 7 octobre 1992        |
| [Chapitre 374] - Ten Shin Han continue de lancer ses attaques contre Cell pendant que C16 et C18 s'enfuient. Il s'épuise et tombe de fatigue. Cell, fou de rage d'avoir perdu la trace de C18, s'apprête à éliminer Ten Shin Han. N'y tenant plus Son Goku se téléporte. Il donne rendez vous à Cell pour le lendemain et ramène Ten Shin Han et Petit Coeur ( qu'il vient de retrouver ) au palais du Très Haut. Ils sont réanimés grâce aux haricots magiques. Krilin arrive alors à hauteur de Bulma qui lui confie le boitier de désactivation des Cyborgs. Au palais du Très Haut, l'entraînement de Végéta et Trunks s'achève, ils sortent enfin de la salle spéciale... |                                                           |                                             | |                       |
| 154 | Le bout du tunnel                                         | 全てオレが片付ける!! 新生ベジータ親子出撃   | Subete Ore ga Katadukeru!! Shinsei Bejīta Oyako Shutsugeki (Je vais m’occuper de tout !! Un nouveau Végéta, père et fils prêts à agir)                  | 14 octobre 1992       |
| [Chapitre 375 et 376] - Végéta et Trunks sortent de la salle spéciale et Végéta semble très sûr de sa force. Cell part à la recherche de C18. Bulma arrive dans le palais du Très Haut pour apporter des combinaisons identiques à celle que porte Végéta à tous les guerriers. Végéta et Trunks partent à la recherche de Cell tandis que Son Goku et Son Gohan s'apprêtent à rentrer dans la salle du temps mais auparavant Son Goku demande à manger!!! Cell comprend que les cyborgs se cachent et décide de détruire toutes les îles environnantes! Son Goku et Son Gohan pénètrent enfin dans la salle spéciale... |                                                           |                                             | |                       |
| 155 | L’apogée de Végéta                                        | いきなり全開!! 光り輝くベジータの超パワー   | Ikinari Zenkai!! Hikari Kagayaku Bejīta no Chō Pawā (Déployée d’un coup !! La super puissance de Végéta rayonne de lumière)                             | 21 octobre 1992       |
| [Chapitre 376 et 377] - Alors que Cell détruit une à une les îles de l'archipel où se cache C18 pour la forcer à se montrer, Végéta arrive à hauteur de la créature.Il défie Cell et déploie toute son énergie devant les yeux surpris de Cell. Le combat débute... Pendant ce temps Son Goku et Son Gohan commencent leur entrainement dans la salle spéciale. |                                                           |                                             | |                       |
| 156 | À genoux devant Végéta                                    | セルよひざまずけ！ オレは超ベジータだ!!     | Celu yo Hizamaduke! Ore wa Sūpā Bejīta da!! (Cell, agenouille-toi ! Je suis Super Végéta !!)                                                            | 28 octobre 1992       |
| [Chapitre 378] - Cell ne fait vraiment pas le poids face au nouveau Végéta qui est bien plus puissant que la créature. |                                                           |                                             | |                       |
| 157 | L’arrogance de Végéta                                     | 危険なプライド!! 完全体セルへの挑戦         | Kiken na Puraido!! Kanzentai Celu eno Chōsen (Un orgueil dangereux !! Le challenge de la forme parfaite de Cell)                                        | 4 novembre 1992       |
| [Chapitre 379] - Végéta qui se bat toujours contre Cell se sent toujours supérieur au monstre qui parvient tout de même à manipuler le guerrier de l’espace en jouant avec son orgueil. Végéta accepte que Cell absorbe C-18 pour affronter un ennemi de taille… |                                                           |                                             | |                       |
| 158 | Le choix de Krilin                                        | オレ悩んじゃう!! クリリンの18号破壊工作     | Ore Nayanjyau!! Kuririn no Jū-Hachigō Hakai Kōsaku (Je suis troublé !! Le devoir de Krilin de détruire no 18)                                           | 11 novembre 1992      |
| [Chapitre 379 et 380] - Alors qu’il parvient à approcher le cyborg No 18, Krilin préfère détruire la télécommande de Bulma et laisser le cyborg vivre au risque de rendre Cell plus puissant. |                                                           |                                             | |                       |
| 159 | Prélude avant la terreur                                  | 全宇宙に衝撃!! セル、完全体へ驚異の進化     | Zen Uchū ni Syōgeki!! Celu, Kanzentai e Kyōi no Sinka (Un choc pour l’Univers entier !! La prodigieuse évolution de Cell vers sa forme parfaite)        | 18 novembre 1992      |
| [Chapitre 381 et 382] - Trunks combat Cell pour l’empêcher d’absorber C-18. Mais Végéta combat Trunks car il tient à voir la réelle puissance du monstre qui, après un court combat entre Krilin et C-16, parvient à absorber C-18… |                                                           |                                             | |                       |
| 160 | La terreur en marche                                      | 戦闘力無限大!! セルという名の破壊神誕生     | Sentōryoku Mugendai!! Celu to Iu na no Hakaishin Tanjō (Une force de combat infinie !! La naissance du dieu de la destruction, Cell)                    | 25 novembre 1992      |
| [Chapitre 382 et 383] - Ayant absorbé C-18, Cell déploie une énergie gigantesque pour sa transformation qui fait trembler la planète. Trunks et Krilin tentent de stopper la transformation, mais Cell apparait transformé et semble invincible… |                                                           |                                             | |                       |
| 161 | Végéta en danger !                                        | 超ベジータ危うし!! 完全無欠の恐怖が迫る!!   | Sūpā Bejīta Ayaushi!! Kanzen Muketsu no Kyōfu ga Semaru!! (Super Végéta en péril !! La terreur parfaite se rapproche à grands pas !!)                   | 2 décembre 1992       |
| [Chapitre 383] - Krilin est la première victime du nouveau Cell, rien ne semble pouvoir l’arrêter, pas même Végéta. La destruction finale de l’humanité semble presque inévitable. Pendant ce temps, Son Goku et son fils ne sont toujours pas sorti de la salle de l’Esprit et du Temps. |                                                           |                                             | |                       |
| 162 | Trunks fait des étincelles                                | 超サイヤ人の限界突破!! 嵐を呼ぶトランクス   | Sūpā Saiya-jin no Genkai Toppa!! Arashi wo Yobu Torankusu (Dépasse, le stade de Super Saiyajin !! Trunks déchaîne une tempête)                          | 9 décembre 1992       |
| [Chapitre 384, 385 et 386] - Cell semble insensible aux coups qui lui sont portés par un Végéta de plus en plus incrédule ! Trunks est le seul capable de venir en aide à son père, mais il est conscient que Végéta ne lui pardonnera jamais son geste. Son stupide orgueil va-t-il le tuer ? |                                                           |                                             | |                       |
| 163 | Trunks au secours de Végéta                               | 父を救え!! 天をも焦がすトランクスの怒り     | Chichi wo Sukue!! Ten womo Kogasu Torankusu no Ikari (Sauve ton père !! La furie de Trunks qui embrase le ciel)                                         | 16 décembre 1992      |
| [Chapitre 386] - Trunks décide de prendre part au combat pour sauver son père en mauvaise posture… |                                                           |                                             | |                       |
| 164 | Trunks le survivant du futur                              | 絶望の未来!! 地獄を生き抜いた男トランクス   | Zetsubō no Mirai!! Jigoku wo Ikinuita Otoko Torankusu (Le futur du désespoir !! L’homme qui a survécu à l’enfer, Trunks)                                | 20 janvier 1993       |
| [Chapitre 387] - Le combat entre Trunks et Cell se poursuit. Trunks explique ce qui s’est passé dans le monde futur d’où il vient : C-17 et C-18 sèment la terreur et ont éliminé Végéta, Piccolo, Krilin, Ten Shin Han et finalement Son Gohan. Cell explique pour sa part que lorsqu’il a éclos dans ce monde futur, il n’a pu trouver C-17 et C-18, et il soupçonne Trunks d’être responsable de leur disparition. Mais grâce à la machine à voyager dans le temps de Trunks, Cell a pu voyager jusqu’au temps présent et absorber C-17 et C-18, atteignant ainsi le stade ultime de sa métamorphose. Cell et Trunks reprennent le combat et ce dernier prend l’avantage. Cell estime que Trunks est probablement plus fort que lui, mais que ça ne suffira pas. |                                                           |                                             | |                       |
| 165 | La terrible proposition de Cell                           | 超トランクスに弱点!! セル、衝撃の爆弾発言   | Sūpā Torankusu ni Jyakuten!! Celu, Syōgeki no Bakudan Hatsugen (Super Trunks a un point faible !! La déclaration de Cell fait l’effet d’une bombe)      | 27 janvier 1993       |
| [Chapitre 387 et 388] - Cell et Trunks poursuivent leur duel mais bien que Petit-Cœur soit persuadé que le pouvoir de Trunks est supérieur, cette fois c’est la créature du Dr Gero qui a l’avantage. Krilin donne un haricot magique à Végéta qui retourne sur le lieu du combat pour défier Cell. Dans la salle d’entraînement spéciale, Son Goku et Son Gohan continuent de progresser mais Son Goku estime qu’il n’a pas encore une agilité suffisante pour rivaliser avec Cell. Il conseille à Son Gohan de s’habituer au statut de super guerrier et de ne reprendre son état normal qu’au moment de dormir. Trunks réalise qu’il ne parviendra pas à battre Cell et abandonne. Cell l’interroge alors sur la faculté de transformation des super guerriers et sur l’absence de Son Goku. Espérant pouvoir affronter des adversaires plus coriaces, Cell décide d’inviter Trunks et ses amis à un tournoi dans une dizaine de jours. |                                                           |                                             | |                       |

## SagaCell Game
La sixième saison, composée des épisodes 166 à 199 (34 épisodes), a été diffusée entre le 3 février 1993 et le 27 octobre 1993.
Elle est réalisée par Daisuke Nishio et scénarisée par Takao Koyama.
Elle contient les arcs suivants : la dernière partie de l'arc Cell forme parfaite, l'arc repos avant le Cell Game, l'arc Cell Game ainsi que l'Arc Tenkaichi Budokai de l’autre-monde.
| No | Titre français                 | Titre japonais                             | Titre japonais | Date de 1re diffusion |
| No | Titre français                 | Kanji                                      | Rōmaji | Date de 1re diffusion |
| --- | ------------------------------ | ------------------------------------------ | --- | --------------------- |
| 166 | Pourquoi un tournoi ?          | 悟空に迫る大決戦!! 新天下一武道会の謎      | Gokū ni Semaru Dai Kessen!! Shin Tenkaichi Budōkai no Nazo (Le combat final se rapproche de Goku !! Les mystères du nouveau Tournoi Mondial des Arts Martiaux) | 3 février 1993        |
| [Chapitre 388 et 389] - Trunks explique à Krilin et Végéta que Cell a prévu d’organiser un tournoi des maîtres en arts martiaux. C-16 demande à être amené au siège de Capsule Corp. pour être réparé : bien que Trunks y soit hostile, Krilin accepte. Trunks et Végéta envisagent de retourner à la salle d’entraînement spéciale une fois que Son Goku et Son Gohan seront sortis. Piccolo, qui a suivi la scène depuis le palais de Kami-sama, a la même idée. Au siège de Capsule Corp., Yamcha révèle que cette idée de tournoi lui plaît. Oolong lui rappelle cruellement qu’il n’avait pas brillé lors de la dernière édition. Kame Sennin rappelle l’histoire des précédents tournois d’arts martiaux et les victoires respectives de Jackie Chun, Ten Shin Han et enfin Son Goku. Il précise que le tournoi n’a plus jamais été organisé depuis la destruction de l’aire de combat lors de la finale entre Son Goku et Piccolo. Selon Chichi, si Cell organise un tournoi, il sera tenu de respecter un code d’honneur et de ne tuer personne. Toutefois, elle compte interdire à Son Gohan de s’inscrire. De son côté, Cell construit une nouvelle surface de combat puis s’en va prévenir les médias. |                                |                                            | |                       |
| 167 | Le spectacle continue          | 視聴率100％!! 死を呼ぶセルゲーム独占生放送 | Sichōritsu Hyaku-pāsento!! Shi o Yobu Seru Gēmu Dokusen Nama Hōsō (100 % d’audimat !! Le Cell Game attire la mort et monopolise les retransmissions en direct) | 10 février 1993       |
| [Chapitre 389 + Filler] - Tous nos amis, exceptés Son Goku, Son Gohan, Ten Shin Han et Piccolo, sont réunis chez Bulma et attendent des nouvelles de Cell. Le père de Bulma étudie pendant ce temps le cyborg 16 pour le réparer. Cell apparaît soudain à la télévision et pose les conditions du futur tournoi. Il change en fait une seule règle: ses futurs adversaires pourront être tués ; et si aucun adversaire ne gagne il détruira la Terre! |                                |                                            | |                       |
| 168 | Le retour de Son Goku          | 悟空と悟飯… ヒーロー親子究極レベルアップ   | Gokū to Gohan… Hīrō Oyako Kyūkyoku Reberu Appu (Goku et Gohan… Les ultimes progrès des héroïques père et fils)                                                 | 17 février 1993       |
| [Chapitre 390] - Son Goku et Son Gohan sortent enfin de la salle d'entraînement spécial! Son Goku semble très détendu ce qui surprend ses amis...Bulma et son père réparent le cyborg 16. Son Goku va voir Cell pour jauger sa force et lui fait promettre de ne tuer personne avant le début du tournoi. |                                |                                            | |                       |
| 169 | Ailleurs                       | 悟空の余裕!? 休んで待とうセルゲーム        | Gokū no Yoyū!? Yasunde Matou Seru Gēmu (Le calme de Goku !? Repose-toi et patiente jusqu’au Cell Game)                                                         | 24 février 1993       |
| [Chapitre 391 + Filler] - Son Goku décide de ne pas retourner avec Son Gohan dans la salle d'entraînement spéciale. Ils rentrent chez eux et enchainent trois jours de repos, trois jours pour s'entraîner puis de nouveau trois jours de repos. |                                |                                            | |                       |
| 170 | La fausse alerte               | 戦士の休息… 少女と嘘と悟飯の決意           | Senshi no Kyūsoku… Shōjo to Uso to Gohan no Ketui (Le repos des guerriers… La fille, le mensonge et la décision de Gohan)                                      | 10 mars 1993          |
| [Filler] - Alors que Son Gohan va chercher des courses, il rencontre une petite fille et son grand père qui ne veulent pas céder au chantage d'un sombre individu qui promet aux habitants du village de les protéger de Cell dans un abri blindé s'ils lui laissent toutes leurs marchandises. Son Gohan détruit l'abri en un seul coup et libèrent les villageois de ce sinistre profiteur. Pendant ce temps Piccolo commence son entraînement dans la salle spéciale. |                                |                                            | |                       |
| 171 | Photo de famille               | 秘められた力!! 悟飯が赤ン坊だった頃        | Himerareta Chikara!! Gohan ga Akanbou Datta Koro (La force enfouie !! Alors que Gohan était encore un bébé)                                                    | 17 mars 1993          |
| [Filler] - Alors que Chichi prépare une fête d'anniversaire pour l'anniversaire de Son Gohan, Goku et Krilin partent pêcher et se rappellent des souvenirs. Chichi retrouve un album photo et évoque les souvenirs de Son Gohan bébé. Pendant ce temps des journalistes viennent filmer Cell qui détruit les caméras. |                                |                                            | |                       |
| 172 | L’assaut contre Cell           | 神様を探し出せ!! 悟空、大瞬間移動          | Kami-sama o Sagashidase!! Gokū, Dai Shunkan Idou (À la recherche d’un Dieu !! La grande téléportation instantanée de Goku)                                     | 24 mars 1993          |
| [Chapitre 392 et 393] - Piccolo sort de la salle d'entraînement spécial et Végéta prend sa place. Bulma continue d'étudier le cyborg 16 pour le réparer. Le gouvernement décide d'envoyer l'armée pour détruire Cell mais ce dernier les extermine tous en une fraction de seconde. Son Goku est furieux et utilise la téléportation pour aller voir Piccolo. Il veut trouver un nouveau Dieu. Son Goku veut essayer de retrouver un Namek et se téléporte d'abord chez maître Kaïoh. |                                |                                            | |                       |
| 173 | Un nouveau Dieu                | デンデの初仕事!! ドラゴンボール復活だ      | Dende no Hatsu Shigoto!! Doragon Bōru Fukkatsu da (La première tâche de Dendé !! Les Dragon Balls reviennent à la vie)                                         | 7 avril 1993          |
| [Chapitre 393 et 394] - Grâce à maître Kaïoh, Son Goku capte l'énergie des Nameks et se téléporte jusqu'à leur planète. Il leur demande de l'aide pour avoir un nouveau Dieu qui pourra ressusciter les Terriens tués par Cell. Dendé, l'ami de Son Gohan décide de partir sur Terre avec Son Goku. De retour sur terre, Dendé se met aussitôt au travail et réactive les boules de cristal! Son Goku décide d'aller voir Bulma pour qu'elle lui prête le radar magique pour retrouver les 7 boules de cristal! Son Goku part alors à leur recherche... |                                |                                            | |                       |
| 174 | Les boules de cristal          | 悟空に難問!? 神龍球をとり戻せ              | Gokū ni Nanmon!? Doragon Bōru wo Torimodose (Un difficile problème pour Goku !? Ramène les Dragon Balls)                                                       | 14 avril 1993         |
| [Chapitre 394 + Filler] - Son Goku trouve les boules de cristal. Pendant ce temps Végéta sort de la salle d'entrainement spécial et Trunks prend sa place pour s'entraîner à son tour. Bulma quant à elle a fini de réparer le cyborg 16! Le jour du combat contre Cell est arrivé. |                                |                                            | |                       |
| 175 | Les vingt dernières minutes    | セルに挑む者たち!! 決戦の幕開け            | Ceru ni Idomu Mono-tachi!! Kessen no Makuake (Ceux qui affrontent Cell !! L’ouverture du combat décisif)                                                       | 21 avril 1993         |
| [Chapitre 394 et 395] - Cell attend au milieu de la surface de combat que les combattants arrivent. Pendant ce temps, on voit l’équipe de télévision commenter toutes les actions de chaque personnage. Le premier arrivé est Mr. Satan, un combattant humain à la force risible, puis Végéta arrive. Enfin, Son Goku, Son Gohan, Trunks et Piccolo arrivent, accompagnés de Krilin, Ten Shin Han et Yamcha (ces trois derniers ne désirent pas se battre contre Cell). |                                |                                            | |                       |
| 176 | Les disciples d’Hercule        | ちょっと待った!! サタン軍団大暴れ          | Chotto Matta!! Satan-Gundan Ōabare (Attendez un peu !! L’escadron de Satan sévit)                                                                              | 28 avril 1993         |
| [Chapitre 396] - Mr. Satan et deux de ses disciples arrivent pour commencer le Cell Game. Ils combattent tour à tour Cell en subissant à chaque fois un échec cuisant. Leur force est ridicule, très proche de la force d’un humain normal, et Cell s’en débarrasse de façon expéditrice, énervé par l’orgueil de ces minables. Le monde entier, qui portait naïvement tout son espoir sur Mr. Satan est très étonné de cette défaite. Le véritable Cell Game peut enfin commencer. |                                |                                            | |                       |
| 177 | Premier round                  | 勝負だ悟空!! 超緊迫セルゲーム              | Shōbu da Gokū!! Chō Kinpaku Seru Geemu (Bats-toi, Goku !! Tension au Cell Game)                                                                                | 5 mai 1993            |
| [Chapitre 396, 397 et 398] - Le Cell Game commence avec un combat entre Son Goku et Cell. Le combat est commenté par le présentateur et Mr. Satan qui ne comprennent absolument rien au combat. Ils ne peuvent pas suivre les combattants des yeux et croient qu’il y a des "trucs", des tours de passe-passe permettant de se camoufler. Les amis de Son Goku sont quant à eux impressionnés, ne se doutant pas que Son Goku et Cell retiennent leurs coups. Seuls Végéta et Gohan comprennent. À la fin de l’épisode, Son Goku et Cell annoncent qu’ils ont fini de s’échauffer. |                                |                                            | |                       |
| 178 | Le grand jeu                   | 地球直撃!! セルの特大カメハメ波            | Chikyū Cyokugeki!! Seru no Tokudai Kamehameha (La Terre frappée de plein fouet !! Le puissant Kamehameha de Cell)                                              | 12 mai 1993           |
| [Chapitre 398 et 399] - Le combat, toujours commenté par Mr. Satan et la chaine de télévision, bat son plein. Cell et Son Goku se battent avec leur vraie force, une force phénoménale qui étonne tout le monde excepté Son Gohan. Puis, vers le milieu de l’épisode, Cell décide d’employer une autre technique : il utilise le Shishin No Ken, une technique propre à Ten Shin Han qui se rend compte que Cell possède également ses propres cellules. Puis il utilise le Makanko sappo, technique propre à Piccolo. Goku contre-attaque et Cell, redevenu 1 personne, utilise une technique propre à Krilin et Freezer, le Kienzan, un disque laser qu’il peut contrôler. Voyant l’inefficacité de ces techniques, il utilise le Kamé Hamé Ha sur Son Goku mais celui-ci se téléporte. Cell continue le combat en assénant une série de coups à Son Goku et l’épisode prend fin. |                                |                                            | |                       |
| 179 | La tactique secrète            | 敗北か死か!? 悟空、逆転の秘策              | Haiboku ka Shi ka!? Gokū, Gyakuten no Hisaku (La défaite ou la mort !? La stratégie secrète de Goku renverse la situation)                                     | 19 mai 1993           |
| [Chapitre 400 et 401] - Le combat fait rage entre Cell et Goku. Cell, jugeant le ring inutile, décide de le détruire. Il change alors les règles du Cell Game : la fin du combat ne peut être obtenue que par un abandon ou la mort d’un des concurrents. Le combat continue alors et s’intensifie. Son Goku lance alors un Kamé Hamé Ha assez puissant pour détruire la Terre, mais il utilise la téléportation instantanée pour dévier le Kamé Hamé Ha de la trajectoire de la Terre, ce qui décapite Cell et lui détruit ses bras. |                                |                                            | |                       |
| 180 | Son Goku abandonne             | 死闘に決着!!悟空の降参宣言!?               | Shitō ni Kecchaku!! Gokū no Kōsan Sengen!? (Le combat à mort prend fin !! Goku déclare forfait !?)                                                             | 26 mai 1993           |
| [Chapitre 401 et 402] - Alors que toute la planète croyait Cell mort, Son Goku et les autres restent prudents devant son corps, à moitié détruit. C’est alors que Cell se régénère grâce aux cellules de Piccolo, sur base des cellules duquel il est créé. Le combat continue mais soudainement, Son Goku déclare forfait, laissant le sort de la Terre mystérieux. |                                |                                            | |                       |
| 181 | Le dernier participant         | 最強を継ぐ者…その名は悟飯                  | Saikyō o Tsugu Mono… Sono Na wa Gohan (Le prochain sera le plus fort… Son nom est Gohan)                                                                       | 9 juin 1993           |
| [Chapitre 402, 403 et 404] - A la surprise générale Son Goku abandonne! Les disciples de Monsieur Satan pensent qu'il est temps pour lui de se battre contre Cell. Monsieur Satan fait semblant d'avoir mal au ventre pour éviter ce combat. Son Goku désigne alors Son Gohan pour affronter Cell. |                                |                                            | |                       |
| 182 | Le secret de Son Gohan         | 怒れ悟飯!!眠れる力を呼び起こせ             | Ikare Gohan!! Nemureru Chikara o Yobiokose (Deviens furieux Gohan !! Réveille le pouvoir endormi en toi)                                                       | 16 juin 1993          |
| [Chapitre 404 et 405] - Son Gohan subit les attaques de plus en plus puissantes de Cell,sans riposter et en se contentant d’esquiver. Cell demande à Son Gohan ce qui a pu pousser Son Goku à l’envoyer sur l’arène. Son Gohan pense que cela est dû aux pouvoirs qu’il gagne en puissance quand il se met en colère. Cell décide donc de faire souffrir Son Gohan pour le mettre en colère. |                                |                                            | |                       |
| 183 | La mort de C-16                | ちっちゃな脅威!!セルジュニア来襲           | Chicchana Kyōi!! Seru Junia Raishū (De petits prodiges !! L’attaque des Cell Juniors)                                                                          | 23 juin 1993          |
| [Chapitre 405 et 406] - Cell torture littéralement Son Gohan pour le mettre en colère et enfin avoir un adversaire à sa mesure. Cela ne marche pas, Son Gohan a trop peur pour réagir, Piccolo doit le crier à Son Goku pour que ce dernier le remarque enfin. Au moment où Son Goku se décide à réagir, C-16 se lance sur Cell et tente d’activer son auto-destruction pour tuer Cell. Bulma ayant retiré le mécanisme, cette tentative échoue et Cell détruit C-16 et expédie la tête du robot au loin avec un violent coup de pied. |                                |                                            | |                       |
| 184 | Les monstres miniatures        | 16号無惨!!動き出す怒りの超悟飯             | Jū-rokugō Muzan!! Ugokidasu Ikari no Sūpā Gohan (La tragédie de n°16 !! Super Gohan explose de colère)                                                         | 30 juin 1993          |
| [Chapitre 407] - Voyant que la destruction de C-16 n’enrage pas Son Gohan, Cell crée des répliques miniatures de lui-même pour attaquer Son Goku et ses amis. Les Cell Juniors prennent rapidement l’avantage. Au moment où Cell permet aux répliques de tuer Son Goku et ses amis, la tête de C-16, lancée par Mr. Satan, arrive entre Son Gohan et Cell. Le cyborg tente de persuader Son Gohan de se mettre en colère pour protéger ceux qu’il aime. Cell écrase la tête de C-16, ce qui éveille enfin la rage de Son Gohan et lui permet de se transformer pour la première fois en Super Saïyen 2. |                                |                                            | |                       |
| 185 | Bravo Son Gohan                | 吹き荒れる真の力!!セルジュニア粉砕         | Fukiareru Shin no Pawā!! Seru Junia Funsai (Le souffle du véritable pouvoir !! Les Cell Juniors pulvérisés)                                                    | 7 juillet 1993        |
| [Chapitre 408] - Son Gohan se métamorphose en Super Saïyen 2 et détruit tous les Cell Juniors. Mais cela suffira-t-il pour tuer Cell ? |                                |                                            | |                       |
| 186 | Cell K.O.                      | セルをKO!!たった2発の超鉄拳                | Seru o Nokku Auto!! Tatta Nihatsu no Chō Tekken (Cell est K.O. !! Abattu en à peine deux coups)                                                                | 21 juillet 1993       |
| [Chapitre 409] - Le combat reprend entre Cell et Son Gohan, ce dernier prend largement l’ascendant car les attaques de Cell ne lui font aucun effets et de simples coups de poing de l’enfant mettent le monstre à terre. |                                |                                            | |                       |
| 187 | La fin du cauchemar ?          | セルに異変!!崩された完全体                 | Seru ni Ihen!! Kuzusareta Kanzentai (Un imprévu pour Cell !! La forme parfaite s’effondre)                                                                     | 28 juillet 1993       |
| [Chapitre 410 et 411] - Le combat se poursuit entre Son Gohan et Cell. Ce dernier ressent la peur pour la première fois et décide de détruire la Terre avec une vague déferlante. Mais Son Gohan en lance une beaucoup plus puissante qui blesse gravement Cell qui parvient tout de même à se régénérer. Fou de rage, Cell augmente considérablement sa puissance en augmentant le volume de son corps en réduisant sa rapidité donnant un avantage supplémentaire à Son Gohan qui après des coups bien placés, force Cell à régurgiter C-18. |                                |                                            | |                       |
| 188 | Le sacrifice                   | バイバイみんな!!悟空最後の瞬間移動         | Bai Bai Minna!! Gokū Saigo no Shunkan Idō (Bye bye les amis !! La dernière téléportation de Goku)                                                              | 4 août 1993           |
| [Chapitre 411, 412 et 413] - La puissance de Cell diminue considérablement depuis que Son Gohan lui a fait régurgiter C-18. Le monstre retrouve sa seconde apparence, celle qu’il a acquis après avoir absorbé C-17, et les pouvoirs qui vont avec. Cell décide alors de s’auto-détruire en se faisant exploser avec la planète. Son Goku fait alors ses adieux à ses amis et à son fils avant de se téléporter avec Cell sur la planète de Maître Kaiô. L’explosion de Cell détruit la planète de Kaio et tue Son Goku et son mentor… |                                |                                            | |                       |
| 189 | La terreur                     | 白昼の悪夢!!恐怖はより完璧に               | Hakuchū no Akuma!! Kyōfu wa yori Kanpeki ni (Un cauchemar tout éveillé !! La terreur encore plus parfaite)                                                     | 11 août 1993          |
| [Chapitre 413 et 414] - Tout le monde tente de consoler Son Gohan depuis la mort de son père. Mais Cell n’est pas mort et revient aussi puissant que Son Gohan, avec sa forme parfaite. Il tue Trunks et blesse gravement Son Gohan à un bras, qui tentait de protéger Végéta. |                                |                                            | |                       |
| 190 | Tel père, tel fils             | 悟空から悟飯へ…父の魂は伝わった            | Gokū kara Gohan e… Chichi no Tamashī wa Tsutawatta (De Goku à Gohan… L’esprit du père se perpétue)                                                             | 18 août 1993          |
| [Chapitre 415] - Cell décide de détruire la planète en lançant une vague déferlante. Son Goku contacte son fils depuis l’autre-monde et le convainc de résister à Cell. Les deux combattants préparent l’ultime combat… |                                |                                            | |                       |
| 191 | Le jour de la délivrance       | 戦いは終った…ありがとう孫悟空              | Tatakai wa Owatta… Arigatō Son Gokū (Le combat est terminé… Merci, Son Goku)                                                                                   | 25 août 1993          |
| [Chapitre 416] - Son Gohan et Cell lancent leurs vagues déferlantes qui font trembler le monde. Les deux combattants utilisent leur énergie au maximum pour prendre le dessus. Finalement, Son Gohan profite d’une inattention du monstre pour l’éliminer définitivement. |                                |                                            | |                       |
| 192 | La paix est revenue            | オラあの世で修業する!!笑顔の別れ           | Ora Ano Yo de Shugyō Suru!! Egao no Wakare (Je vais m’entraîner dans l’autre monde !! Séparation avec le sourire)                                              | 8 septembre 1993      |
| [Chapitre 417] - Son Gohan a vaincu Cell. Tous ses amis se rendent au palais de Dendé pour invoquer le dragon sacré afin qu’il rende la vie à toutes les victimes de Cell. Mais lorsque Yamcha et Krilin parlent de ressusciter Son Goku, ce dernier les informe par l’intermédiaire de Kaiô qu’il souhaite rester dans l’autre-monde pour éviter d’attirer de nouvelles menaces. En même temps, Mr. Satan s’approprie la victoire contre le monstre et devient le sauveur du monde. |                                |                                            | |                       |
| 193 | Le 2e souhait                  | 新しい日々…父さん!ボクがんばる             | Atarashī Hibi… Tōsan! Boku Ganbaru (Un nouveau quotidien… Papa ! Je persévère)                                                                                 | 15 septembre 1993     |
| [Chapitre 418] - Le dragon attend toujours le second souhait. Alors que personnes ne sait quoi demander, Krilin demande au dragon d’enlever les explosifs qui rendent les cyborgs C-17 et C-18 si dangereux. |                                |                                            | |                       |
| 194 | Le cauchemar du monde futur    | もう一つの結末!!未来はオレが守る           | Mō Hitotsu no Ketsumatsu!! Mirai wa Ore ga Mamoru (Un autre dénouement !! Je protégerai le futur)                                                              | 22 septembre 1993     |
| [Chapitre 419 et 420] - Trunks retourne dans son monde. Il retrouve sa mère et ne tarde pas à aller combattre C-17 et C-18 qu’il parvient à détruire rapidement. Plus tard, alors qu’il veut partir dans le passé pour raconter sa victoire sur les cyborgs, Trunks ressent la force vitale de Cell qui attendait le bon moment pour lui voler la machine temporelle. Trunks l’interpelle pour lui proposer de le combattre et l’élimine sans aucune difficulté. |                                |                                            | |                       |
| 195 | Les habitants de l’autre monde | 大感激!!いたぞ!あの世のスゲエ奴            | Daikangeki!! Ita zo! Ano Yo no Sugee Yatsu (Quelle émotion !! Ils sont là ! Les types balèzes de l’autre monde)                                                | 29 septembre 1993     |
| [Filler] - Son Goku va au Paradis avec maître Kaïo. L’occasion pour lui de retrouver ses anciens ennemis. |                                |                                            | |                       |
| 196 | Encore un tournoi ?            | あの世一はオラだ歴代の勇者大集合           | Ano Yo ichi wa Ora Da Rekishi no Yūsha Daishūgō (Je serai le premier autre-mondial !! Rassemblement des héros de l’Histoire)                                   | 6 octobre 1993        |
| [Filler] - Les maîtres Kaïo décident d'organiser un tournoi opposant les meilleurs combattants des 4 galaxies. Son Goku y participe évidemment! |                                |                                            | |                       |
| 197 | Les quarts de finale           | 大界王星熱狂！！まきおこせ悟空旋風         | Daikaiōsei Nekkyou!! Makiokose Gokū Senpū (Exaltation sur la planète Dai Kaio !! Le tourbillon Goku fait sensation)                                            | 13 octobre 1993       |
| [Filler] - Son Goku et Paikuhan sont tous deux qualifiés pour les demi-finales! |                                |                                            | |                       |
| 198 | La finale de tous les dangers  | 炎の決勝！！悟空かパイクーハンか！？       | Honō no Kesshō!! Gokū ka Paikūhan ka!? (Finale enflammée !! Goku ou Paikuhan !?)                                                                               | 20 octobre 1993       |
| [Filler] - La finale entre Son Goku et Paikuhan est intense. |                                |                                            | |                       |
| 199 | Le nouveau champion            | 逃がすな勝利！！決めろ超速かめはめ波       | Nigasu na Shōri!! Kimero Chōhaya Kamehameha (Ne laisse pas s’échapper la victoire !! Par un Kamehameha ultra-rapide)                                           | 27 octobre 1993       |
| [Filler] - Le grand vainqueur est Son Goku! |                                |                                            | |                       |

## SagaGreat Saiyaman
La septième saison, composée des épisodes 200 à 219 (20 épisodes), a été diffusée entre le 10 novembre 1993 et le 4 mai 1994.
Elle est réalisée par Daisuke Nishio et scénarisée par Takao Koyama.
Elle contient les arcs suivants :  l'Arc Great Saiyaman, ainsi que l'arc 25e Tenkaichi Budokai.
| No | Titre français                   | Titre japonais                       | Titre japonais                                                                                                  | Date de 1re diffusion |
| No | Titre français                   | Kanji                                | Rōmaji | Date de 1re diffusion |
| --- | -------------------------------- | ------------------------------------ | --- | --------------------- |
| 200 | Le premier jour d'école          | あれから７年！今日から僕は高校生     | Are kara Shichinen! Kyō kara Boku wa Kōkōsei (Sept années ont passé ! À partir d’aujourd’hui, je suis lycéen)   | 10 novembre 1993      |
| [Chapitre 421 et 422] - Son Gohan a maintenant 16 ans. Il est inscrit dans l’école de la ville de Satan City où il rencontrera ses camarades de classes mais une fille, nommée Videl, attirera son attention… |                                  |                                      | |                       |
| 201 | Le guerrier intergalactique      | 愛と正義のグレートサイヤマン参上     | Ai to Seigi no Gurēto Saiyaman Sanjō (Apparition du Great Saiyaman de l’amour et de la justice)                 | 17 novembre 1993      |
| [Chapitre 423 et 424] - Son Gohan sauve la vie de personnes sous la menace de voleurs. Ces mêmes personnes le nommeront le Guerrier Doré. Plus tard, lorsqu’il décidera d’agir comme un super héros, il demandera à Bulma de lui fabriquer un costume et devient Great Saiyaman. |                                  |                                      | |                       |
| 202 | Romance                          | 悟飯のハチャメチャ初デート！？       | Gohan no Hachamecha Hatsu Dēto!? (L’épouvantable premier rendez-vous de Gohan !?)                               | 24 novembre 1993      |
| [Filler] - Une fille surprend Son Gohan enlevant son masque de Great Saiyaman. Il croit qu’elle sait tout à présent et il lui demande de promettre de ne pas révéler son secret. Elle accepte mais à condition d’un rendez-vous !!! Un immeuble est en feu, Videl, camarade de Son Gohan et fille de Mr. Satan, veut les sauver, mais elle est prise au piège des flammes.                                                   |                                  |                                      | |                       |
| 203 | Videl en mauvaise posture        | 悟飯、緊急出動！ビーデルを救え！！   | Gohan, Kinkyū Shutsudō! Biideru o Sukue! (Gohan, tu dois te dépêcher ! Sauve Videl !!)                          | 1er décembre 1993     |
| [Filler] - |                                  |                                      | |                       |
| 204 | Face à face                      | 盗難事件発生！！犯人はサイヤマン！？ | Tōnan Jiken Hassei!! Hannin wa Saiyaman!? (Un vol a été commis !! le coupable est Saiyaman !?)                  | 8 décembre 1993       |
| [Filler] - Son Gohan, déguisé en Great Sayiaman, sauve un petit dinosaure mais Videl le surprend et découvre son identité! |                                  |                                      | |                       |
| 205 | Un championnat qui s’annonce mal | 悟空も復活！？天下一武道会出場だ！！ | Gokū mo Fukkatsu!? Tenkaichi Budōkai Shutsujō Da!! (Gokû ressucite !? Les participants au Tenkaichi Budōkai !!) | 15 décembre 1993      |
| [Chapitre 426] - Son Gohan rend visite à Bulma et lui annonce son désir de participer au championnat du monde d'arts martiaux. Végéta décide de participer lui aussi! Son Goku prend alors contact avec eux et dit qu'il aura une permission pour se battre aussi! Krilin, C18 et Piccolo s'isnscrivent également. |                                  |                                      | |                       |
| 206 | Tel père, tel fils               | 悟飯もビックリ！悟天の爆発パワー     | Gohan mo Bikkuri! Goten no Bakuhatsu Pawā (Gohan est surpris ! La puissance explosive de Goten !)               | 19 janvier 1994       |
| [Chapitre 427] - Son Gohan entraîne Son Goten qui s'avère très doué! Il sait en effet déjà se transformer en Super Sayïen!!! |                                  |                                      | |                       |
| 207 | Comment taquiner les oiseaux ?   | あっ飛べた！！ビーデルの舞空術入門   | Attobeta!! Bēderu no Bukūjutsu Nyūmon (Ah, j'ai volé !! Videl apprend la danse de l'air)                        | 26 janvier 1994       |
| [Chapitre 428 et 429] - Son Gohan apprend à Son Goten et Videl à voler. |                                  |                                      | |                       |
| 208 | Rappel des troupes               | おかえり悟空！Ｚチーム全員集合！！   | Okaeri Gokū! Zetto Chīmu Zen’in Shūgō!! (Bon retour parmi nous, Goku ! Toute l’équipe Z est réunie !!)          | 2 février 1994        |
| [Chapitre 429 et 430] - Son Goku ayant obtenu une journée de liberté revient du monde des morts pour participer au championnat du monde. |                                  |                                      | |                       |
| 209 | Comme au bon vieux temps         | 危うしサイヤマン！激写に御用心！？   | Ayaushi Saiyaman! Gekisha ni Goyōjin!? (Méfie toi Saiyaman ! Un paparazzi amateur !?)                           | 9 février 1994        |
| [Chapitre 431] - |                                  |                                      | |                       |
| 210 | Petit Trunks deviendra grand     | ハンパじゃないぜ！！チビトランクス   | Hanpa ja Nai ze!! Chibi Torankusu (Ne te plante pas !! P'tit Trunks)                                            | 16 février 1994       |
| [Chapitre 432] - Le championnat du monde commence par la section junior dans laquelle Trunks et Son Goten se sont qualifiés. C'est petit Trunks qui commence et bat sans difficulté son adversaire! |                                  |                                      | |                       |
| 211 | Trunks contre Sangoten           | ボクの出番だ！！悟天、緊張の第一戦   | Boku no Deban Da!! Goten, Kinchō no Daiissen (C'est mon tour !! Goten, le trac du premier combat)               | 23 février 1994       |
| [Chapitre 433] - Son Goten affronte Trunks en finale des juniors ! |                                  |                                      | |                       |
| 212 | Que le meilleur gagne !          | うれしさ百万倍！少年王者決定！！     | Ureshisa Hyakumanbai! Shōnen Chanpion Kettei!! (Trop content ! Voici le jeune champion !!)                      | 9 mars 1994           |
| [Chapitre 434 et 435] - C'est finalement Trunks qui remporte la finale sous les yeux très satisfaits de Végéta! |                                  |                                      | |                       |
| 213 | Hercule, le faux héros !         | どうするサタン！？史上最大のピンチ   | Dō Suru Satan!? Shijō Saidai no Pinchi (Alors Satan !? La trouille de sa vie)                                   | 16 mars 1994          |
| [Chapitre 436 et 437] - Monsieur Satan trouve une astuce pour ne pas affronter Trunks qui lui fait trop peur! Il demande à Trunks de lui mettre juste un tout petit coup de poing! Sûrs de l'issue du combat, Végéta, Piccolo, Son Goku et Krilin partent se reposer! Trunks met un coup de poing à Monsieur Satan qui l'envoie au tapis! Monsieur Satan se relève en disant qu'il a fait exprès de laisser gagner Trunks!!! |                                  |                                      | |                       |
| 214 | Tirage au sort                   | 対戦相手決定！！早くやろうぜ一回戦   | Taisen Aite Kettei!! Hayaku Yarō ze Ikkaisen (Les adversaires sont désignés !! Que les matches commencent)      | 23 mars 1994          |
| [Chapitre 437 et 438] - C'est le tirage au sort du championnat senior! Végéta affrontera Son Goku tandis que Piccolo se retrouvera face à l'étrange Shin! |                                  |                                      | |                       |
| 215 | L’abandon de Petit-Cœur          | どうしたピッコロ！！まさかの不戦敗   | Dō Shita Pikkoro!! Masaka no Fusenbai (Qu’y a-t-il, Piccolo !! L’incompréhensible abandon sans combat)          | 30 mars 1994          |
| [Chapitre 439] - Krilin bat facilement son adversaire lors du premier match. Piccolo quant à lui semble paralysé devant Shin et abandonne sans combattre à la surprise générale! |                                  |                                      | |                       |
| 216 | L’adversaire de Videl            | 不死身で不気味！？スポポビッチの謎   | Fujimi de Bukimi!? Supopobitchi no Nazo (Invulnérable et inquiétant !? Le mystère de Spopovitch)                | 13 avril 1994         |
| [Chapitre 440 et 441] - C'est au tour de Videl d'entrer en jeu. Alors que Son Gohan semble confiant Son Goku est inquiet. Piccolo de son côté découvre qui est son étrange adversaire: c'est Kaioh Shin le maître des 4 dieux Kaioh. |                                  |                                      | |                       |
| 217 | La première défaite              | ビーデル無残！！出るか怒りの超悟飯   | Bīderu Muzan!! Deru ka Ikari no Sūpā Gohan (La tragédie de Videl !! Super Gohan laisse éclater sa colère)       | 20 avril 1994         |
| [Chapitre 441 et 442] - Sporovitch se montre très cruel avec Videl et s'apprête à la tuer! Alors que Son Gohan se laisse emporter par sa colère et se transforme en Super Saïyen, Yamu, le complice de Sporovitch l'arrête et lui dit de laisser Videl. Videl est emmenée à l'infirmerie et Son Goku part chercher des haricots magiques pour la remettre sur pied.                                                          |                                  |                                      | |                       |
| 218 | Son Gohan est démasqué           | バレちゃった！！サイヤマンは孫悟飯   | Barechatta!! Saiyaman wa Son Gohan (Je suis découvert!! Saiyaman est Son Gohan)                                 | 27 avril 1994         |
| [Chapitre 443] - Son Gohan demande à Kibito d'attendre le retour de son père pour leur combat. Sous les yeux ébahis de Monsieur Satan, Son Gohan donne un haricot magique à Videl qui se rétablit en un clin d'œil. Le combat entre Kibito et Son Gohan peut commencer! |                                  |                                      | |                       |
| 219 | La fin du mystère                | うごめく陰謀！！悟飯の力が奪われた   | Ugomeku Inbō!! Gohan no Pawā ga Ubawareta (Le complot dévoilé!! On a volé la puissance de Gohan)                | 4 mai 1994            |
| [Chapitre 444 et 445] - Son Gohan se transforme en Super Saïyen de niveau 2. Kaio Shin demande à Son Goku et aux autres de ne pas intervenir par la suite. Puis, Kaio Shin utilise ses pouvoirs pour empêcher Gohan de se défendre lorsque Yamu et Sporovitch l’attaquent pour lui voler son énergie… |                                  |                                      | |                       |

## SagaBabidi et Boo
La huitième saison, composée des épisodes 220 à 253 (34 épisodes), a été diffusée entre le 11 mai 1994 et le 22 février 1995.
Elle est réalisée par Daisuke Nishio et scénarisée par Takao Koyama.
Elle contient les arcs suivants : l'arc Babidi et l'arc Gros Boo.
| No | Titre français                      | Titre japonais                         | Titre japonais | Date de 1re diffusion |
| No | Titre français                      | Kanji                                  | Rōmaji | Date de 1re diffusion |
| --- | ----------------------------------- | -------------------------------------- | --- | --------------------- |
| 220 | La course poursuite                 | 黒幕登場！！悪の魔導師バビディ         | Kuromaku Tōjō!! Aku no Madoushi Babidi (Voilà le cerveau ! Babidi le Madoshi démoniaque)                              | 11 mai 1994           |
| [Chapitre 446 et 447] - Pendant que Kibito soigne Son Gohan, Son Goku, Végéta, Krilin, Piccolo et Kaio Shin se lancent à la poursuite de Yamu et Sporovitch pour retrouver la trace de Babidi qui prévoit de réveiller le terrible Boo… |                                     |                                        | |                       |
| 221 | Le premier sous-sol                 | 待ち受けるワナ！！魔界からの挑戦状     | Machiukeru Wana!! Makai kara no Chōsenjō (Il nous tend un piège !! Le redoutable combattant du monde des démons)      | 18 mai 1994           |
| [Chapitre 447, 448 et 449] - Kaio Shin, Goku, Gohan et Végéta entrent dans le vaisseau de Babidi pour affronter les monstres du sorcier. Ce dernier espère absorber suffisamment d’énergie pendant les combats pour réveiller Boo. |                                     |                                        | |                       |
| 222 | La surprise du 2e sous-sol          | なめるな！！ベジータ怒りの初戦突破     | Nameru na!! Bejīta Ikari no Hassen Toppa (Ne me sous-estime pas !! Le coup de colère de Vejita)                       | 25 mai 1994           |
| [Chapitre 449 et 450] - Végéta réussit à battre sans problème le gardien du premier sous-sol! Shin est surpris du pouvoir des Saïyen. Pendant ce temps Trunks et Goten manquent de se faire repérer sous le costume de Mighty Mask mais réussissent in extremis à garder secrète leur identité. |                                     |                                        | |                       |
| 223 | Son Goku est inébranlable           | 悟空パワー全開！！ブッ飛べヤコン       | Gokū Pawā Zenkai!! Buttobe Yakon (Toute la puissance de Gokû!! Bouffe ça, Yakon)                                      | 8 juin 1994           |
| [Chapitre 450 et 451] - C'est au tour de Son Goku d'affronter et de battre le gardien du deuxième sous-sol. Son Goku, Son Gohan, Végéta et Shin descendent au 3ème sous-sol et attendent leur futur adversaire. Dabla Décide de combattre. |                                     |                                        | |                       |
| 224 | Le tournoi reprend                  | 大誤算！！サタンVS３人の超戦士！？     | Daigosan!! Satan Tai Sannin no Chōsenshi!? (Une grosse erreur de calcul!! Satan VS 3 Supers Guerriers !?)             | 15 juin 1994          |
| [Chapitre 452 et 453] - Face au départ des concurrents, le tournoi s’organise autour des derniers participants — Mr. Satan, C-18 et Mighty Mask — qui vont se battre les uns contre les autres. |                                     |                                        | |                       |
| 225 | Le guerrier démasqué                | 強いぜチビッコ！！18号大苦戦！？       | Tsuyoi ze Chibikko!! Jūhachigō Daikusen!? (Ils sont forts ces gamins !! Le combat le plus difficile de n°18 !?)       | 22 juin 1994          |
| [Chapitre 453] - Pendant que Dabra se prépare à son prochain combat qui l’opposera à Son Gohan au 3e sous-sol, le tournoi d’arts martiaux a repris. Le combat se poursuit entre C-18, Trunks et Son Goten, sous l’identité de Mighty Mask. Ce dernier parvient à tenir tête à C-18 qui arrive à démasquer les deux jeunes garçons et révèle leur identité au public au bon moment pour assurer sa victoire.          |                                     |                                        | |                       |
| 226 | Un échange de bons procédés         | たちはだかる魔王！出番だ悟飯！！       | Tachihadakaru Maō! Deban Da Gohan!! (Le roi des démons nous barre la route! A ton tour, Gohan !!)                     | 29 juin 1994          |
| [Chapitre 452 et 454] - C18 négocie de l'argent avec Monsieur Satan en échange, elle le laissera gagner et sauver son honneur! La porte du 3ème sous-sol s'ouvre sur Dabra qui s'apprête à faire face à Son Gohan... |                                     |                                        | |                       |
| 227 | Son Gohan à l’épreuve !             | 見つけられた邪心！！ダーブラの名案     | Mitsukerareta Jashin!! Dābura no Meian (Un cœur corrompu découvert!! La grande idée de Dabura)                        | 6 juillet 1994        |
| [Chapitre 455] - La bataille fait rage. Son Gohan ne réussit pas à prendre l'avantage sur son adversaire qui multiplie les coups bas. Quand soudain Dabra abandonne sans crier gare et le sourire aux lèvres. |                                     |                                        | |                       |
| 228 | La face cachée de Végéta            | 破壊王子ベジータ復活！！武闘会乱入     | Hakai Ōji Bejīta Fukkatsu!! Butōkai Rannyū (Le prince de la destruction Vejîta ressuscité!! Intrusion au tournoi)     | 13 juillet 1994       |
| [Chapitre 456] - Le sorcier a pris le contrôle du cerveau de Végéta. Il a l'intention de se servir de lui pour semer la zizanie au sein du groupe de nos héros. Mais Végéta n'est obsédé que par un seul homme : Son Goku. Il le provoque en duel. |                                     |                                        | |                       |
| 229 | La terrible confrontation           | 宿命の超対決！！激突 悟空 VS ベジータ  | Shukumei no Chōtaiketsu!! Gekitotsu Gokū Tai Bejīta (La super-confrontation du destin!! Le clash Gokû VS Vejita)      | 20 juillet 1994       |
| [Chapitre 457 et 458] - Babidi a envoyé nos amis en plein milieu du stade, à la grande surprise des spectateurs et des participants. Pour obliger Son Goku à se battre contre lui, Végéta détruit deux pans du stade. Son Goku accepte, à condition de se battre dans un endroit désert. Son fils et Kaio Shin partent à la recherche du sorcier.                                                                    |                                     |                                        | |                       |
| 230 | La revanche de Végéta               | 待ってろ バビディ！！野望は許さない    | Mattero Babidi!! Yabō wa Yurusanai (Attends un peu Babidi!! Tes ambitions ne se réaliseront pas)                      | 27 juillet 1994       |
| [Chapitre 458] - Le combat fait rage. Végéta est bien décidé à humilier son adversaire tout comme celui-ci avait bafoué son honneur en lui sauvant la vie pendant le combat contre Cell. Son Gohan et Kaio Shin ont enfin retrouvé la boule de matière dans laquelle est enfermé le monstre Boubou. |                                     |                                        | |                       |
| 231 | Végéta s’explique                   | 解けた封印！出るぞ 凶悪魔人ブウ！！    | Toketa Fūin! Deruzo Kyōaku Majin Bū!! (Le sceau est brisé! Et voici le terrible Majin Bû!!)                           | 3 août 1994           |
| [Chapitre 459] - Alors que Trunks et Son Goten recherchent toujours leurs pères, ceux-ci se livrent un combat sans merci. Mais Végéta Finit par se livrer après la victoire écrasante de son adversaire: Goku, et explique à son adversaire les raisons qui l'ont conduit à changer de camp. Malheureusement, Boubou a désormais assez d'énergie pour sortir de sa prison.                                           |                                     |                                        | |                       |
| 232 | Une apparition attendue             | 復活させない！！抵抗のかめはめ波       | Fukkatsu Sasenai!! Teikō no Kamehameha (Je ne te laisserai pas ressusciter !! Le Kamehameha de la résistance)         | 10 août 1994          |
| [Chapitre 460 et 461] - La coquille renfermant le soi-disant terrible monstre se brise enfin, mais à la grande surprise de nos amis, la coquille est vide, et de la fumée s'en échappe formant bientôt un gros nuage étrange. |                                     |                                        | |                       |
| 233 | Des apparences trompeuses           | 絶望へ一直線！？嘆きの界王神           | Zetsubō e Itchokusen!? Nageki no Kaiōshin (Tout droit vers le désespoir!? La douleur de Kaiôshin)                     | 17 août 1994          |
| [Chapitre 461 et 462] - Nos héros ont enfin fait la connaissance du fameux Boubou. Mais celui-ci ne ressemble pas du tout au monstre qu'ils s'attendaient à voir apparaître. Il se comporte même comme un enfant de cinq ans, facétieux et mal élevé. Pourtant, Kaio Shin est terrifié rien qu'à le voir. |                                     |                                        | |                       |
| 234 | Attention, danger !                 | 魔人恐るべし！！悟飯に迫る死の恐怖     | Majin Osoru Beshi!! Gohan ni Semaru Shi no Kyōfu (Le terrible Majin!! Gohan au seuil de la mort)                      | 24 août 1994          |
| [Chapitre 462 et 463] - Sous des apparences trompeuses, Boubou s'avère redoutable, pour la plus grande joie de Babidi. Il se débarrasse d'abord de Son Gohan, de Dabla et s'attaque enfin à Neptune. Pendant ce temps, Son Goten et Trunks découvrent deux étranges statues. |                                     |                                        | |                       |
| 235 | Le biscuit géant                    | 食べちゃうぞ！！腹ペコ魔人の超能力     | Tabechau zo!! Harapeko Majin no Chōnouryoku (Je vais te manger!! Un Majin puissant super-affamé)                      | 31 août 1994          |
| [Chapitre 464] - Dabra affronte Boo et se fait transformer en biscuit géant par celui-ci, puis se fait manger. |                                     |                                        | |                       |
| 236 | Le défi de Végéta                   | 戦士の決意！！魔人はオレが始末する     | Senshi no Ketsui!! Majin wa Ore ga Shimatsu Suru (La détermination du guerrier!! Je m'occupe du Majin)                | 7 septembre 1994      |
| [Chapitre 465 et 466] - Végéta a défié Boubou en combat singulier. Au début, notre héros a l'avantage pour le plus grand bonheur du reste de la bande caché dans les rochers. Mais petit à petit Boo se révèle sous un jour terrifiant. Végéta semble condamné... Trunks n'écoutant que son courage décide de sauver son père.                                                                                       |                                     |                                        | |                       |
| 237 | Le sacrifice d’un père              | 愛する者のために…ベジータ散る！！      | Ai Suru Mono no Tame ni… Bejīta Chiru!! (Pour ceux qu'il aime...Vejita tombe!!)                                       | 14 septembre 1994     |
| [Chapitre 466 et 467] - Majin Végéta se sacrifie pour sauver la Terre mais Boo n’est toujours pas mort. |                                     |                                        | |                       |
| 238 | Tout recommence à zéro              | 悪夢ふたたび！生きていた魔人ブウ       | Akumu Futatabi! Ikite Ita Majin Bū (Le cauchemar recommence! Majin Bû est vivant)                                     | 21 septembre 1994     |
| [Chapitre 468] - Après le sacrifice de Végéta, Piccolo retourne sur les lieux du combat et s'aperçoit que Boubou est toujours vivant. Il change alors ses plans et emmène Trunks et Son Goten au palais de Dendé. |                                     |                                        | |                       |
| 239 | Deux absences inexpliquées          | ビーデルたちの奮闘！探せ神龍球         | Bīderu-tachi no Funtō! Sagase Doragon Bōru (La lutte de Videl et des autres! Trouvons les Dragon Balls)               | 28 septembre 1994     |
| [Chapitre 469] - Petit Cœur soupçonne Son Gohan de n'avoir pas survécu à son combat contre Boo. Il fait part de ses craintes à Son Goku. Pendant ce temps, Chichi et ses amis sont partis à la recherche de la dernière boule de cristal. Bulma semble deviner qu'il est arrivé un malheur à son mari. |                                     |                                        | |                       |
| 240 | Un seul souhait                     | でっかい希望！！チビたちの新必殺技     | Dekkai Kibō!! Chibi-tachi no Shinhissatsuwaza (Un énorme espoir!! Une nouvelle technique fatale pour les mômes)       | 12 octobre 1994       |
| [Chapitre 469] - Bulma et ses amis ont réussi à retrouver les sept boules de cristal. Elle appelle le dragon. Son Goku s'en aperçoit et cherche à l'empêcher de prononcer trois souhaits. Il arrive après que Bulma ait demandé au dragon de ressusciter les victimes de la boule de Végéta. Le dragon accepte de n'exaucer qu'un vœux et s'en va. Son Goku rapatrie tous ses amis avec lui dans le palais de Dendé. |                                     |                                        | |                       |
| 241 | La douloureuse nouvelle             | 悟天 トランクス全世界に指名手配        | Goten Torankusu Zensekai ni Shimei Tehai (Goten et Trunks - Les personnes les plus recherchées sur Terre)             | 19 octobre 1994       |
| [Chapitre 470] - Son Goku cherche à protéger ses amis. Il apprend à Bulma et à Chichi que les petits sont vivants, mais que Végéta et Son Gohan n'ont pas survécu à leurs blessures. II ne sait pas encore que son fils aîné n'est pas mort et que Kaio Shin l'a retrouvé. Pendant ce temps, Babidi menace d'éliminer tous les habitants d'une ville si Petit Cœur et les enfants refusent de se rendre.             |                                     |                                        | |                       |
| 242 | L’épée sacrée du royaume des Dieux  | 悟飯復活界王神の秘密兵器！？           | Gohan Fukkatsu!! Kaiōshin no Himitsu Heiki!? (Gohan ressuscité!! L'arme secrète de Kaiōshin!?)                        | 26 octobre 1994       |
| [Chapitre 471] - Alors que ses amis et sa famille le croient mort, Son Gohan arrive au royaume des dieux. Kaio Shin le conduit jusqu'à un immense rocher et lui montre une épée plantée dans la roche. De nombreux dieux ont essayé en vain de l'en sortir. D'après la légende, celui qui réussira à s'approprier l'épée sacrée, héritera d'un immense pouvoir.                                                      |                                     |                                        | |                       |
| 243 | Deux fortes têtes                   | 抜けたァ～！！伝説のゼットソード       | Nuketaaa!! Densetsu no Zetto Sōdo (La voici!! La légendaire Z-Sword)                                                  | 9 novembre 1994       |
| [Chapitre 472] - A la grande surprise de Kibito, Son Gohan réussit à extraire l'épée sacrée du rocher. Les enfants hésitent à commencer l'entraînement mais entendent et voient par télépathie Babidi et Boubou raser une ville entière. Ils décident alors de commencer l'entraînement. |                                     |                                        | |                       |
| 244 | Le chantage continue                | 狙われた西の都！止まれ魔人ブウ！！     | Nerawareta Nishi no Miyako! Tomare Majin Bū!! (La Capitale de l'Ouest ciblée! Arrête Majin Bû!!)                      | 16 novembre 1994      |
| [Chapitre 473] - Les deux monstres menacent toujours de s'en prendre à des gens innocents si Trunks, Son Goten et Petit Cœur ne se livrent pas d'eux même. Babidi pousse les terriens à les dénoncer. Encouragé par ses admirateurs, Hercule a commencé à s'entraîner pour affronter Boubou. |                                     |                                        | |                       |
| 245 | Un coup de bluff ?                  | アッと驚く大変身！！超サイヤ人３       | Atto Odoroku Daihenshin!! Sūpā Saiyajin Surī (La grande et étonnante transformation!! Super Saiyajin 3)               | 23 novembre 1994      |
| [Chapitre 474] - Trunks ayant été dénoncé, Boo et Babidi se dirigent vers sa ville natale quand Son Goku leur barre le chemin. Il a décidé de détourner leur attention pendant que Trunks est allé récupérer le radar dans le laboratoire de ses parents. Pour impressionner son adversaire, Son Goku repousse ses limites et se transforme en super-super guerrier...                                               |                                     |                                        | |                       |
| 246 | Boubou se révolte                   | バイバイ・バビディ！！魔人ブウ反逆     | Bai Bai · Babidi!! Majin Bū Hangyaku (Au revoir Babidi!! Majin Bû se rebelle)                                         | 30 novembre 1994      |
| [Chapitre 475] - Boo, le monstre sanguinaire grand amateur de sucreries, est excédé par les remarques moqueuses et humiliantes de son mentor. Il décide de s'en débarrasser. Pendant ce temps, Trunks est toujours à la recherche du radar permettant de retrouver les boules de cristal qui redonnent la vie. |                                     |                                        | |                       |
| 247 | La fin de la permission de Son Goku | メチャカッコ悪い！？特訓変身ポーズ     | Mecha Kakko Warui!? Tokkun Henshin Pōzu (C'est vraiment un truc débile!? L'entraînement spécial des pas de la fusion) | 7 décembre 1994       |
| [Chapitre 476 et 477] - Trunks ayant finalement retrouvé le radar et étant rentré sans encombre au palais, les enfants peuvent enfin commencer l'entraînement, sous le contrôle de Son Goku. De son côté, Boo, ivre de bonheur depuis que Babidi n'est plus là pour lui donner des ordres, savoure sa liberté en détruisant tout sur son passage.                                                                    |                                     |                                        | |                       |
| 248 | Le temps des adieux                 | じゃあな みんな！！悟空あの世に帰る    | Jā na Minna!! Gokū Ano Yo ni Kaeru (Au revoir, tout le monde!! Gokû retourne dans l'Au-Delà)                          | 14 décembre 1994      |
| [Chapitre 477] - La permission de Son Goku touche à sa fin. Il profite des dernières minutes pour apprendre aux enfants la technique de la fusion. |                                     |                                        | |                       |
| 249 | Des adieux et des retrouvailles     | 悟飯はどこだ！？界王神界の猛特訓       | Gohan wa Doko Da!? Kaiōshinkai no Mōtokkun (Où est Gohan !? L'entrainement intensif dans le domaine des Kaiôshin)     | 18 janvier 1995       |
| [Chapitre 478] - Après des adieux déchirants, Son Goku est reparti dans l'autre monde. Une fois là-haut, il se renseigne pour savoir si son fils aîné l'a précédé. Il apprend alors que Son Gohan n'est jamais arrivé dans l'autre monde. Il est donc encore vivant quelque part sur la Terre. Il part à sa recherche.                                                                                               |                                     |                                        | |                       |
| 250 | L’épée cassée                       | ウソだろ！？ゼットソードが折れちゃった | Uso Daro!? Zetto Sōdo ga Orechatta (C'est une blague!? La Z-Sword est brisée)                                         | 25 janvier 1995       |
| [Chapitre 478 et 479] - Son Goku a finalement retrouvé son fils aîné. Il apprend en même temps l'existence de la mystérieuse épée sacrée. En voulant tester la solidité de sa lame, il la casse accidentellement au grand désespoir de Kaio Shin. Mais soudain apparaît un étrange vieillard qui affirme avoir été emprisonné pendant plusieurs siècles dans l'épée à la suite d'un mauvais sort.                    |                                     |                                        | |                       |
| 251 | Péché d’orgueil                     | 合体超人誕生！！その名はゴテンクス     | Gattai Chōjin Tanjō!! Sono Na wa Gotenkusu (La naissance d'un Super-Guerrier!! Son nom est Gotenks)                   | 8 février 1995        |
| [Chapitre 480] - Petit Cœur considère que Trunks et Son Goten se sont assez entraînés. Il leur ordonne de fusionner pour de vrai. La première tentative se révèle une catastrophe, la seconde aussi. Par contre, la troisième semble être un franc succès. Désobéissant à Petit Cœur, les deux garçons, devenus un guerrier appelé Gotrunks, croient être assez forts pour défier Boo.                               |                                     |                                        | |                       |
| 252 | Le doyen des dieux                  | 最終兵器始動！？サタンは地球を救う     | Saishū Heiki Shidō!? Satan wa Chikyū o Sukū (L'arme fatale en marche!? Satan va sauver la Terre)                      | 15 février 1995       |
| [Chapitre 481] - |                                     |                                        | |                       |
| 253 | Le monstre et le chiot              | 殺すのやめた！！魔人ブウよい子宣言     | Korosu no Yameta!! Majin Bū Yoi Ko Sengen (Il arrête de tuer!! La bonne déclaration d'enfant de Majin Bû)             | 22 février 1995       |
| [Chapitre 482 et 483] - |                                     |                                        | |                       |

## SagaBoo
La neuvième et dernière saison, composée des épisodes 254 à 291 (38 épisodes), a été diffusée entre le 8 mars 1995 et le 31 janvier 1996.
Elle est réalisée par Daisuke Nishio et scénarisée par Takao Koyama.
Elle contient les arcs suivants : l'arc Boo 2e forme, l'arc Boo original ainsi que l'arc Oob.
| No | Titre français                       | Titre japonais                        | Titre japonais | Date de 1re diffusion |
| No | Titre français                       | Kanji                                 | Rōmaji | Date de 1re diffusion |
| --- | ------------------------------------ | ------------------------------------- | --- | --------------------- |
| 254 | Une accalmie                         | 逃げろサタン！！怒りの魔人ブウ出現    | Nigero Satan!! Ikari no Majin Bū Shutsugen (Fuis Satan !! L’apparition d’un Majin Buu en colère)                                    | 8 mars 1995           |
| [Chapitre 484 et 485] - Boo et Mr. Satan ont recueilli un petit chien. Sous le charme de l’animal, le monstre sanguinaire se révèle être aussi gentil et doux qu’un agneau. Mr. Satan en profite pour lui faire promettre de ne plus tuer personne. Les deux assassins décident de prendre Mr. Satan pour cible. Boo le ressuscite de justesse mais sous le coup de la colère, il se divise en deux et crée un nouvel individu… |                                      |                                       | |                       |
| 255 | Trois Boubou différents              | どっちが勝つの！？善悪ブウブウ対決    | Dotchi ga Katsu no!? Zenaku Bū Bū Taiketsu (Qui va gagner !? Confrontation entre le bon et le mauvais Bû)                           | 15 mars 1995          |
| [Chapitre 485 et 486] - La colère de Boo a eu pour effet de créer un deuxième monstre qui a hérité de son côté maléfique et cruel, les deux Boo s’affrontent sous les yeux ébahis de Mr. Satan. Mais le gentil Boo est rapidement dépassé et se fait avaler par son double qui se transforme alors en un troisième personnage, plus fort et plus avide de violence que les deux précédents. |                                      |                                       | |                       |
| 256 | Une visite inattendue                | 待ったなしの破局！！地球人類絶滅      | Matta Nashi no Hakyoku!! Chikyū Jinrui Zetsumetsu (Une catastrophe sans précédent !! L’extermination de la race humaine)            | 22 mars 1995          |
| [Chapitre 487 et 488] - Boo est parti à la recherche de nos héros et est arrivé au palais de Dendé. Il veut rencontrer l’adversaire qu’on lui avait promis quand Babidi était encore vivant. Les deux garçons ne sont pas encore prêts. Les mères les ont envoyés se reposer. Boo se met alors dans une colère noire et fait pleuvoir sur la Terre une cascade de boules de feu. |                                      |                                       | |                       |
| 257 | Les dernières secondes de répit      | 特訓成功！！これで終りだ魔人ブウ      | Tokkun Seikou!! Kore de Owari Da Majin Bū (L'entrainement spécial est réussi!! C'en est fini de toi Majin Bû)                       | 29 mars 1995          |
| [Chapitre 488 et 489] - Après le déluge de boules de feu lancées par Boo, il ne reste plus que quelques survivants sur la Terre. Au palais de Dendé, Boo menace de tout casser si Piccolo ne va pas chercher le super guerrier qu’on lui a promis. Les deux garçons ne sont toujours pas sortis de la salle de l’Esprit et du Temps. Piccolo essaye alors par tous les moyens de gagner du temps. |                                      |                                       | |                       |
| 258 | Une drôle de tactique                | 本気で行くぜ！！超ゴテンクス全開      | Honki de Iku ze!! Sūpā Gotenkusu Zenkai (On y va sérieusement!! Super Gotenks à fond)                                               | 12 avril 1995         |
| [Chapitre 490] - Boo est entré dans la salle de l’Esprit et du Temps et a enfin fait la connaissance de Gotenks. Le combat a commencé et Gotenks est loin d’avoir l’avantage. Piccolo craint qu’il perde le combat, quand soudain Gotenks change de tactique et se transforme en Super Saïyen. Boo n’est pas le moins du monde impressionné. La situation est grave. |                                      |                                       | |                       |
| 259 | Les super fantômes kamikazes         | やったぜ！！オバケで成功 ブウ退治！？ | Yatta ze!! Obake de Seikō Bū Taiji!? (On l'a fait!! L'extermination de Bû avec les fantômes réussie!?)                              | 18 avril 1995         |
| [Chapitre 491 et 492] - Gotenks s’est octroyé l’aide de 10 clones qu’il appelle les Super Fantômes Kamikazes. Ces dix répliques se comportent comme des enfants gâtés et capricieux. Boo réussit sans peine à éviter leurs pièges. Piccolo, persuadé que Gotenks est incapable d’éliminer Boo, décide de se sacrifier et détruit la porte séparant le monde réel de la dimension où ils se trouvent. |                                      |                                       | |                       |
| 260 | La porte entre les deux dimensions   | 異次元からの脱出！！超ゴテンクス３    | Jigen kara no Dasshutsu!! Sūpā Gotenkusu Surī (Evasion de l'autre dimension!! Super Gotenks 3)                                      | 25 avril 1995         |
| [Chapitre 492 et 493] - Furieux à l’idée de ne plus jamais manger de sucreries, Boo pousse un cri de rage qui ouvre une brèche dans le mur invisible séparant le monde réel de la dimension où ils sont emprisonnés. Il s’y engouffre juste avant qu’il ne se referme. Affamé, il transforme Krilin et le reste de la bande en chocolat et les avale. Pendant ce temps, Piccolo et Gotenks cherchent eux aussi à revenir sur Terre. |                                      |                                       | |                       |
| 261 | Une partie de volley qui tourne mal  | ノリすぎ！？ブウブウ バレーボール     | Norisugi!? Bū Bū Barēbōru (On en fait trop !? Bū Bū Volley-Ball)                                                                    | 9 mai 1995            |
| [Chapitre 494 et 495] - Boo a finalement réussi à sortir de la salle de l’Esprit et du Temps. Ivre de rage, il a aussitôt avalé tous ceux qui avaient trouvé refuge dans le palais de Dendé. Gotenks et Piccolo font leur apparition quelques minutes plus tard dans le palais désert. Mis au courant de la disparition de leurs familles, les deux petits garçons passent à l’attaque. |                                      |                                       | |                       |
| 262 | Le choc des titans                   | まさにグレート！！新生悟飯地球へ      | Masa ni Gurēto!! Shinsei Gohan Chikyū e (Vraiment génial!! Le nouveau Gohan va sur Terre)                                           | 16 mai 1995           |
| [Chapitre 495 et 496] - Le choc des titans a commencé. Mais ni Boo ni Gotenks ne réussit à prendre le dessus. Jusqu’au moment où les effets de la fusion commencent à s’estomper, Goku demande alors à son fils aîné de redescendre sur Terre et de sauver les deux petits garçons. |                                      |                                       | |                       |
| 263 | Une lueur d’espoir                   | ブウを圧倒！！悟飯のミラクルパワー    | Bū o Attō!! Gohan no Mirakuru Pawā (Bû écrasé!! La miraculeuse puissance de Gohan)                                                  | 23 mai 1995           |
| [Chapitre 496 et 497] - La fusion de Gotenks a pris fin et les deux garçons reprennent leur forme initiale. Son Gohan arrive alors pour sauver les petits garçons! Le combat entre Son Gohan et Boo commence! |                                      |                                       | |                       |
| 264 | La mystérieuse réapparition de Dendé | やったか！？魔人ブウ大爆発            | Yatta ka!? Majin Bū Daibakuhatsu (Est-il vaincu ? La grande explosion de Majin Bū)                                                  | 30 mai 1995           |
| [Chapitre 498 et 499] - Alors que Son Gohan a vraiment le dessus sur Boo ce dernier provoque une grande explosion! C'est un subterfuge pour réfléchir et gagner du temps. Après avoir raconté son histoire Son Gohan ressent l'énergie de Dende. Piccolo, Trunks, Son Goten et Son Gohan partent à sa recherche et trouvent sur leur chemin Monsieur Satan et son petit chien. Ils les emmènent avec eux. Nos amis retrouvent enfin Dendé..                                                                                              |                                      |                                       | |                       |
| 265 | Une erreur fatale                    | ブウ最悪の反則！！ゴテンクス吸収！？  | Bū Saiaku no Hansoku!! Gotenkusu Kyūshū (La plus grande faute de Bū !! Gotenks absorbé)                                             | 6 juin 1995           |
| [Chapitre 499 et 500] - Se sentant menacé par Son Gohan, Boo parvient à faire fusionner Trunks et Son Goten qu’il absorbe avec Piccolo pour augmenter ses pouvoirs et prendre le dessus sur Son Gohan… |                                      |                                       | |                       |
| 266 | Le retour à la vie                   | 全宇宙のために…よみがえれ孫悟空       | Zenuchū no Tame ni… Yomigaere Son Gokū (Pour le bien de l'univers tout entier… Reviens à la vie… Gokū)                              | 13 juin 1995          |
| [Chapitre 500 et 501] - Son Gohan est en difficulté face à Buu qui bénéficie toujours de l’énergie et des pouvoirs de Gotenks. De son côté, Son Goku revient à la vie avec l’aide Rou Dai Kaio Shin qui lui donne sa vie ainsi que des boucles d’oreilles magiques pour qu’il puisse fusionner avec qui il veut. |                                      |                                       | |                       |
| 267 | Les boucles magiques                 | 奇跡は一度…なるか悟飯との超合体       | Kiseki wa Ichido… Naru ka Gohan to no Chōgattai (Le miracle se produit qu'une fois… Y'aura-t-il une super-combinaison avec Gohan ?) | 20 juin 1995          |
| [Chapitre 501 et 502] - Pendant que Son Gohan affronte Boo, le doyen des dieux explique le pouvoir des boucles d'oreilles magiques. Elles permettent de fusionner rapidement mais la fusion est permanente. Son Goku revient sur Terre. Pendant que Son Gohan recherche la boucle d'oreille qu'il a échappé, Son Goku affronte Boo. Celui-ci perd de l'énergie car la fusion de Gotenks à l'intérieur de son corps se termine. Boo décide alors d'absorber Son Gohan!                                                                    |                                      |                                       | |                       |
| 268 | Le refus de Végéta                   | 合体！！ベジータの誇りと悟空の怒り    | Gattai!! Bejīta no Hokori to Gokū no Ikari (Fusion !! La fierté de Végéta et la rage de Gokū !!)                                    | 27 juin 1995          |
| [Chapitre 503] - Alors que Son Goku se retrouve devant un cruel dilemme car il ne lui reste plus que Dendé et Monsieur Satan avec qui fusionner, il ressent soudain l'aura de Végéta! Celui-ci a eu une permission. Son Goku lui propose de fusionner mais Végéta refuse dans un premier temps. Son Goku lui apprend alors que Boo a avalé leurs amis dont Bulma et Trunks ce qui convainc Végéta. Il accepte donc de fusionner avec Son Goku...                                                                                         |                                      |                                       | |                       |
| 269 | La naissance d’un super héros        | 壮絶パワー！！究極を超えるベジット    | Sōzetsu Pawā!! Kyūkyoku o Koeru Bejitto (Magnifique puissance !! Vegetto surpasse l'entendement !!)                                 | 11 juillet 1995       |
| [Chapitre 504 + Filler] - |                                      |                                       | |                       |
| 270 | On n’est pas hors de danger          | 次元に亀裂！！ブウがキレちゃった！？  | Jigen ni Kiretsu!! Bū ga Kirechatta!? (Une fissure entre les dimensions !! Boo enragé !!)                                           | 18 juillet 1995       |
| [Chapitre 504 + Filler] - |                                      |                                       | |                       |
| 271 | L’étrange attitude de Vegeku         | ブウの奥の手！！アメ玉になっちゃえ    | Bū no Oku no Te !! Amedama ni Nacchae (La botte secrète de Boo!! T'es devenu un bonbon)                                             | 25 juillet 1995       |
| [Chapitre 504 et 505] - |                                      |                                       | |                       |
| 272 | Une erreur qui risque de coûter cher | ヒーロー喪失！？吸収されたベジット    | Hīrō Sōshitsu!? Kyūshū Sareta Bejitto (Un héros perdu!? Vegetto est absorbé)                                                        | 8 août 1995           |
| [Chapitre 505 et 506] - Boo a transformé Vegetto en bonbon, ce dernier continue à combattre même sous cette forme. Ne réussissant pas à l'absorber, Boo décide de lui redonner sa forme initiale. Ensuite Vegetto décide d'en finir avec lui mais Boo joue son dernier atout, et absorbe Vegetto |                                      |                                       | |                       |
| 273 | Un drôle de labyrinthe               | 魔の迷宮！！ブウの腹に何がある！？    | Ma no Meikyū!! Bū no Onaka ni Nani ga Aru!? (Un labyrinthe démoniaque!! Qu'y a-t-il dans le ventre de Boo!?)                        | 15 août 1995          |
| [Chapitre 506 + Filler] - Boo a absorbé Vegetto mais le doyen des dieux est surpris. En effet, contrairement aux fois précédentes où Boo avait changé d'apparence dès qu'il absorbait un adversaire il n'a cette fois pas changé d'apparence... Et pour cause, Vegetto s'est laissé attraper délibérément par Boo pour libérer tous ceux qui ont été absorbés. Cependant les effets de la fusion cessent et Végéta et Son Goku reprennent leur forme originelle...Ils s'engagent alors dans le labyrinthe du corps de Boo...             |                                      |                                       | |                       |
| 274 | Gare aux mirages                     | 悪夢か幻か！？悟空と悟飯の親子対決    | Akumu ka Maboroshi ka!? Gokū to Gohan no Oyako Taiketsu (Cauchemars ou illusion ? Gokū et Gohan, confrontation père/fils)           | 22 août 1995          |
| [Chapitre 506 + Filler] - |                                      |                                       | |                       |
| 275 | Le monstre à deux têtes              | 魔人の秘密！！ブウの中に２人のブウ    | Majin no Himitsu!! Bū no Naka ni Futari no Bū (Le secret du Majin ! Deux Bū à l'intérieur du premier !!)                            | 29 août 1995          |
| [Chapitre 506 et 507 + Filler] - |                                      |                                       | |                       |
| 276 | La sortie de secours                 | 出口はどこだ！？崩れるブウから脱出    | Deguchi wa Doko Da!? Kuzureru Bū kara Dasshutsu (Où est la sortie !? Échapper d'un Bū en mutation !!)                               | 5 septembre 1995      |
| [Chapitre 507 et 508] - Végéta et Son Goku ont réussi à délivrer leurs quatre amis et à sortir du corps de Buu mais lors de leur sortie, nos deux amis s'aperçoivent que Buu a rajeuni et que sa puissance a augmenté. Shibito et les autres dieux craignent le pire mais Son Goku et Végéta le sous-estime. |                                      |                                       | |                       |
| 277 | Prochaine victime : la Terre         | 地球消滅！！ブウ邪悪への逆変身        | Chikyū Shōmetsu!! Bū Jaaku e no Gyakuhenshin (La Terre disparaît !! La transformation réversible d'un Bū vers le mal ultime !!)     | 12 septembre 1995     |
| [Chapitre 508] - Le dieu Neptune nous raconte le passé de Buu pendant que Végéta lance un duel à Buu mais Buu ne veut rien savoir et envoie une boule de feu géante sur les deux Saiyans. Le dieu Neptune décide de les téléporter au royaume des dieux mais malheureusement seul Son Goku, Végéta, Le tout-puissant (Dendé), Mr. Satan et son chien sont sauvés. Malheureusement pour la terre, elle explose en emmenant Son Gohan, Piccolo, Son Goten et Trunks au royaume des morts.                                                  |                                      |                                       | |                       |
| 278 | La tragédie continue                 | ブウ来襲！！界王神界で決着だ          | Bū Raishū!! Kaiōshinkai de Ketchaku Da (L'attaque de Bū !! Conclusion au royaume des Kaïoshins !!)                                  | 19 septembre 1995     |
| [Chapitre 509] - Après avoir réduit à néant la Terre, Buu continue de détruire d'autres planètes et décide d'aller semer la pagaille dans le royaume des morts où il s'attaque à Krilin et aux autres amis de nos héros mais Son Goku augmente sa puissance pour qu'il vienne vers lui. Buu arrive au royaume des dieux ou il s'apprête à combattre Son Goku et Végéta. |                                      |                                       | |                       |
| 279 | La menace qui pèse sur l’autre-monde | 未来をつかめ！！宇宙をかけた大決戦    | Mirai o Tsukame!! Uchū o Kaketa Daikessen (Saisissez le futur ! Le combat final avec l'univers comme enjeu !!)                      | 26 septembre 1995     |
| [Chapitre 509] - Le combat s'engage entre Son Goku et Buu mais Son Goku veut mesurer la force de son adversaire. Buu décide de lancer une grosse boule de feu qui va retourner tout le royaume des dieux. C'est alors que Son Goku décide de passer aux choses sérieuses. |                                      |                                       | |                       |
| 280 | Son Goku joue son va-tout            | ベジータ脱帽！！悟空おまえがNo.１だ   | Bejīta Datsubō!! Gokū Omae ga Nanbā Wan Da (Végéta tire son chapeau !! Gokū, tu es le N°1 !!)                                       | 10 octobre 1995       |
| [Chapitre 510] - Son Goku se transforme en Super Saiyen 3. La lutte contre Buu est rude mais Son Goku s'effondre car sa transformation en super super guerrier l'a épuisé. C'est alors que Végéta intervient et décide de prendre la place de Son Goku mais Buu prends vite le dessus sur Végéta. Alors que Buu s'apprête à donner le coup de grâce à Végéta Son Goku intervient et le repousse. |                                      |                                       | |                       |
| 281 | La minute de vérité                  | 耐え抜けベジータ！！命がけの１分間    | Taenuke Bejīta!! Inochigake no Ippunkan (Tiens le coup Végéta !! Une minute décisive)                                               | 17 octobre 1995       |
| [Chapitre 510 et 511] - Le combat entre Buu et Son Goku se poursuit mais Son Goku se fatigue. Végéta décide alors de reprendre le combat pour permettre à Son Goku de se concentrer pour lui porter le coup fatal en se transformant en une forme plus puissante de Super Saiyan. Végéta encaisse les coups encore et encore avec courage mais rien ne se passe du côté de Son Goku... |                                      |                                       | |                       |
| 282 | Une intervention providentielle      | サタンをいじめるな！！元祖ブウ復活    | Satan o Ijimeru na!! Ganso Bū Fukkatsu (T'en prends pas à Satan ! Le premier Bū revit !)                                            | 24 octobre 1995       |
| [Chapitre 511, 512 et 513] - Alors que tout semble perdu pour Végéta, monsieur Satan fait preuve d'un courage inattendu et défie Buu! De manière incompréhensible Buu n'arrive pas à porter un seul coup à monsieur Satan et semble souffrir atrocement... quand soudain il recrache Booboo! Alors que Buu s'apprête à tuer monsieur Satan, Booboo s'interpose. Les deux Buu s'affrontent. Son Goku n'arrive, quant à lui, pas à se transformer...                                                                                       |                                      |                                       | |                       |
| 283 | Le dragon de la planète Namek        | ベジータの秘策！！神龍と２つの願い    | Bejīta no Hisaku!! Porunga to Futatsu no Negai (Le plan secret de Végéta !! Polunga et les deux vœux !!)                            | 31 octobre 1995       |
| [Chapitre 513 et 514] - Les deux Buu se livrent un combat féroce! Végéta s'adresse soudain à Shin et Dendee et leur demande d'aller sur Namek et de rassembler les boules de cristal! Dendee et Shin récupèrent les boules de cristal et appellent le dragon! Végéta demande que la planète Terre soit reconstituée et que toutes les personnes disparues sous les coups de Buu soient ressuscités! Les vœux de Végéta sont exaucés et il dit à Son Goku qu'ils vont pouvoir lancer une boule Genki...Mais Son Goku ignore ce que c'est! |                                      |                                       | |                       |
| 284 | La stratégie du dernier espoir       | 最後の希望！！作るぜでっかい元気玉    | Saigo no Kibō!! Tsukuru ze Dekkai Genkidama (Le dernier espoir !! Faisons un gigantesque Genki Dama)                                | 14 novembre 1995      |
| [Chapitre 514] - Végéta s'adresse aux terriens par l'intermédiaire de Kaïoh pour qu'ils donnent leur énergie pour créer une boule Genki! Les amis de Son Goku et de Végéta s'exécutent immédiatement mais les terriens semblent indifférents... |                                      |                                       | |                       |
| 285 | L’ingratitude des Terriens           | 超感激！！できたぜみんなの元気玉      | Chōkangeki!! Dekita ze Minna no Genkidama (Émotion extrême !! Le Genki Dama de tous est fini !)                                     | 21 novembre 1995      |
| [Chapitre 515 et 516] - Malgré les supplications de Végéta , les Terriens refusent toujours d'aider Son Goku! Monsieur Satan se fâche devant l'ingratitude des Terriens et leur demande de lever les bras... les Terriens s'exécutent enfin! |                                      |                                       | |                       |
| 286 | Son Goku passe à l’attaque           | やっぱり最強孫悟空！！魔人ブウ消滅    | Yappari Saikyō Son Gokū!! Majin Bū Shōmetsu (Son Gokū est finalement le meilleur !! Majin Bū est éliminé !!)                        | 28 novembre 1995      |
| [Chapitre 516 et 517] - Après avoir retrouvé toute son énergie grâce à l'intervention du dragon Polunga, Son Goku lance son attaque contre Buu et le fait enfin disparaître! |                                      |                                       | |                       |
| 287 | Boubou et les billets débarquent     | 戻った平和！！正義の味方魔人ブウ！？  | Modotta Heiwa!! Seigi no Mikata Majin Bū!? (La paix de retour !! Majin Bū, champion de la justice ??)                               | 5 décembre 1995       |
| [Chapitre 517] - Boubou découvre la vie sur Terre |                                      |                                       | |                       |
| 288 | Le bonheur retrouvé                  | 遅いぜ悟空！みんなでパーティ！！      | Osoi ze Gokū! Minna de Pāti!! (T'es en retard Gokū !! Tout le monde est de la fête)                                                 | 12 décembre 1995      |
| [Filler] - |                                      |                                       | |                       |
| 289 | La troisième génération              | 悟空おじいちゃん！私がパンよ！！      | Gokū Ojīchan! Watashi ga Pan yo!! (Grand-père Gokū ! Je suis Pan !)                                                                 | 17 janvier 1996       |
| [Chapitre 517 et 518] - |                                      |                                       | |                       |
| 290 | Une vieille connaissance             | オイラはウーブ！今10歳で元魔人！？    | Oirá wa Ūbu! Ima Jussai de Moto Majin!? (Je suis Ūbu ! Le Majin d'il y a dix ans !)                                                 | 24 janvier 1996       |
| [Chapitre 518 et 519] - |                                      |                                       | |                       |
| 291 | Son Goku commence une nouvelle vie   | もっと強く！！悟空の夢は超でっけえ    | Motto Tsuyoku!! Gokū no Yume wa Chōdekkee (Encore plus fort !! Le rêve de Gokū est énorme !)                                        | 31 janvier 1996       |
| [Chapitre 519] - Fin. |                                      |                                       | |                       |